# Llista de peixos de Rússia

Localització de Rússia a Euràsia

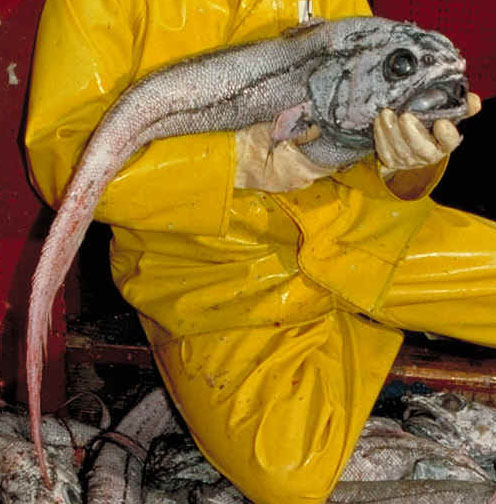
Albatrossia pectoralis

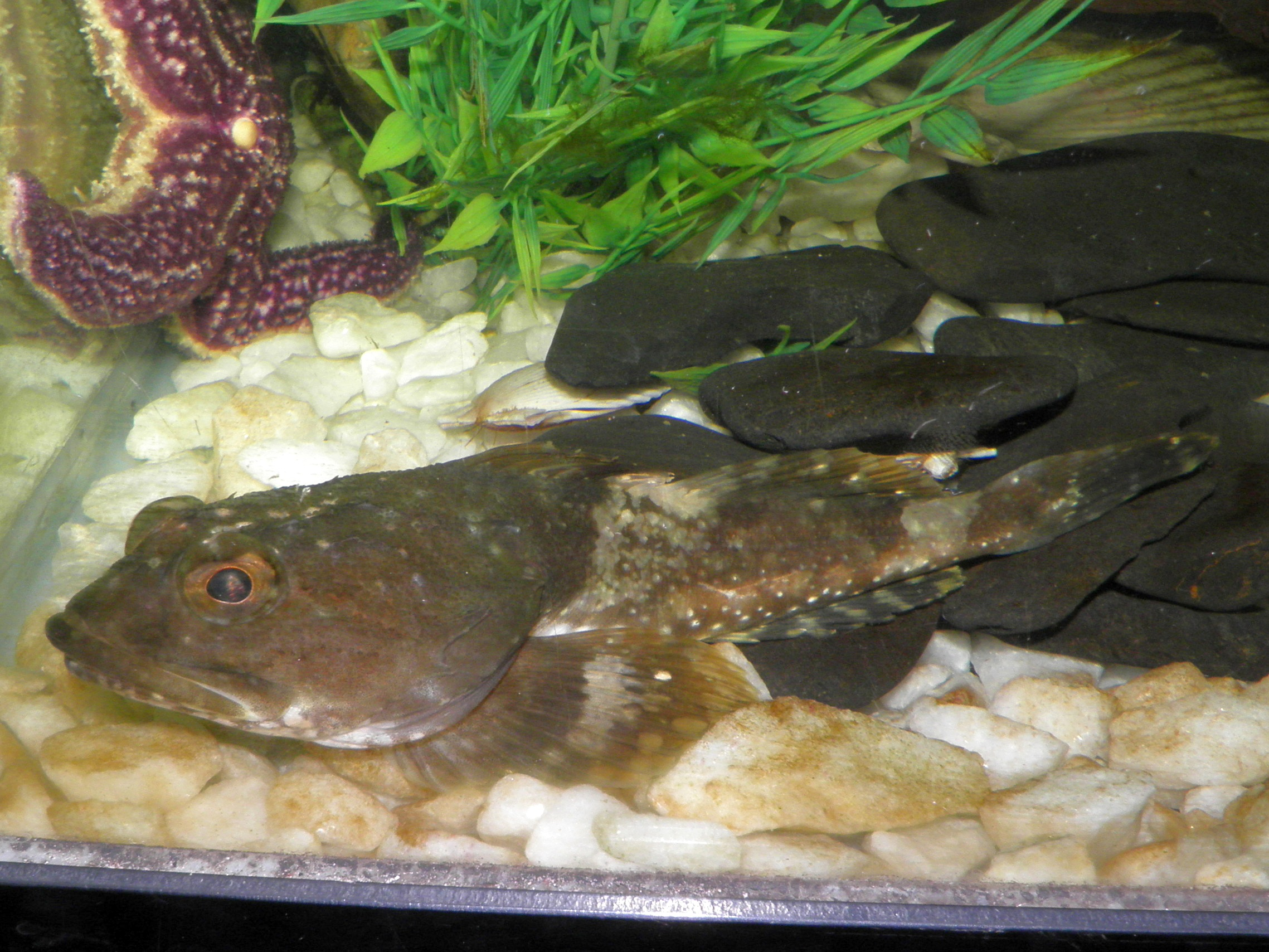
Argyrocottus zanderi

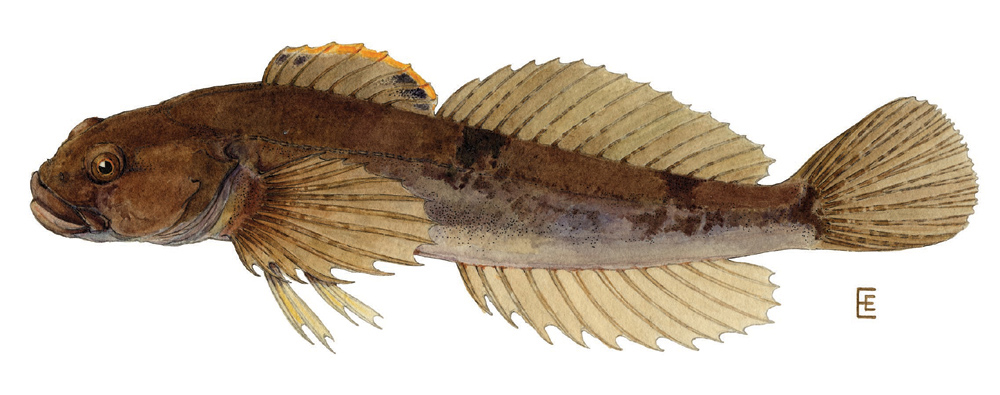
Cottus cognatus

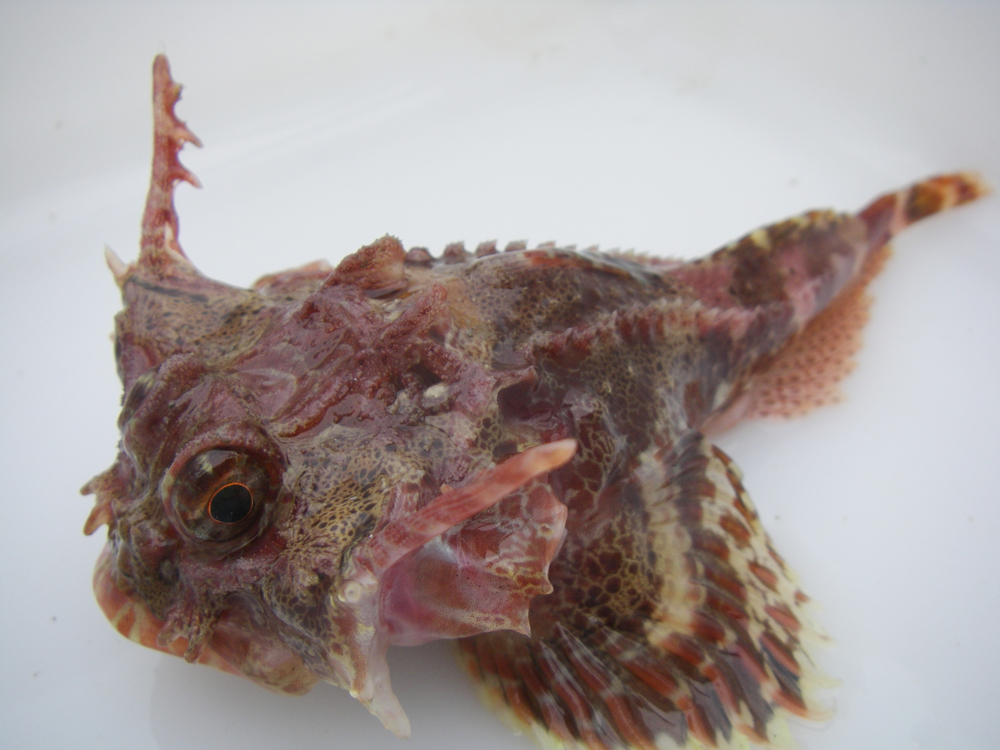
Enophrys diceraus

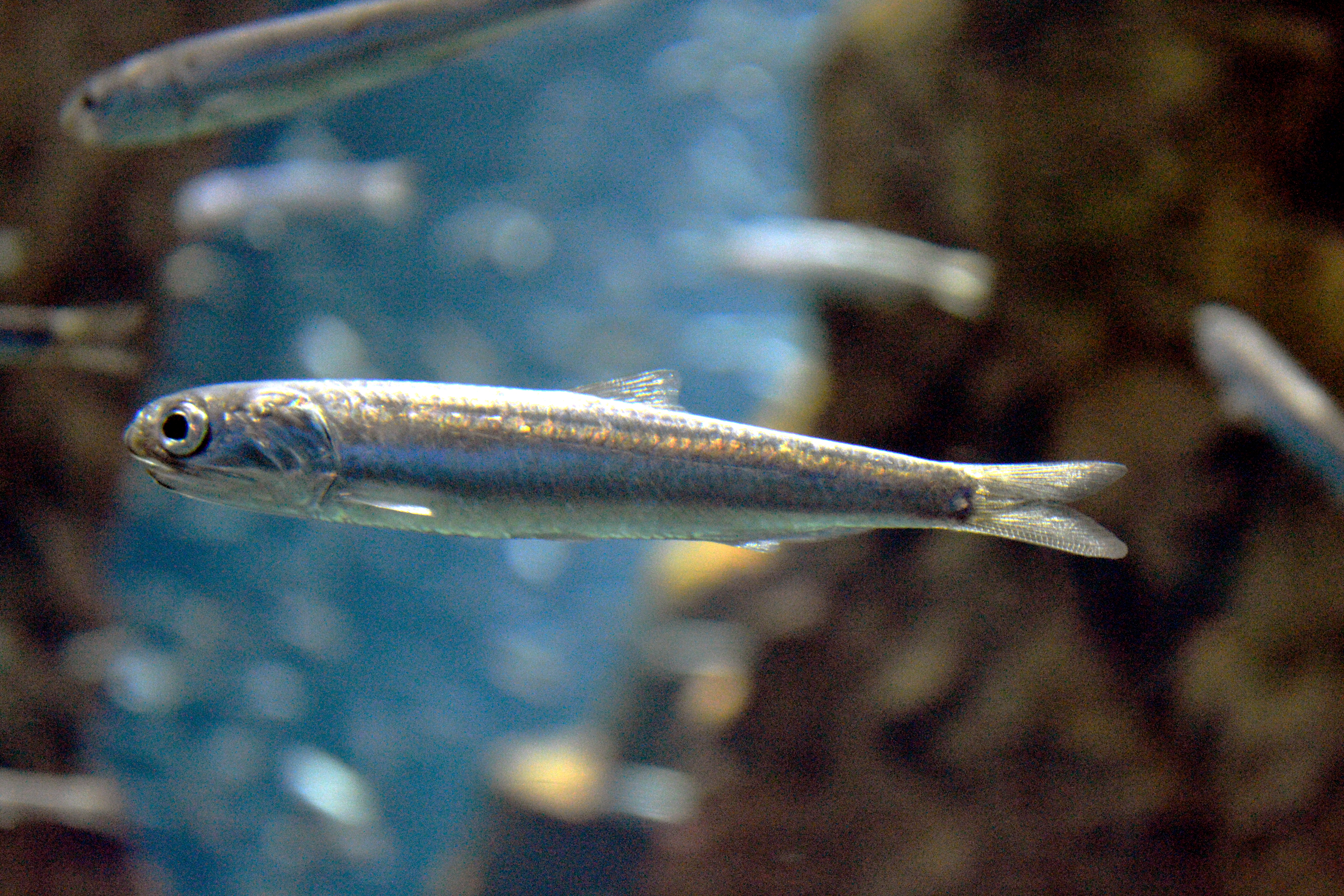
Engraulis japonicus

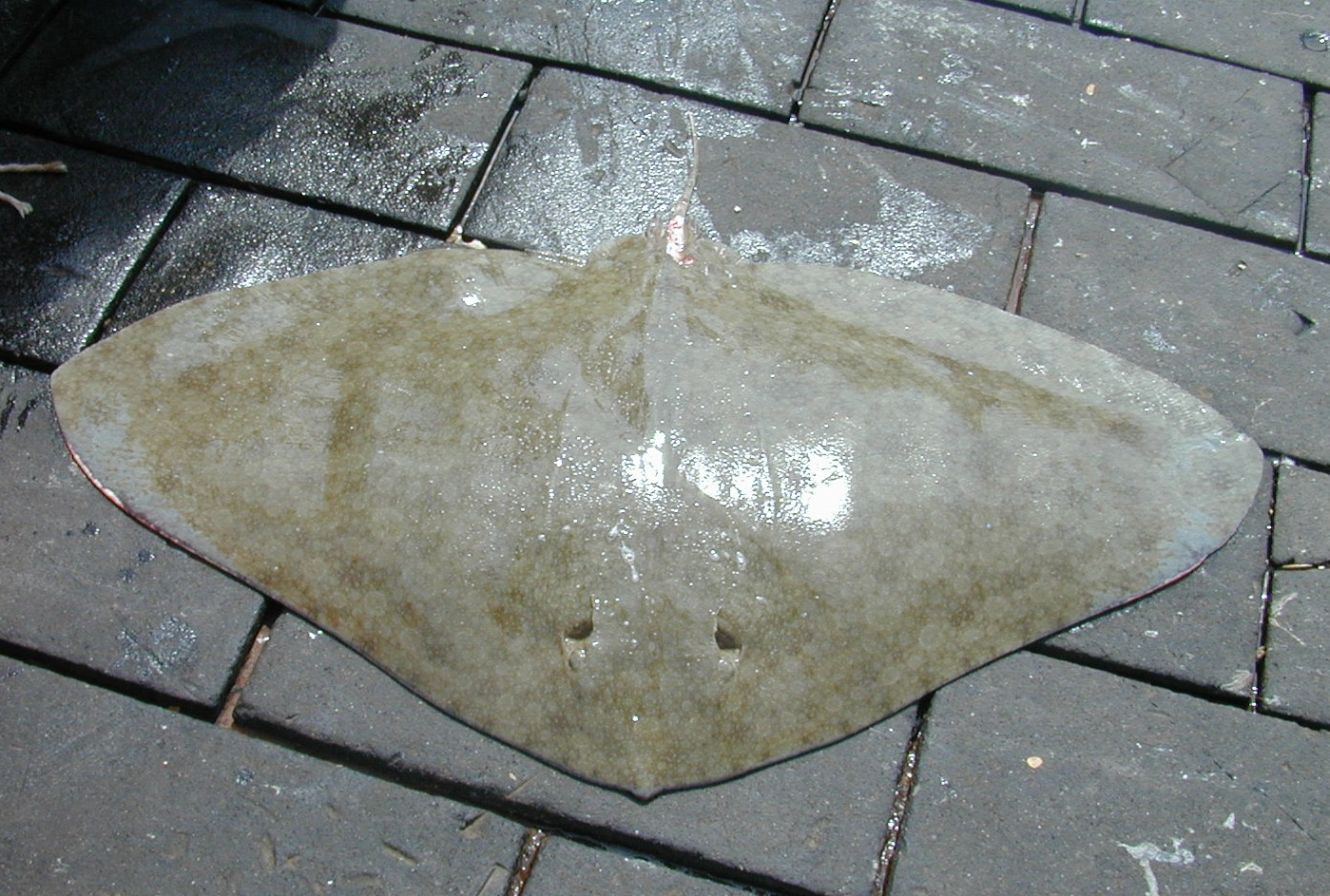
Mantellina (Gymnura altavela)

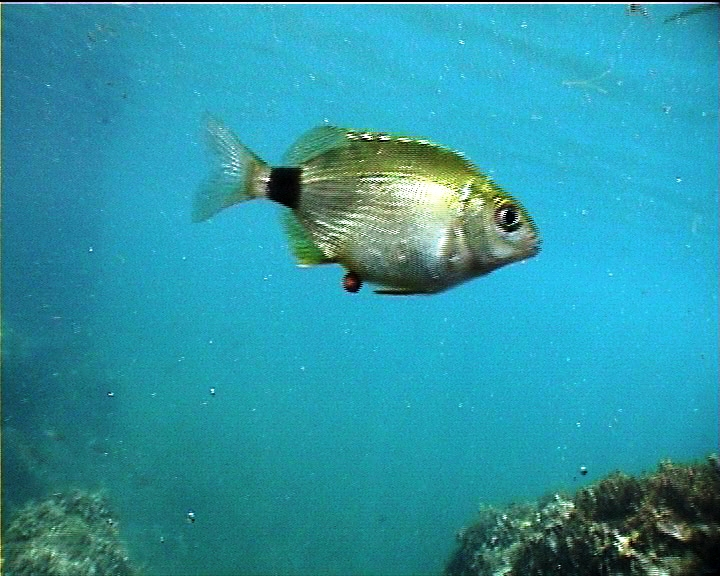
Esparrall (Diplodus annularis)

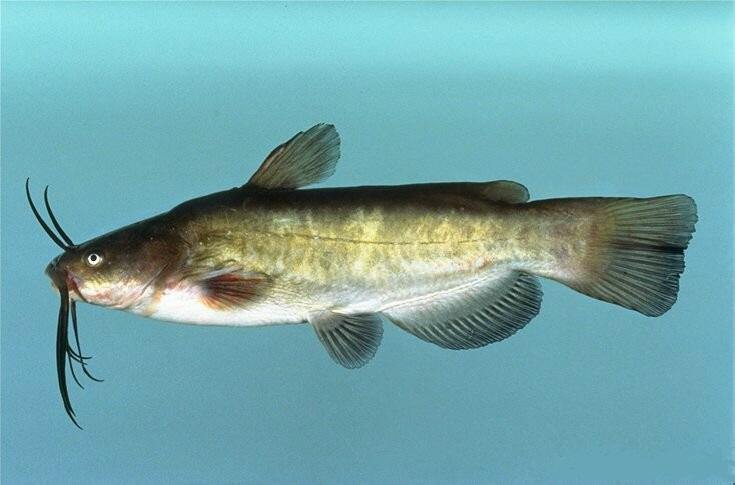
Peix gat bru (Ameiurus nebulosus)

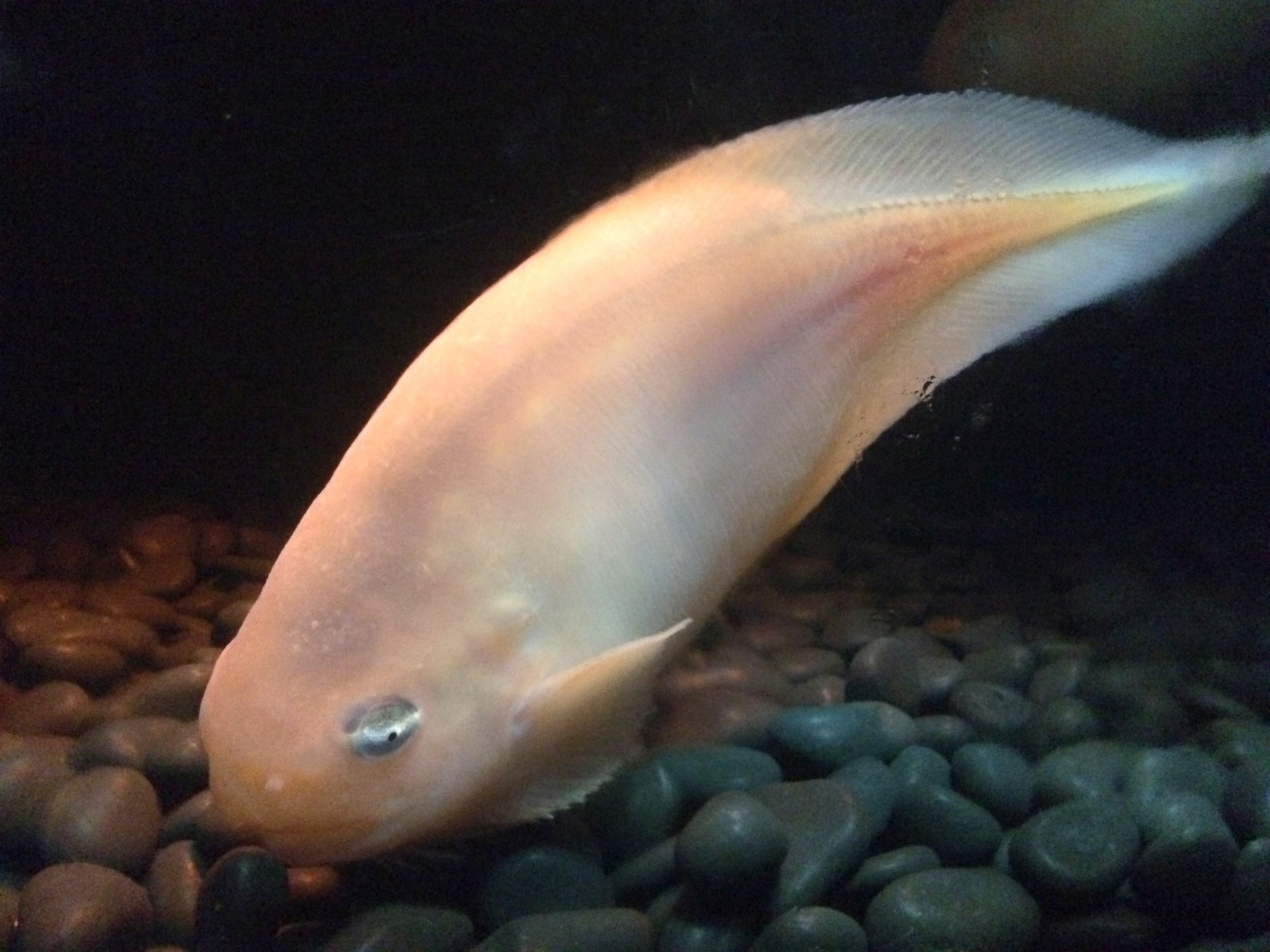
Careproctus rastrinus

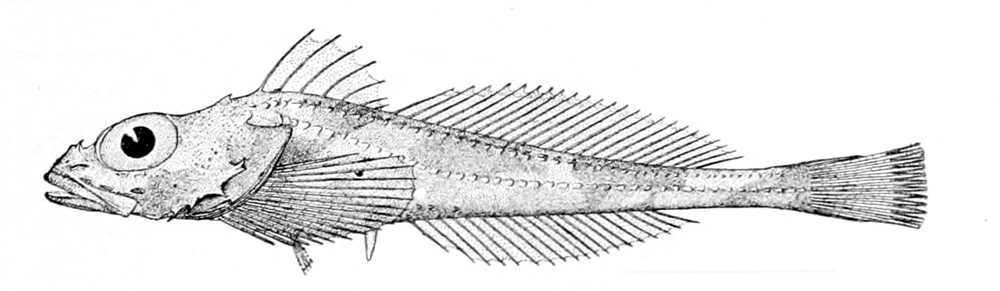
Icelus canaliculatus (il·lustració del 1906)

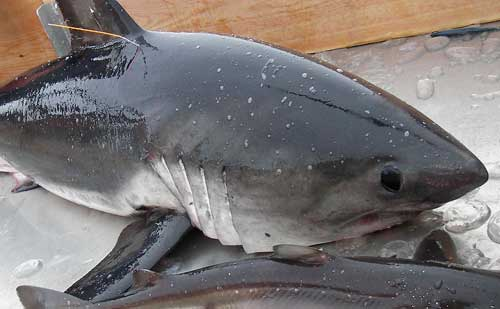
Marraix salmó (Lamna ditropis)

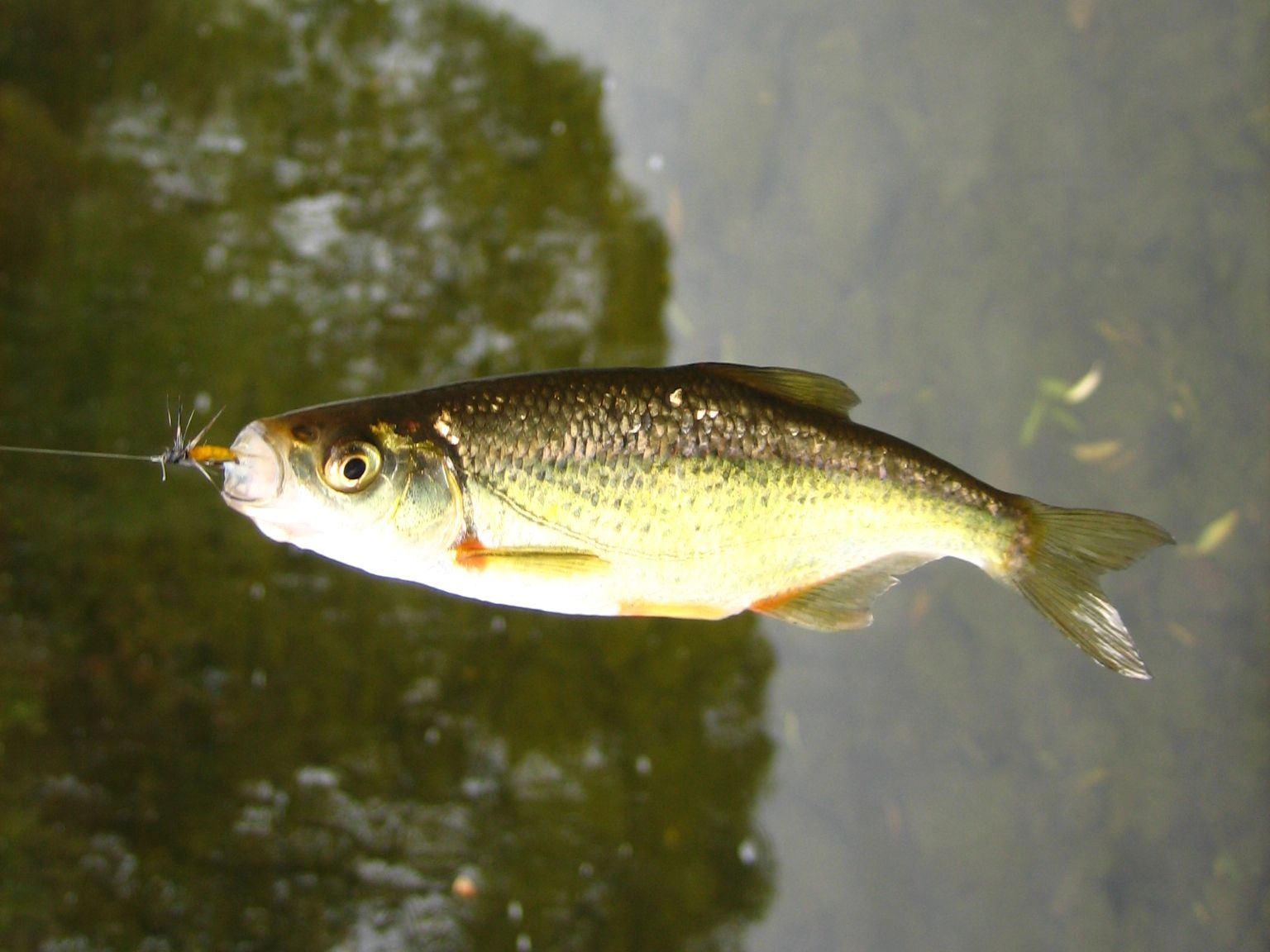
Alburnoides bipunctatus

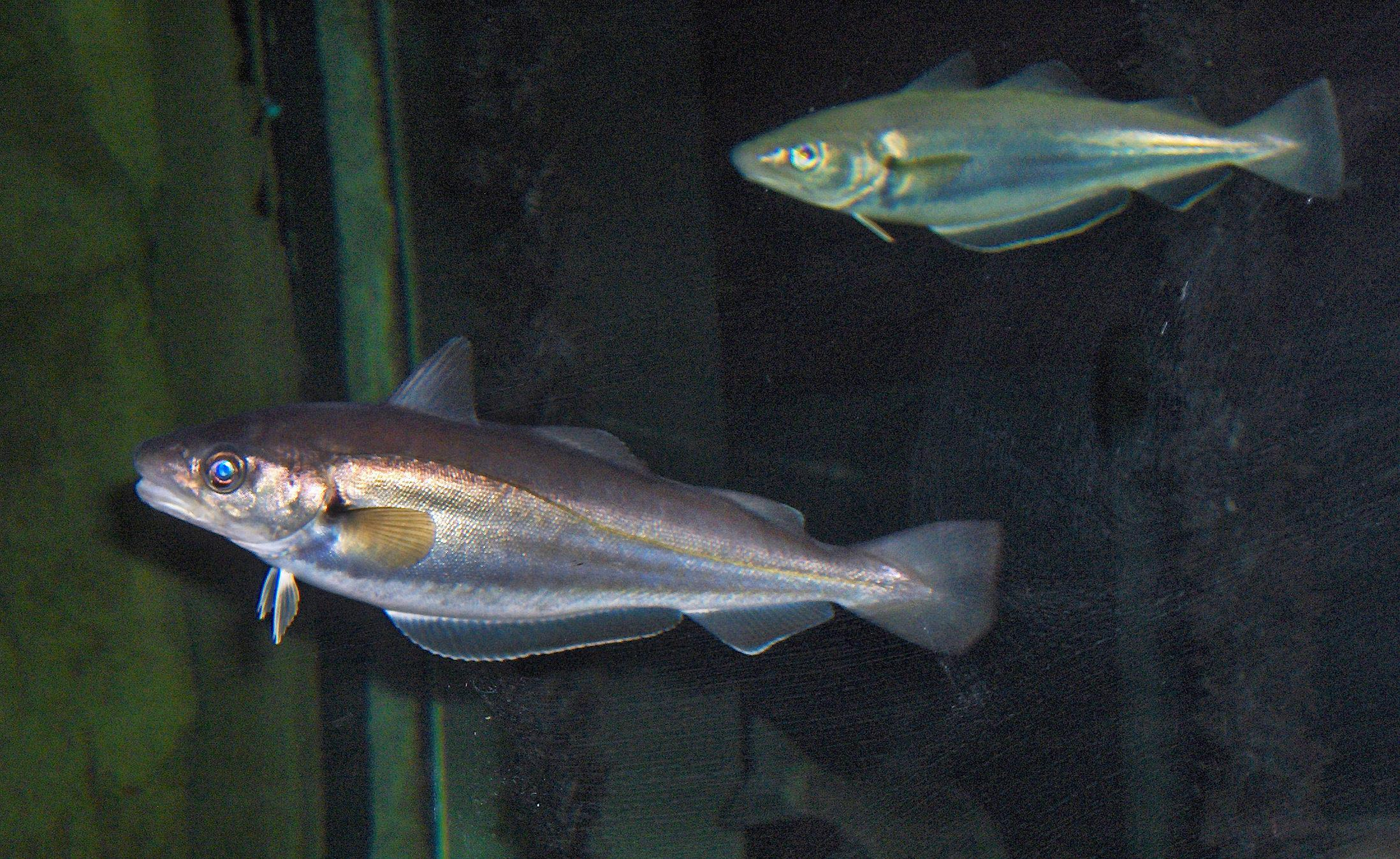
Merlà (Merlangius merlangus)

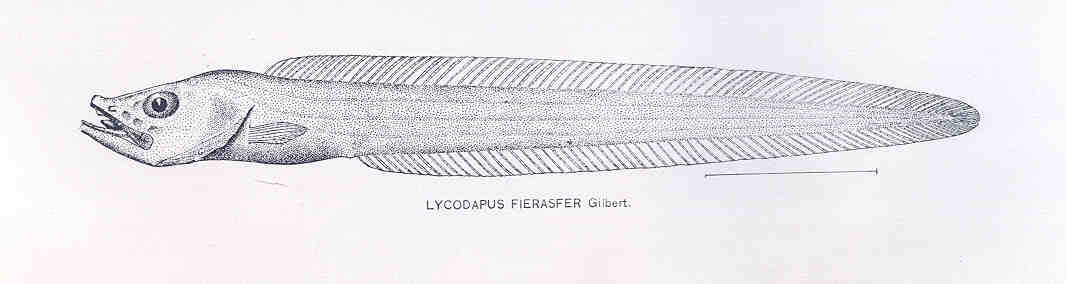
Lycodapus fierasfer (il·lustració del 1892/1893)

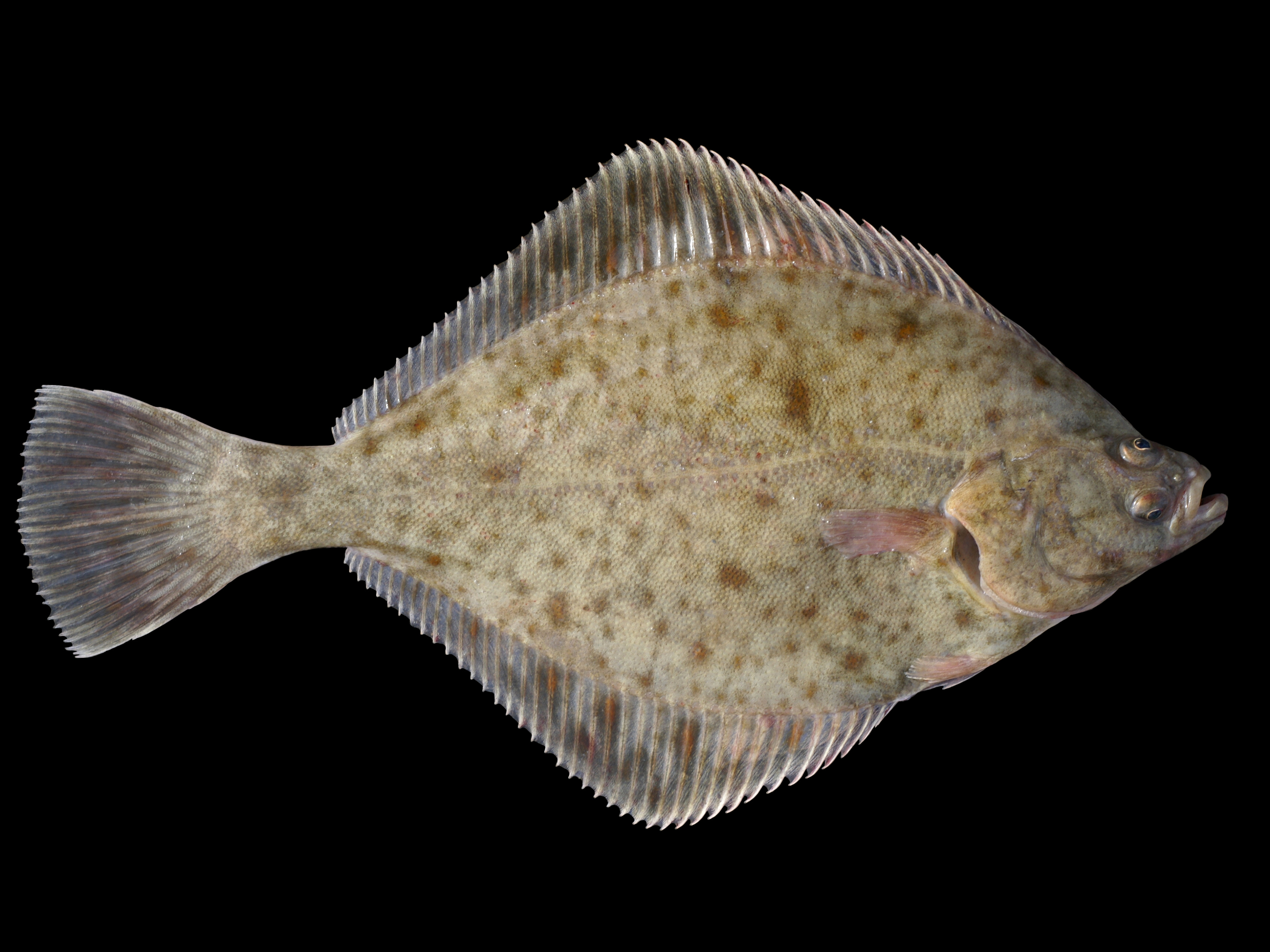
Rèmol de riu (Platichthys flesus)

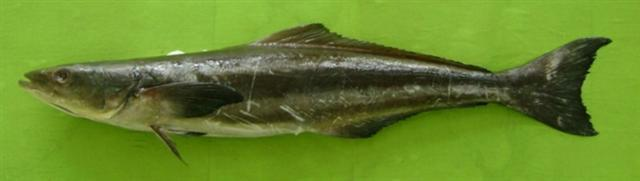
Còbia (Rachycentron canadum)

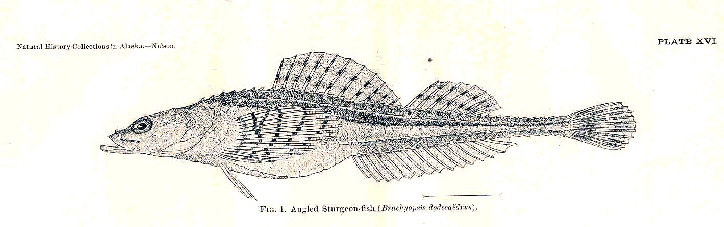
Occella dodecaedron (il·lustració del 1887)

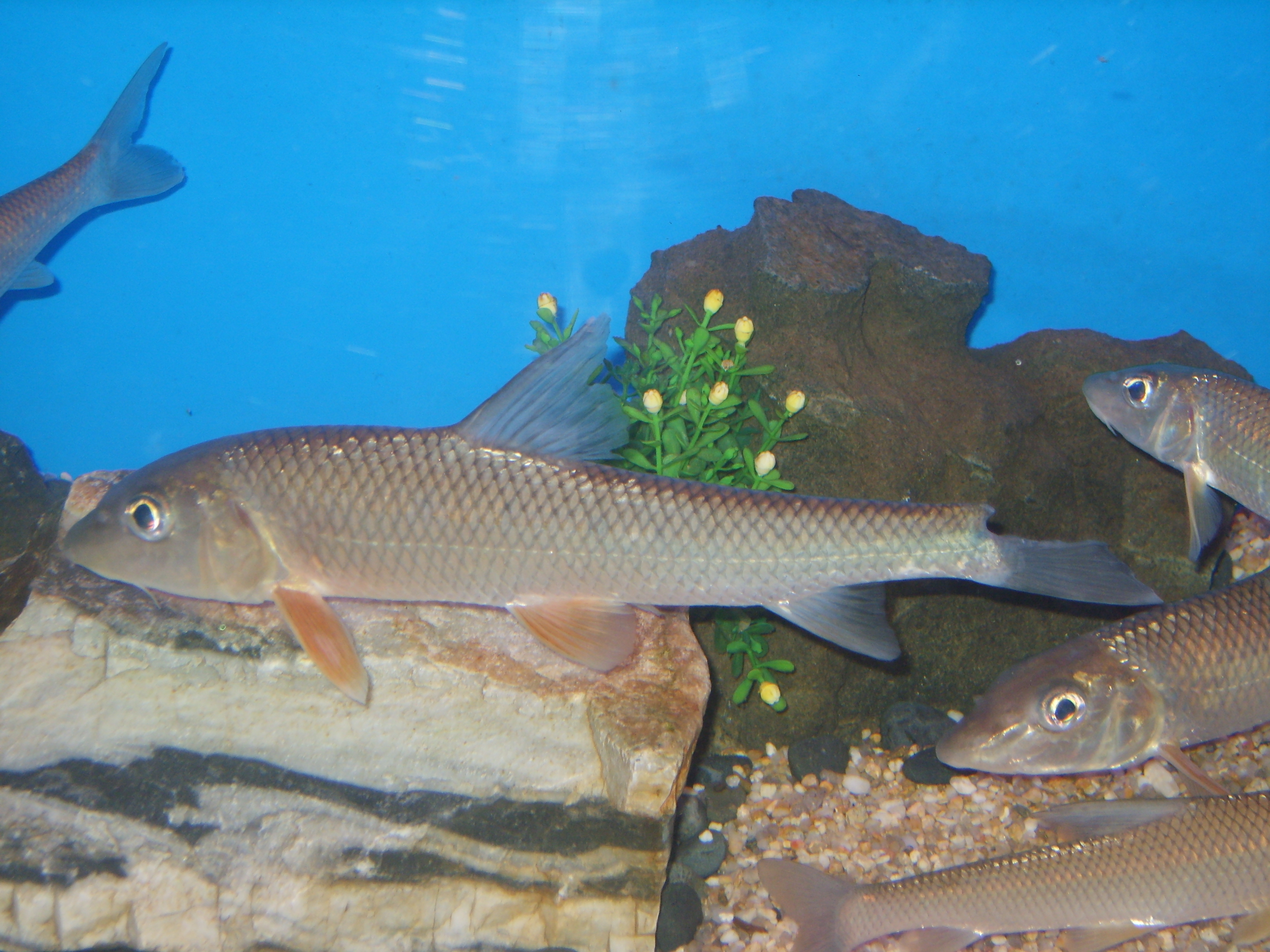
Hemibarbus labeo

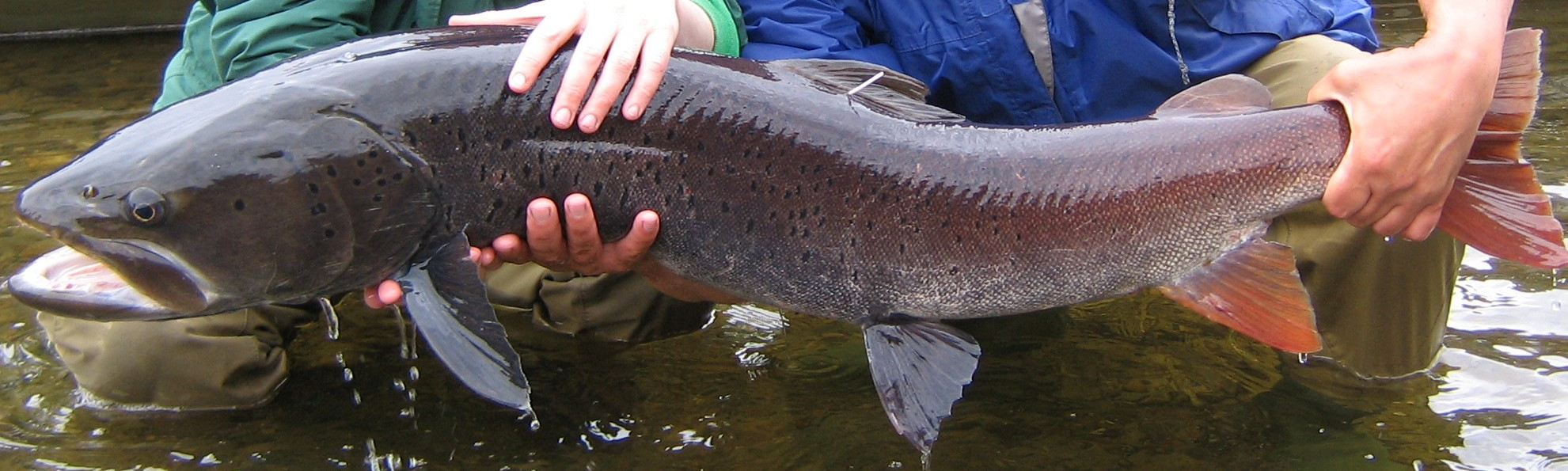
Salmó siberià (Hucho taimen)

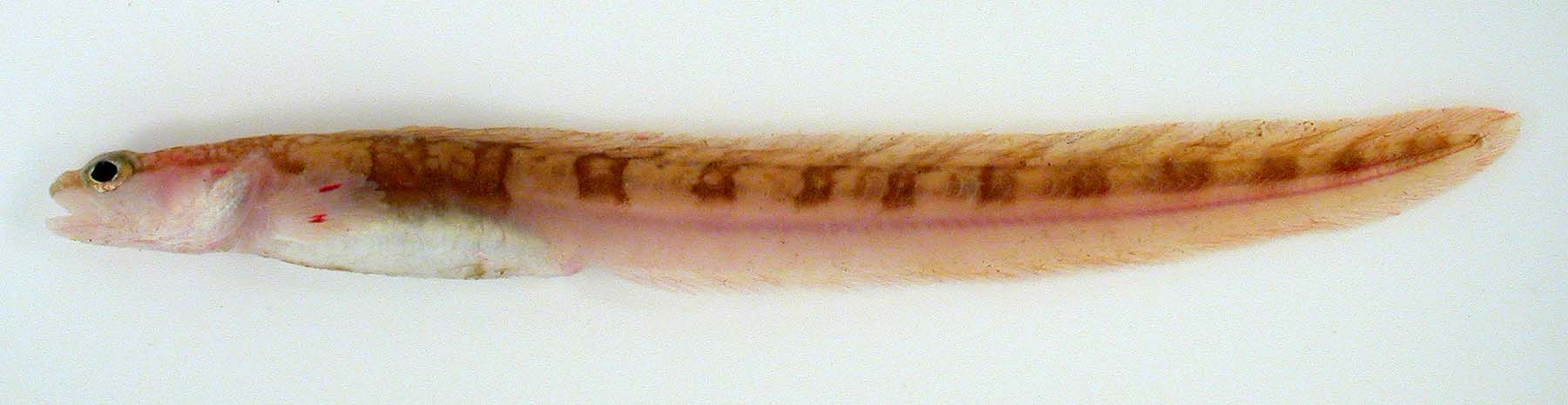
Gymnelus hemifasciatus

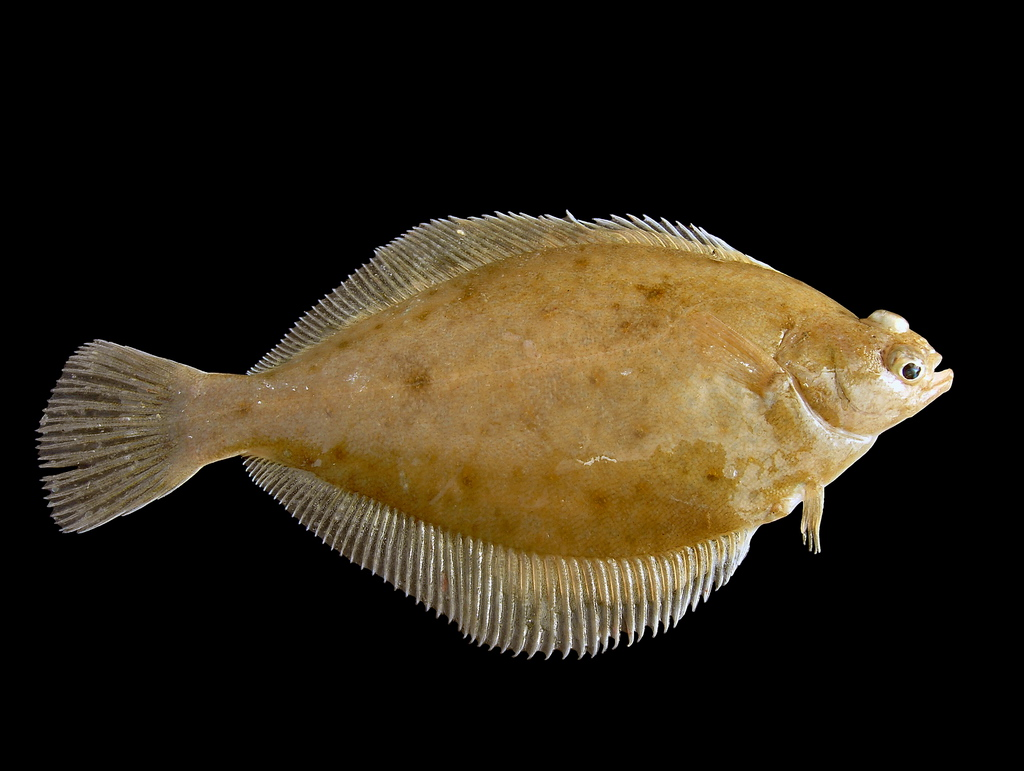
Limanda (Limanda limanda)

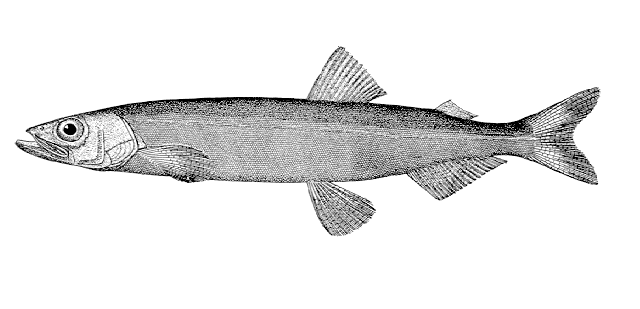
Capelí (Mallotus villosus), il·lustració del 1907

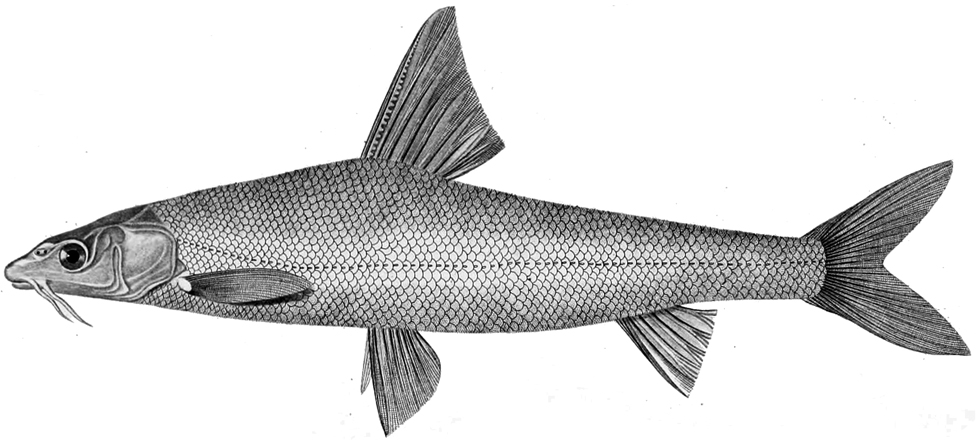
Luciobarbus brachycephalus (il·lustració del 1874)

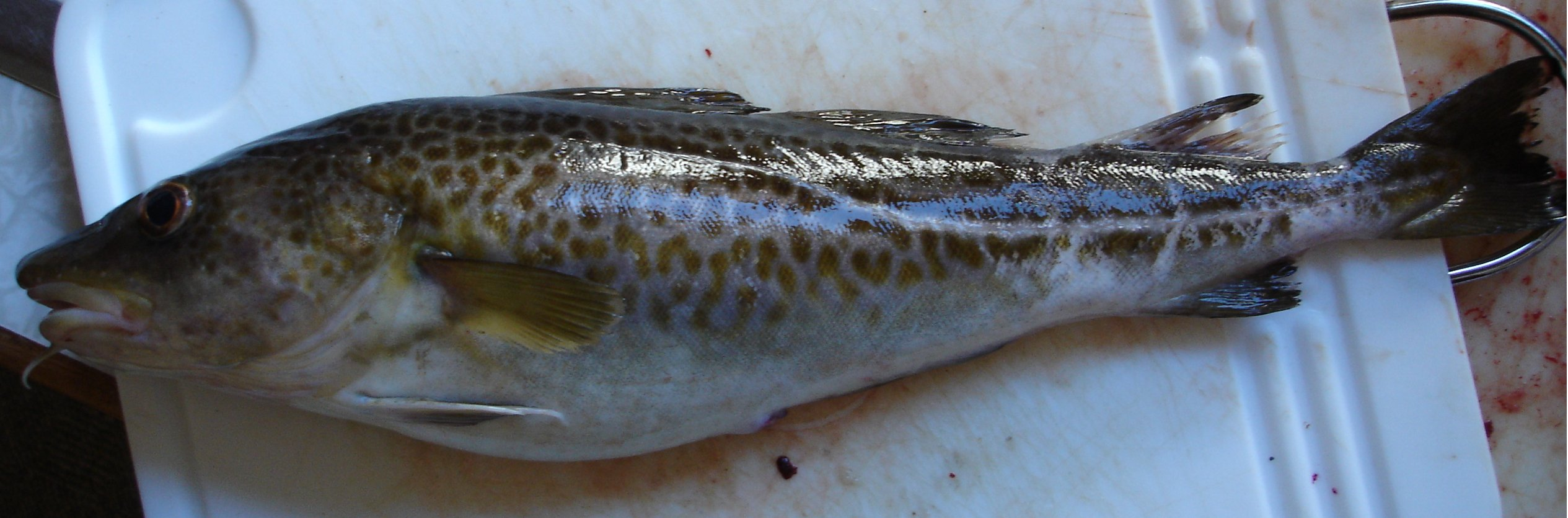
Bacallà (Gadus morhua)

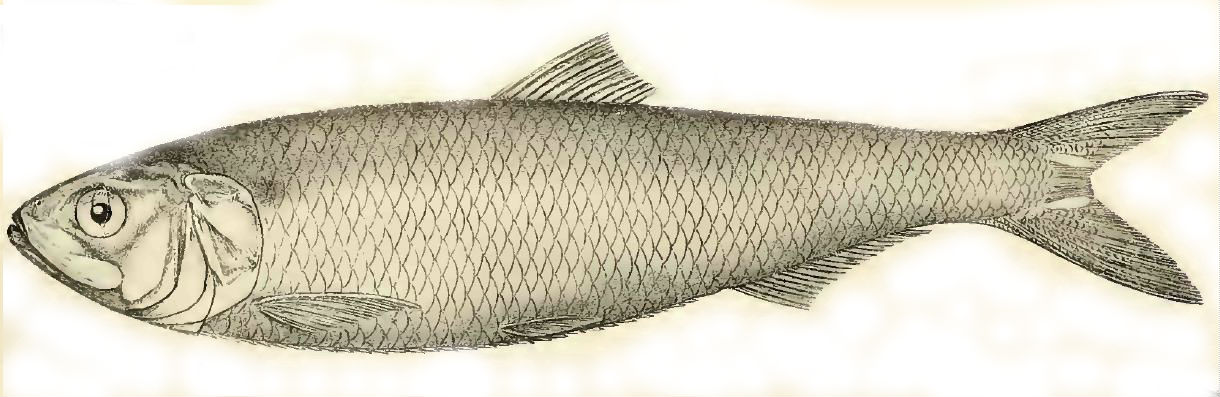
Alosa tanaica

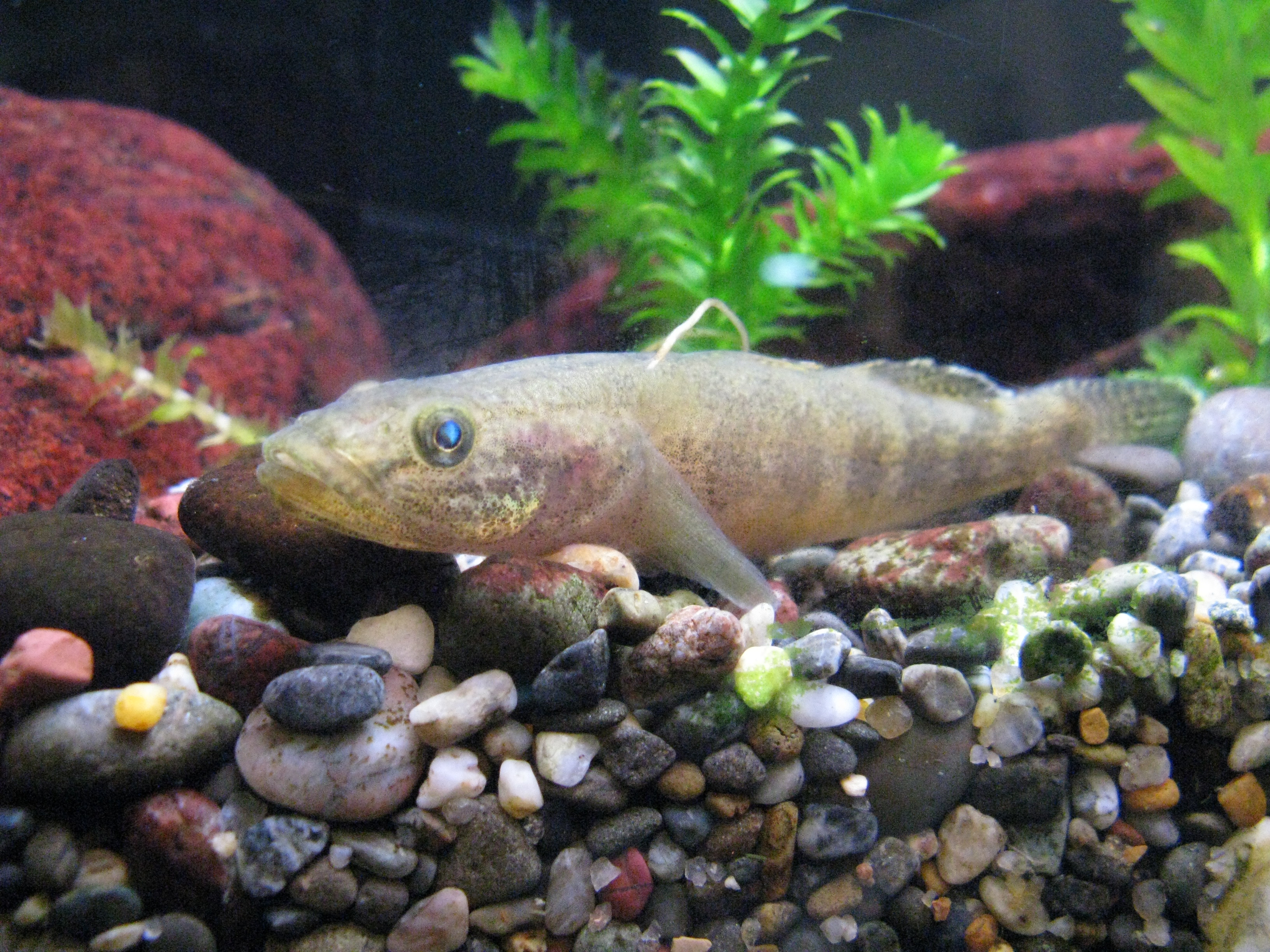
Gymnogobius urotaenia

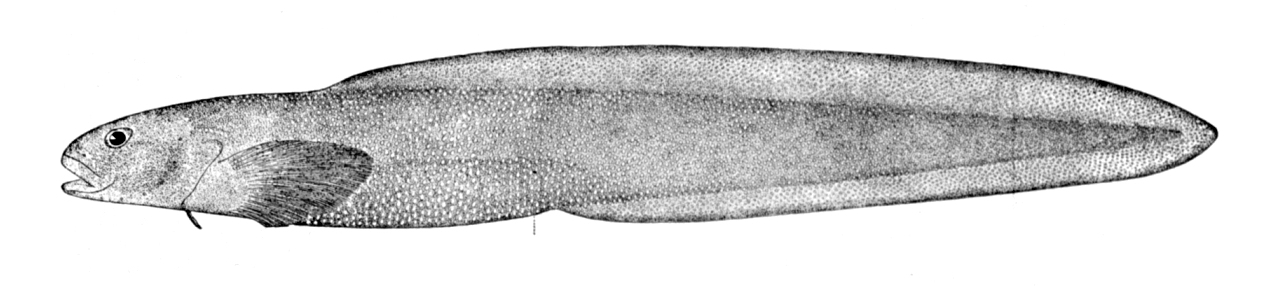
Lycodes frigidus (il·lustració del 1896)

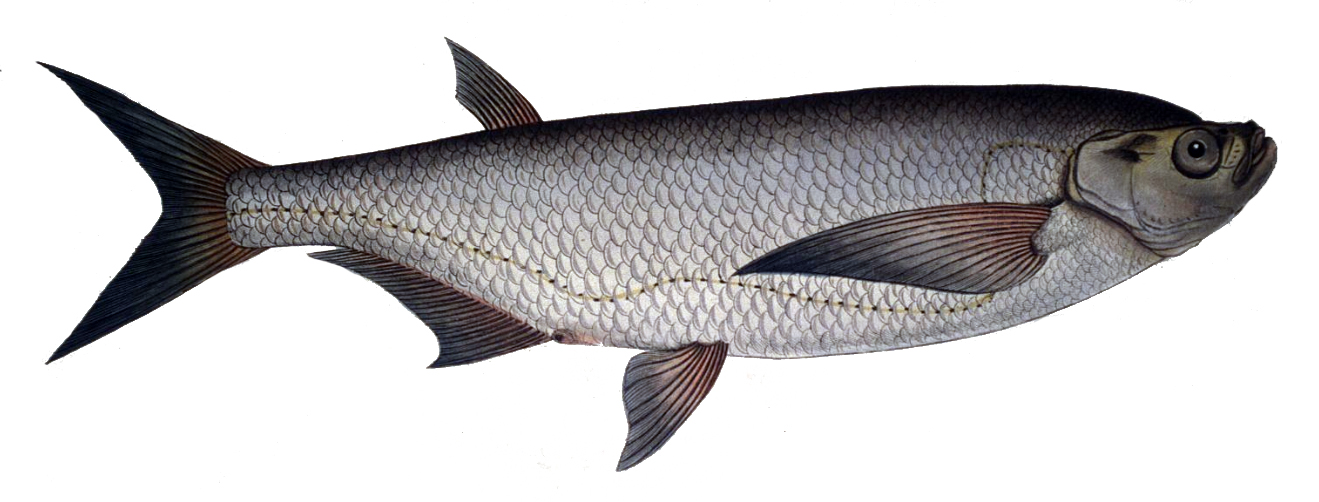
Pelecus cultratus (circa 1795-1797)

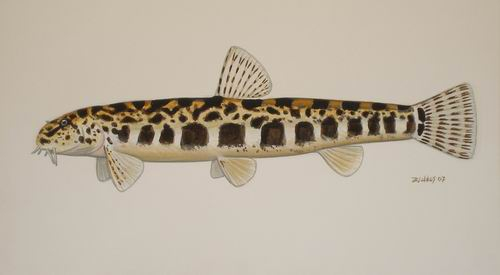
Sabanejewia aurata

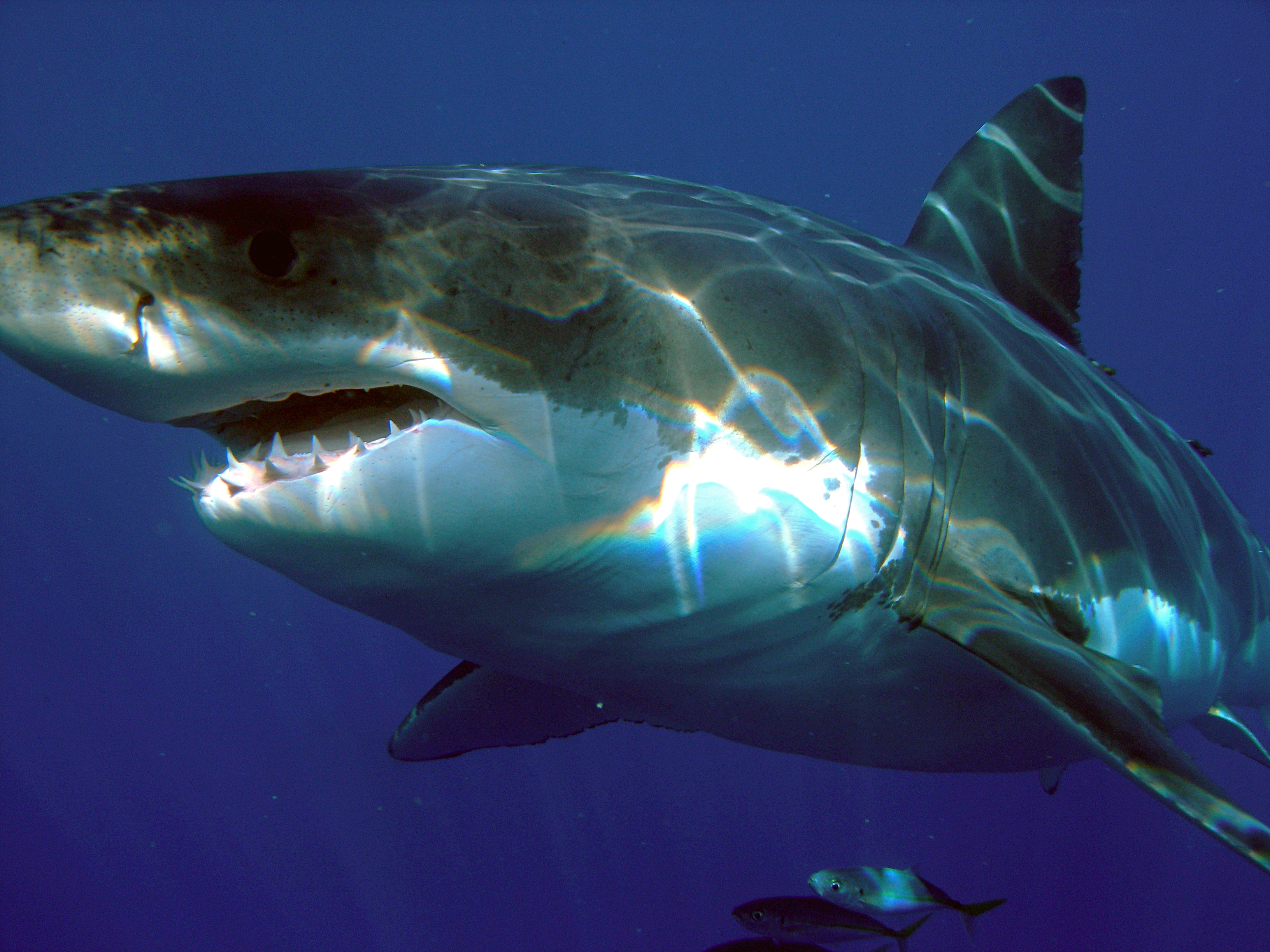
Tauró blanc (Carcharodon carcharias)

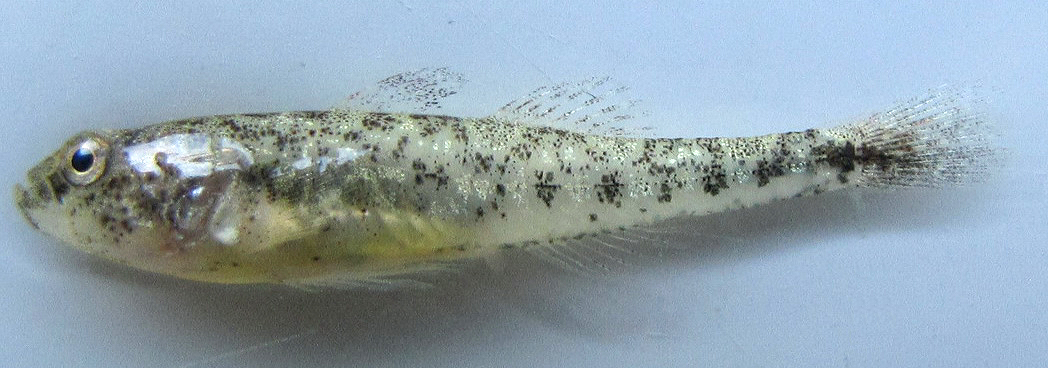
Knipowitschia caucasica

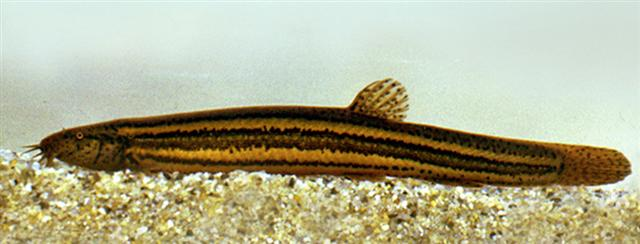
Misgurnus fossilis

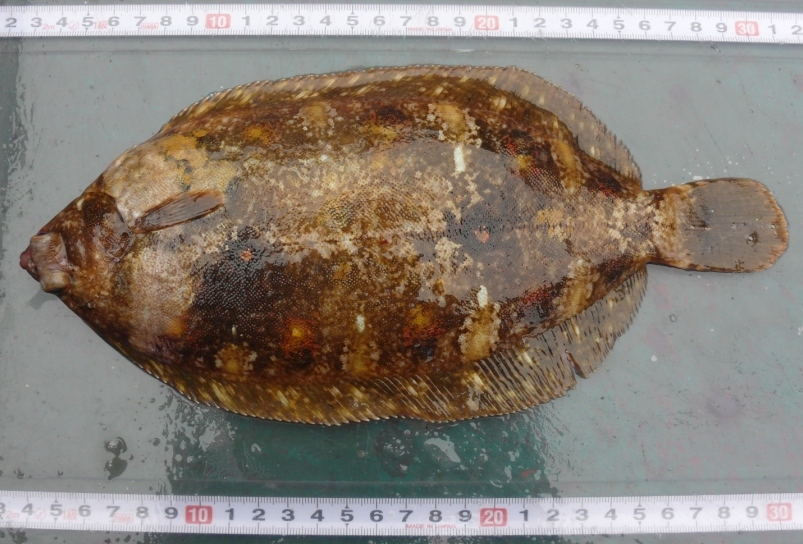
Microstomus achne

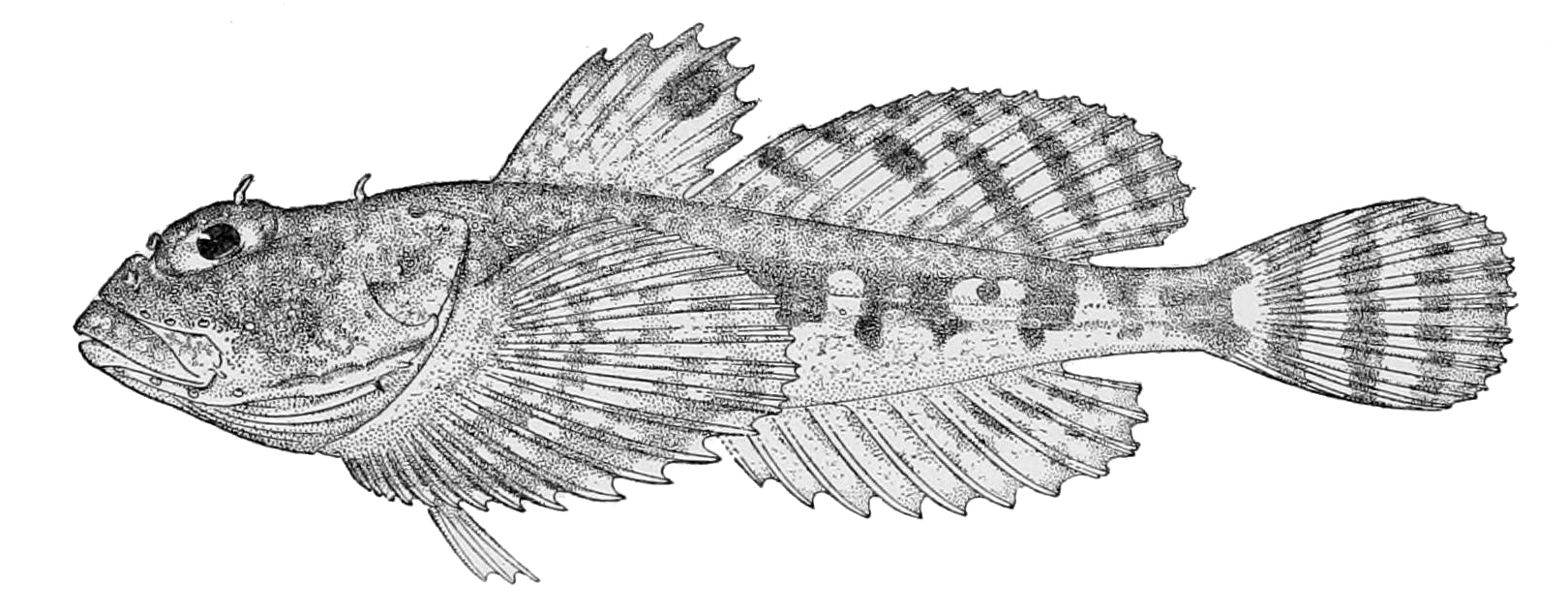
Artediellus miacanthus (il·lustració del 1910)

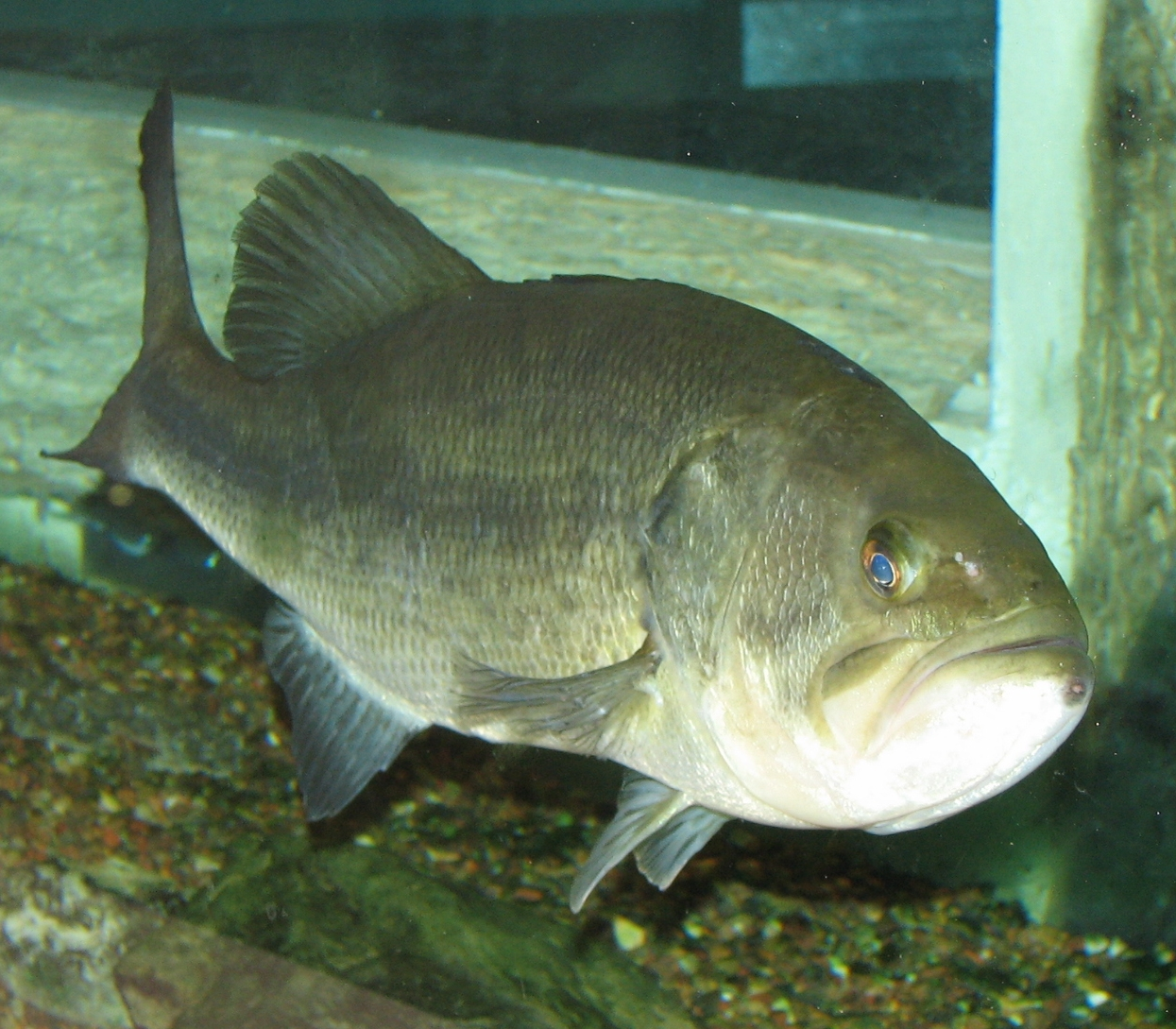
Perca americana (Micropterus salmoides)

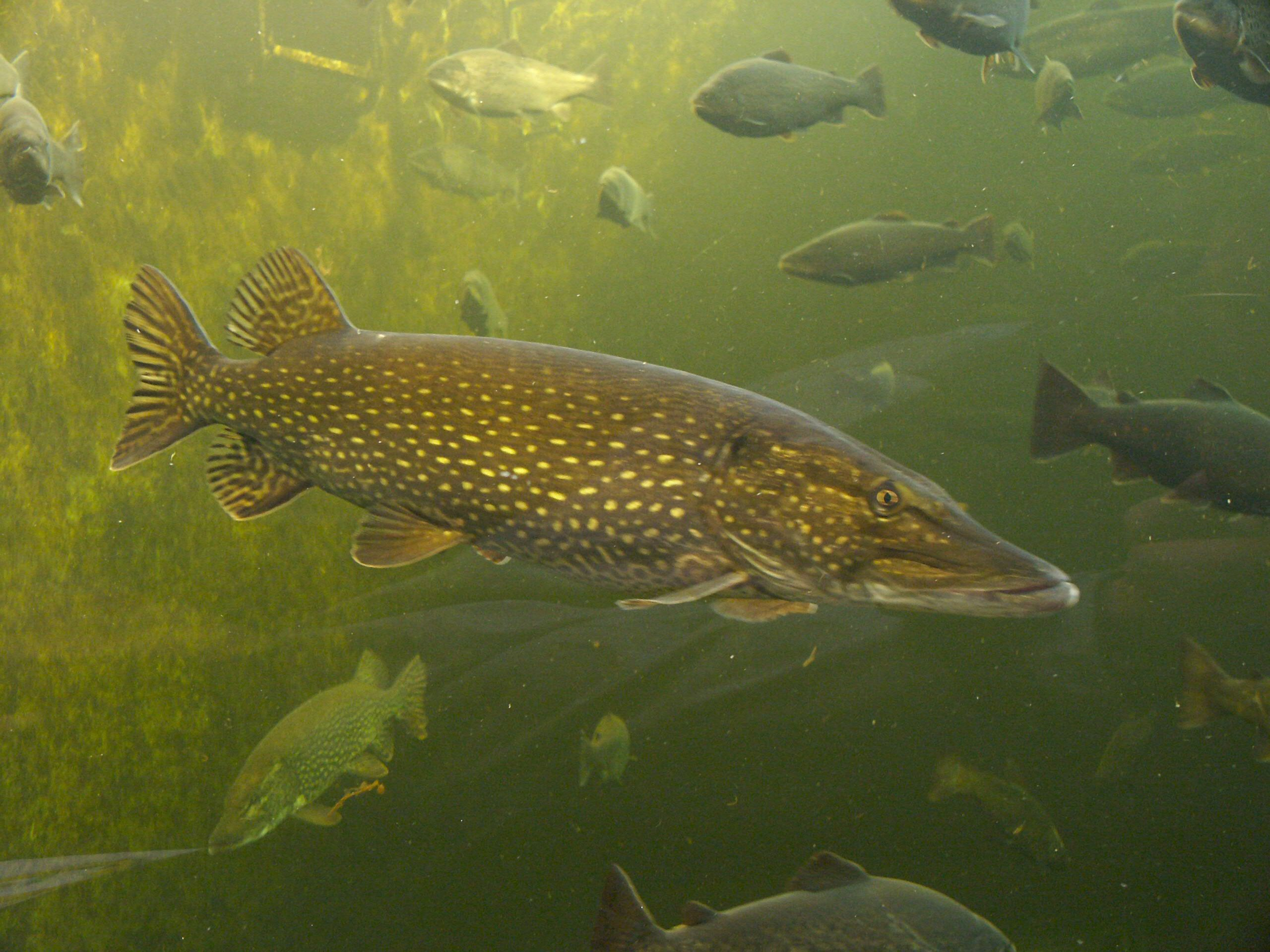
Lluç de riu (Esox lucius)

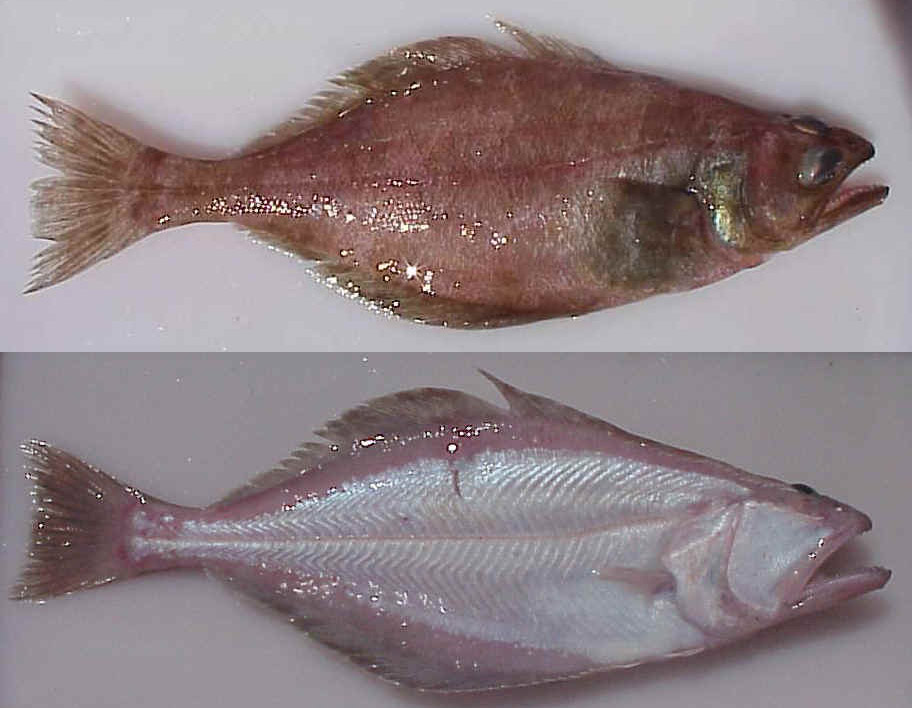
Atheresthes stomias

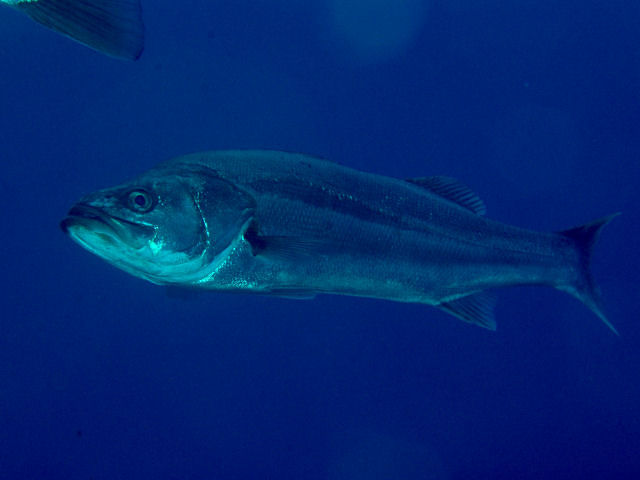
Lateolabrax japonicus

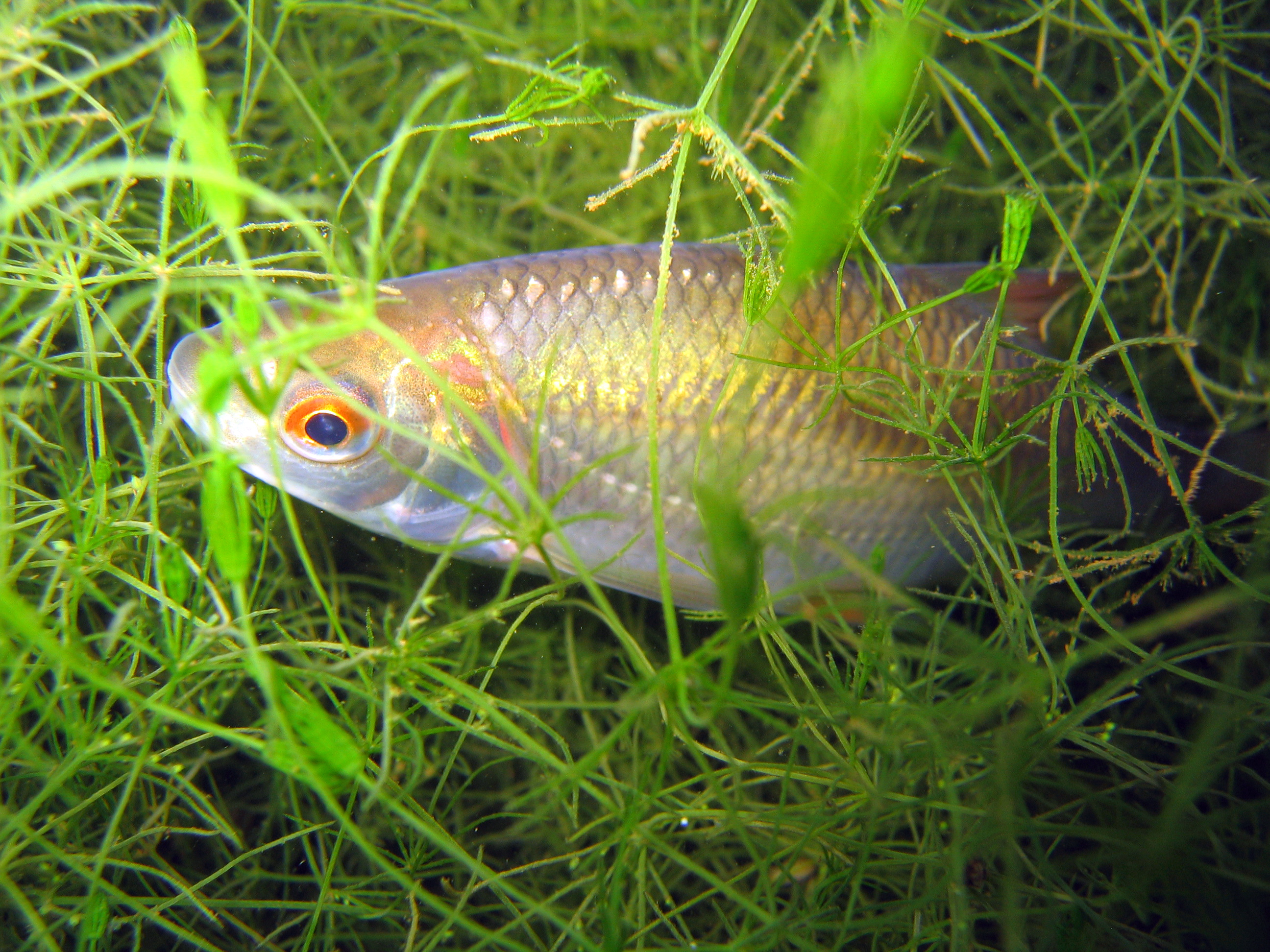
Madrilleta vera (Rutilus rutilus)

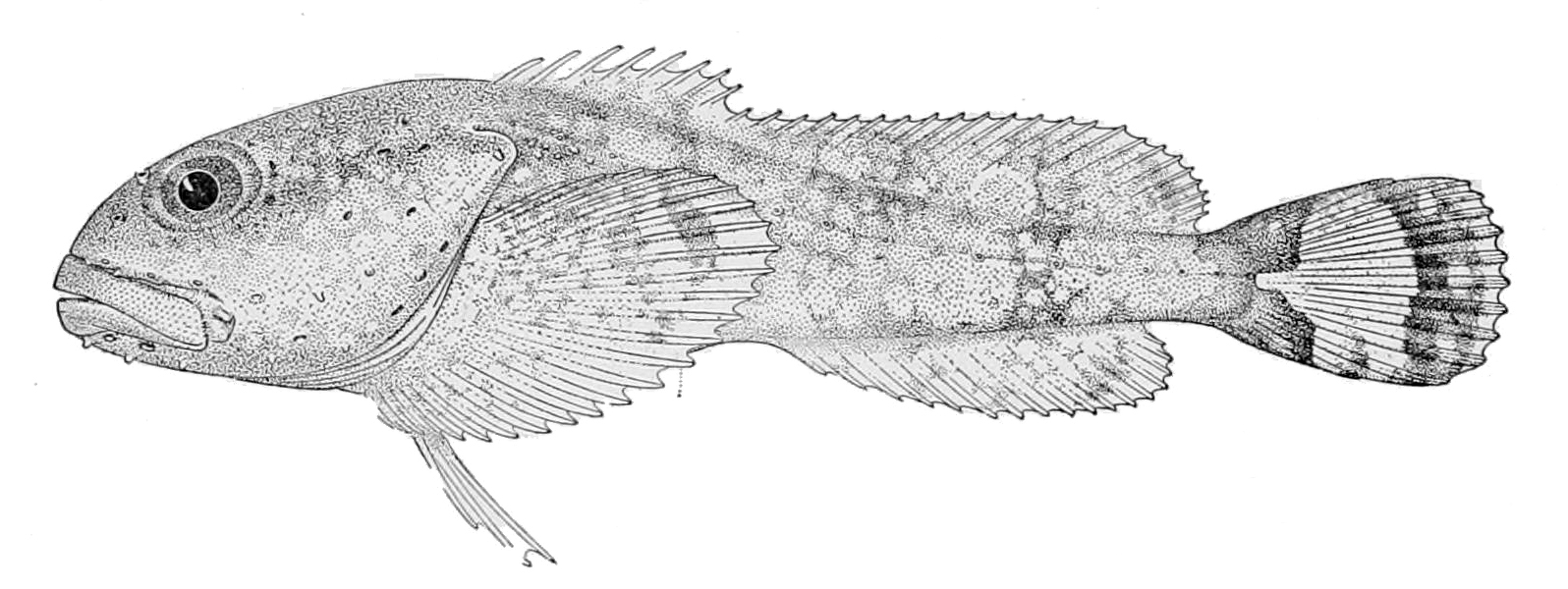
Eurymen gyrinus (il·lustració del 1910)

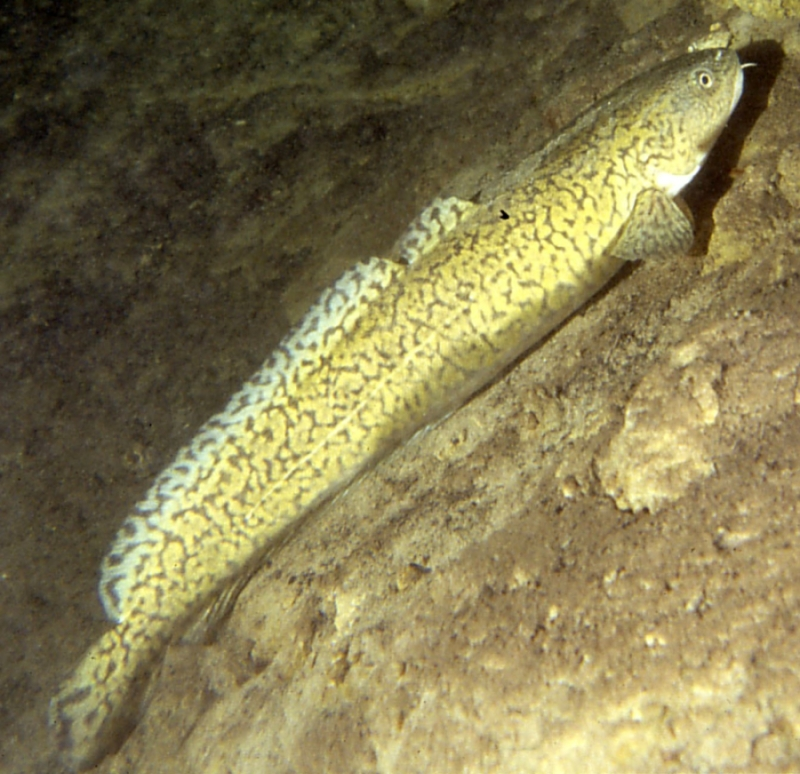
Lota (Lota lota)

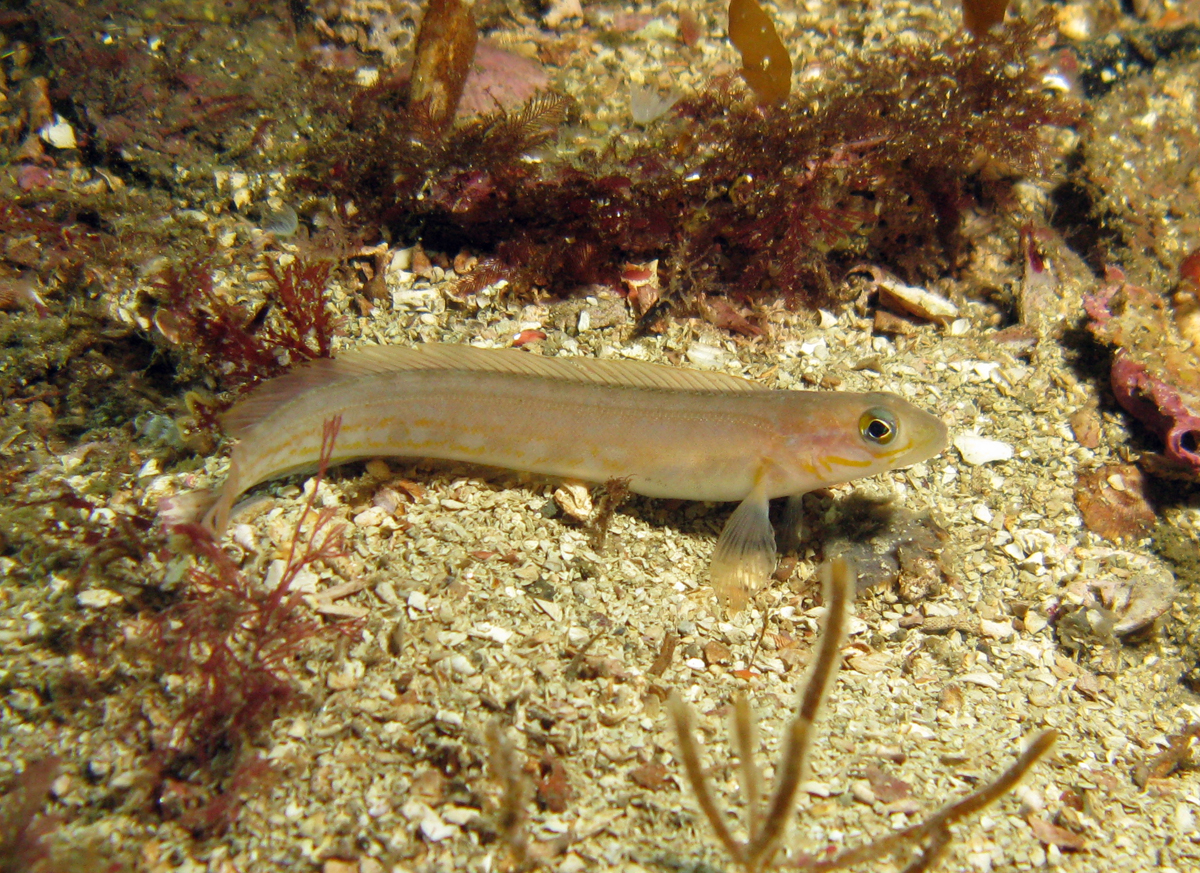
Ronquilus jordani

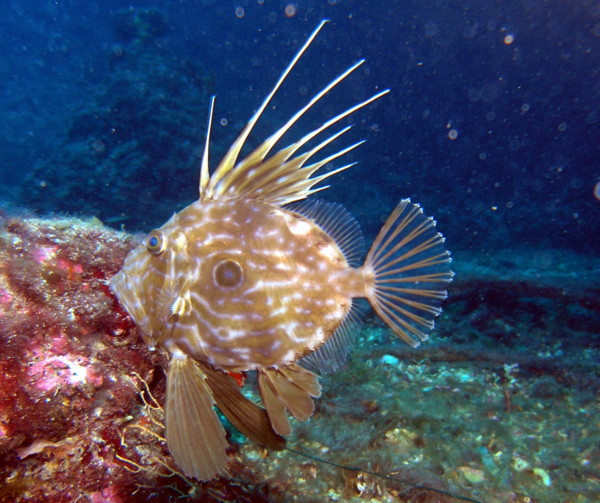
Gall de Sant Pere (Zeus faber)

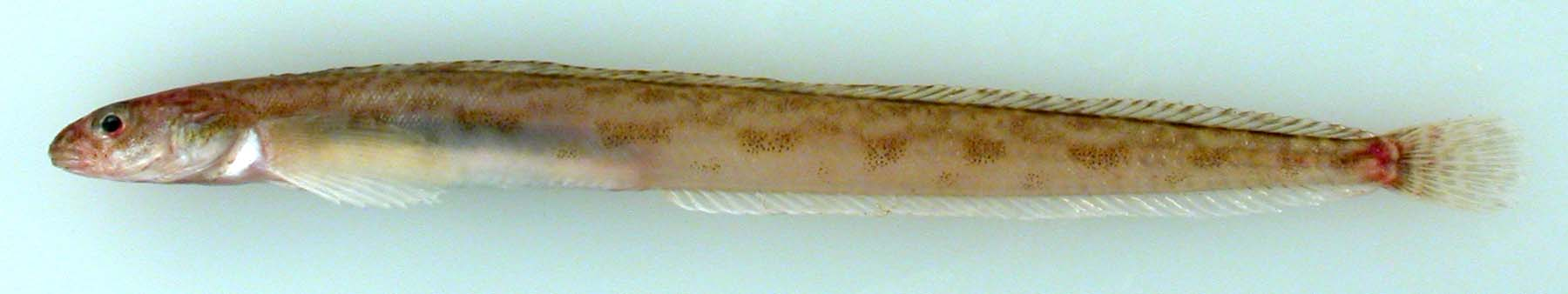
Lumpenus fabricii

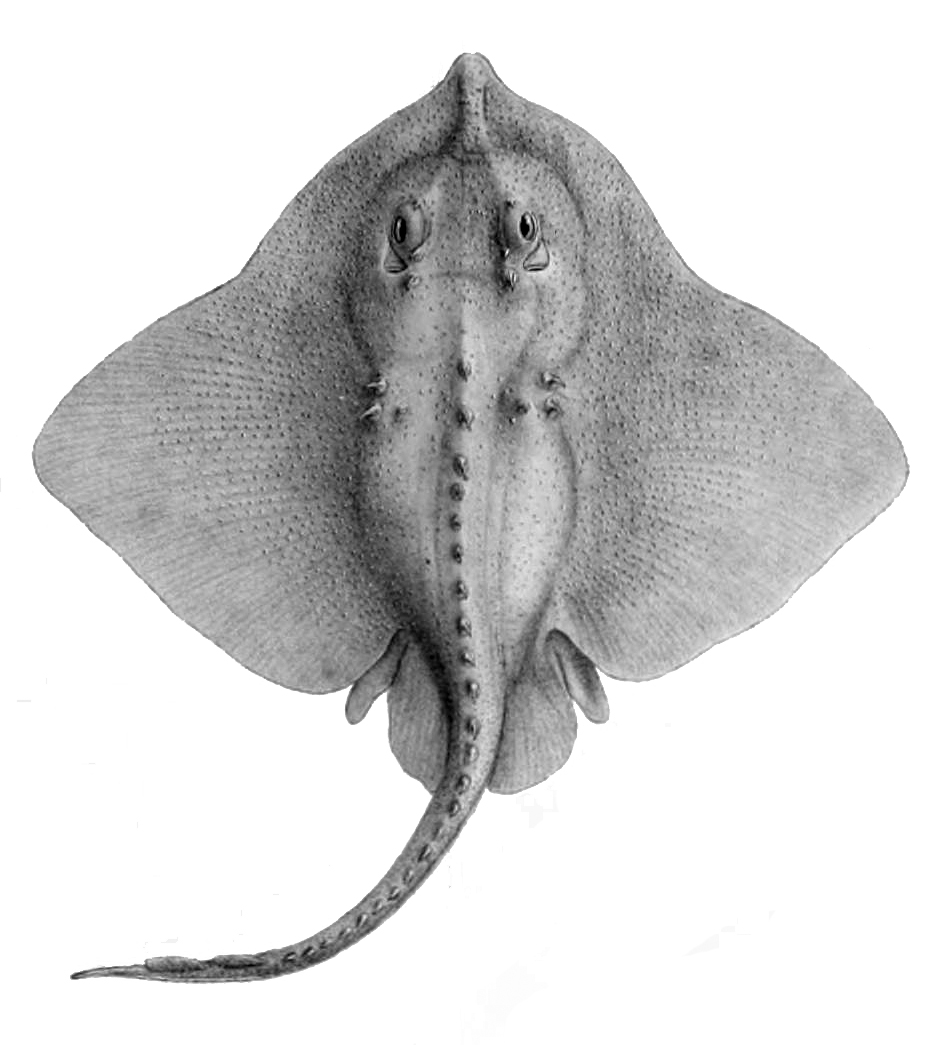
Amblyraja hyperborea (il·lustració del 1887)

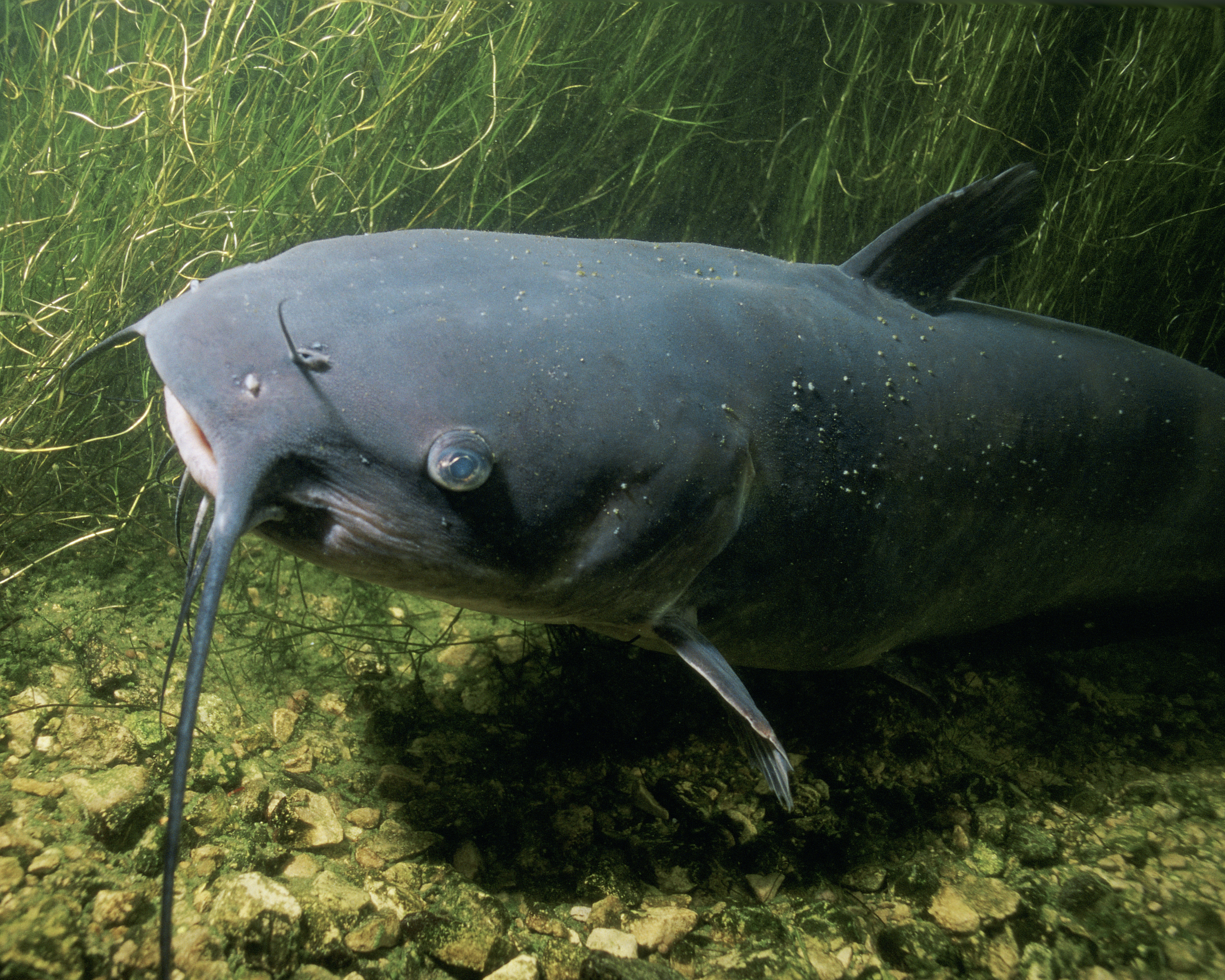
Ictalurus punctatus

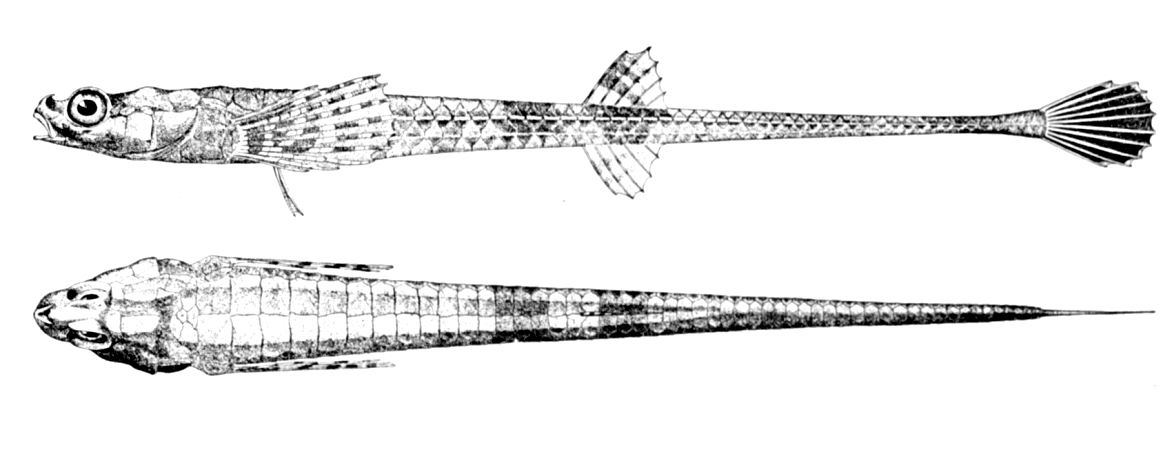
Aspidophoroides monopterygius (il·lustració del 1896)

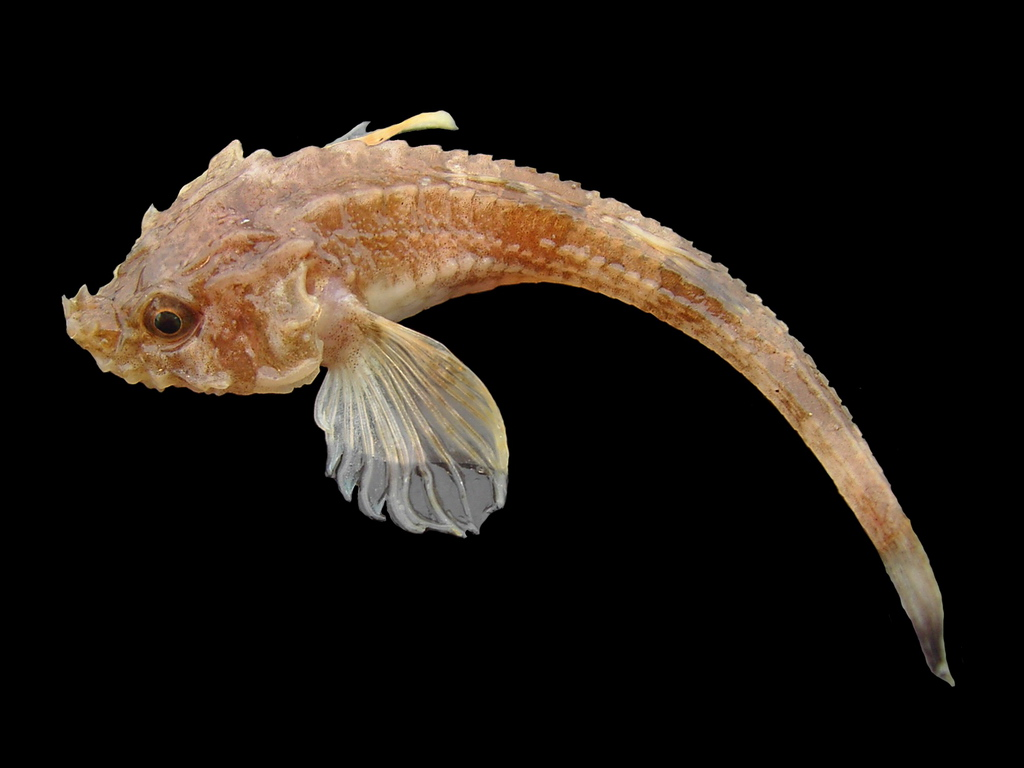
Agonus cataphractus

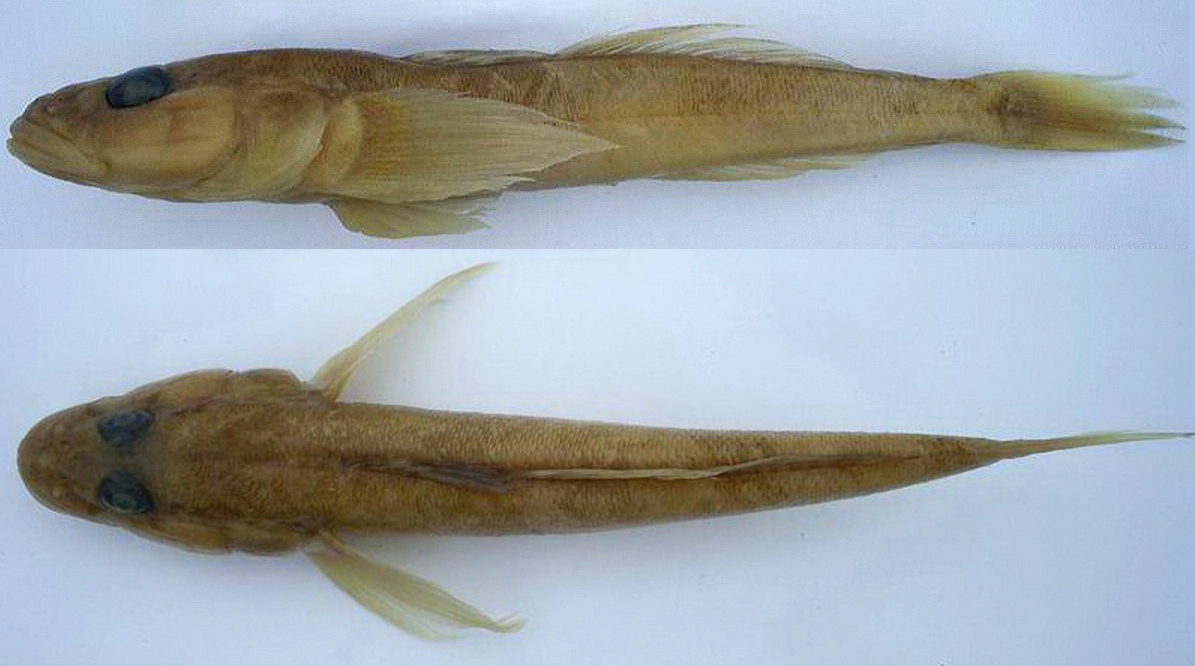
Mesogobius nonultimus

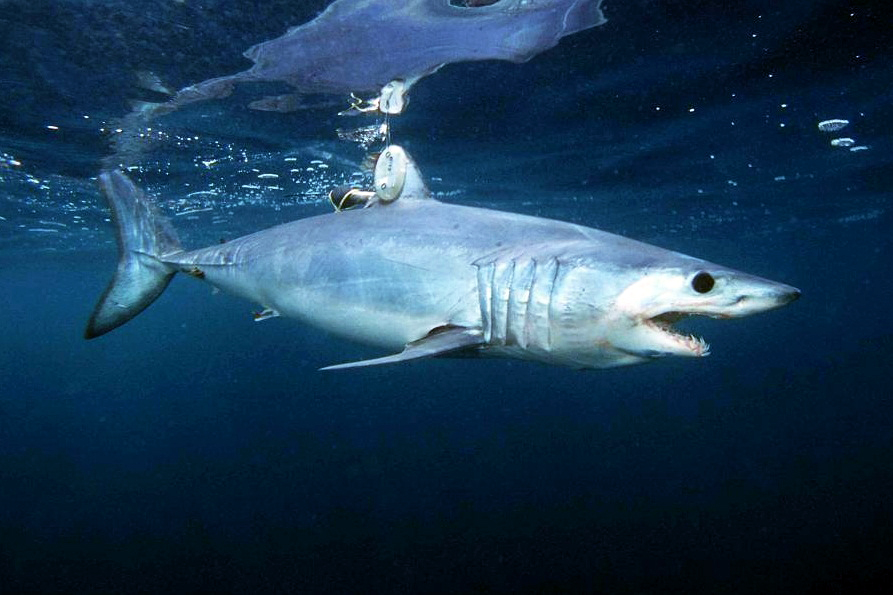
Solraig (Isurus oxyrinchus)

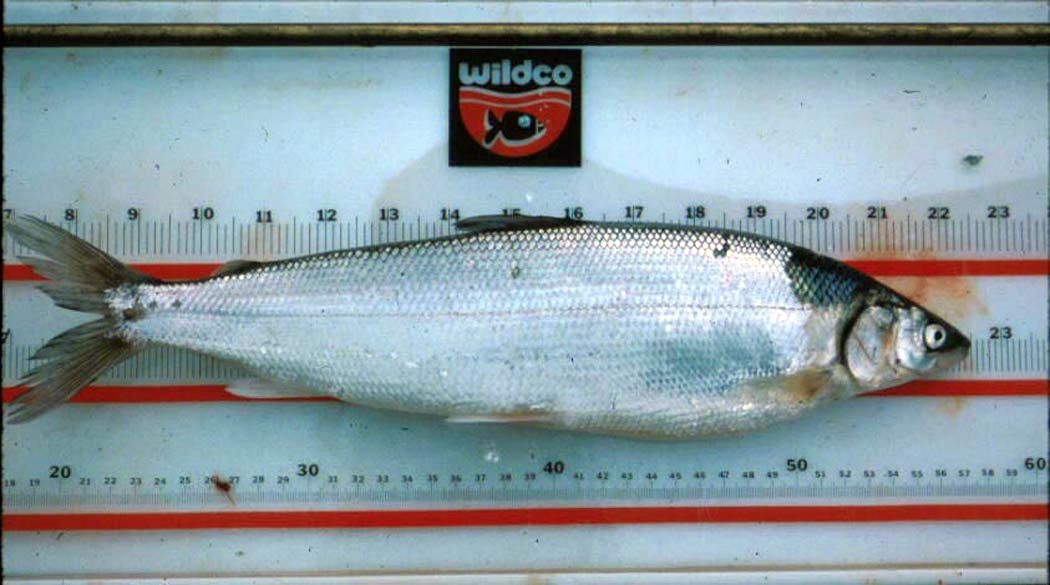
Corègon àrtic (Coregonus autumnalis)

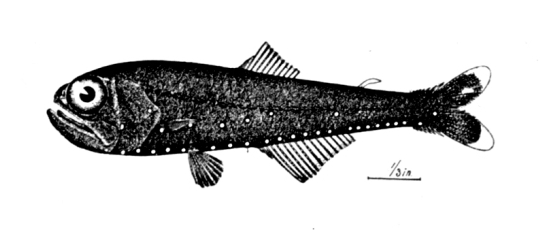
Fanalet glacial (Benthosema glaciale), il·lustració del 1896

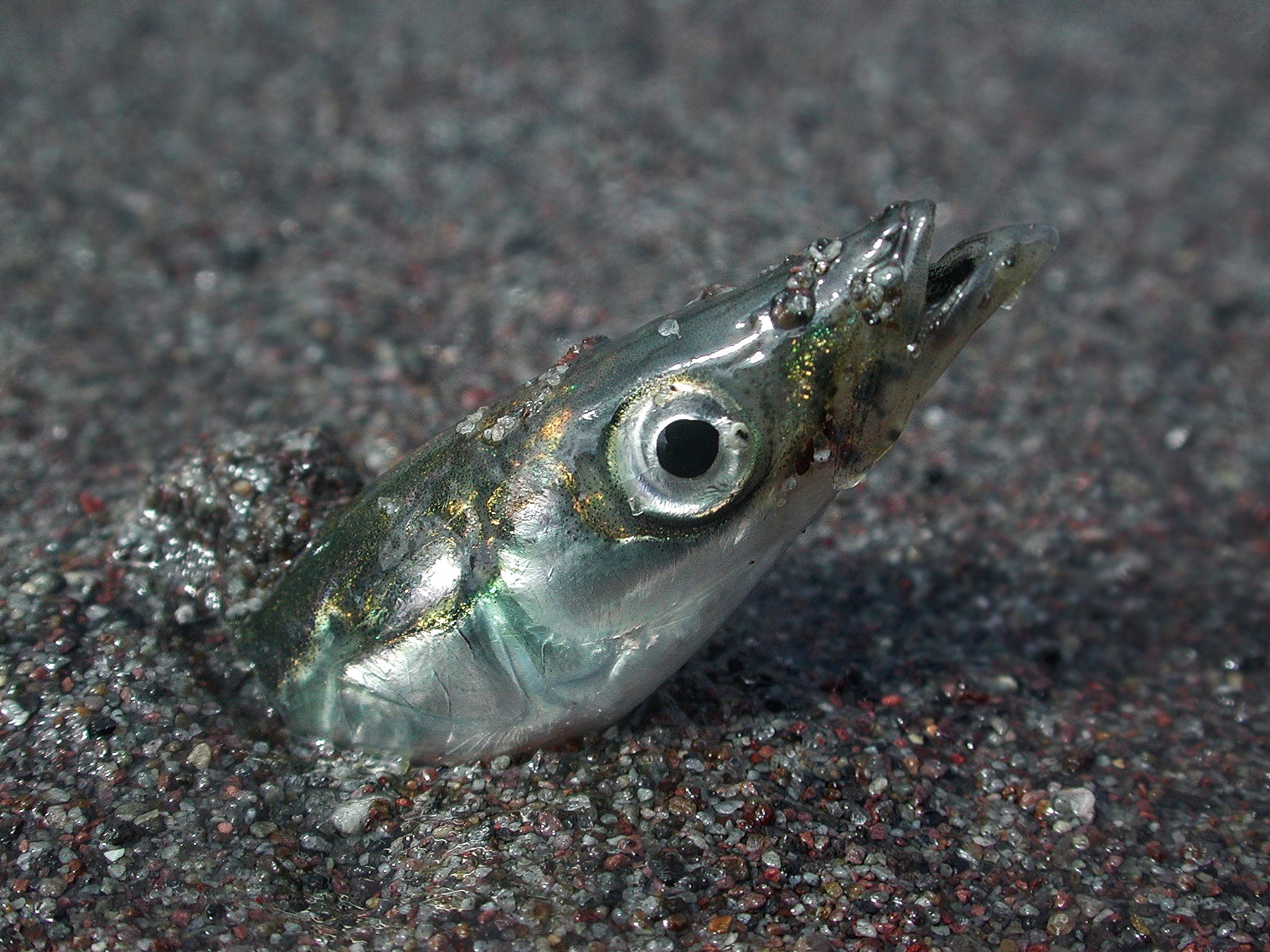
Ammodytes hexapterus

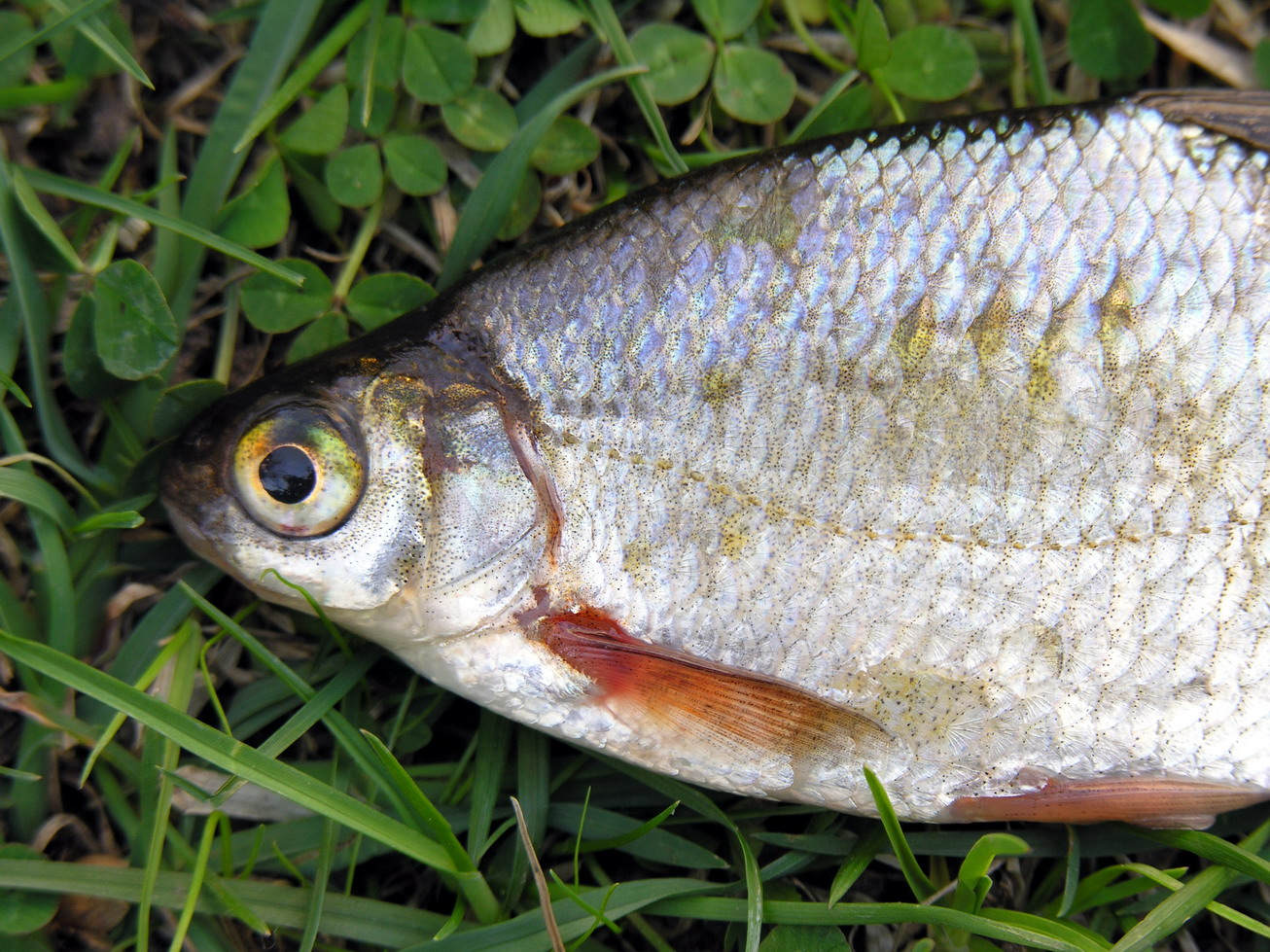
Blicca bjoerkna

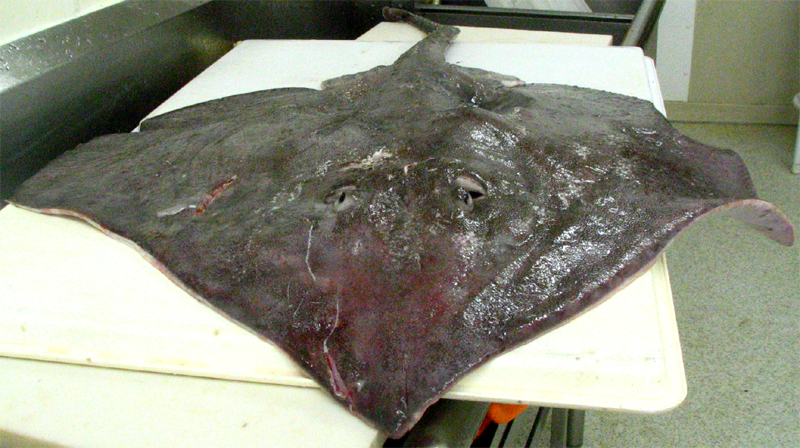
Rajada de cua espinosa (Bathyraja spinicauda)

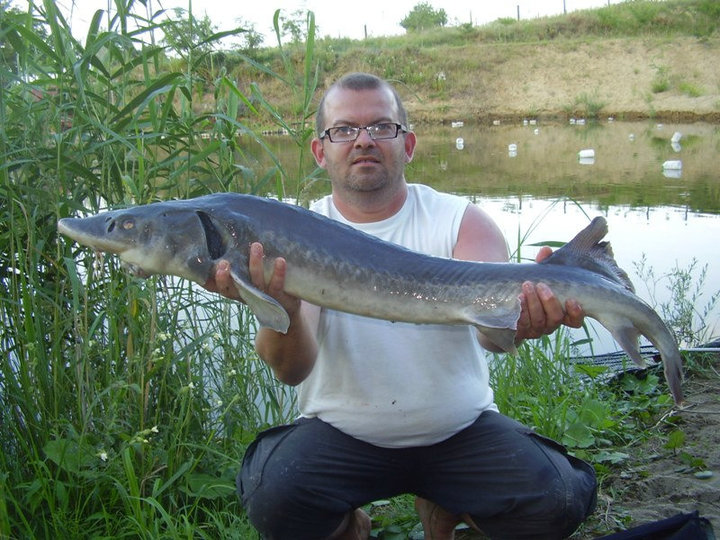
Acipenser baerii

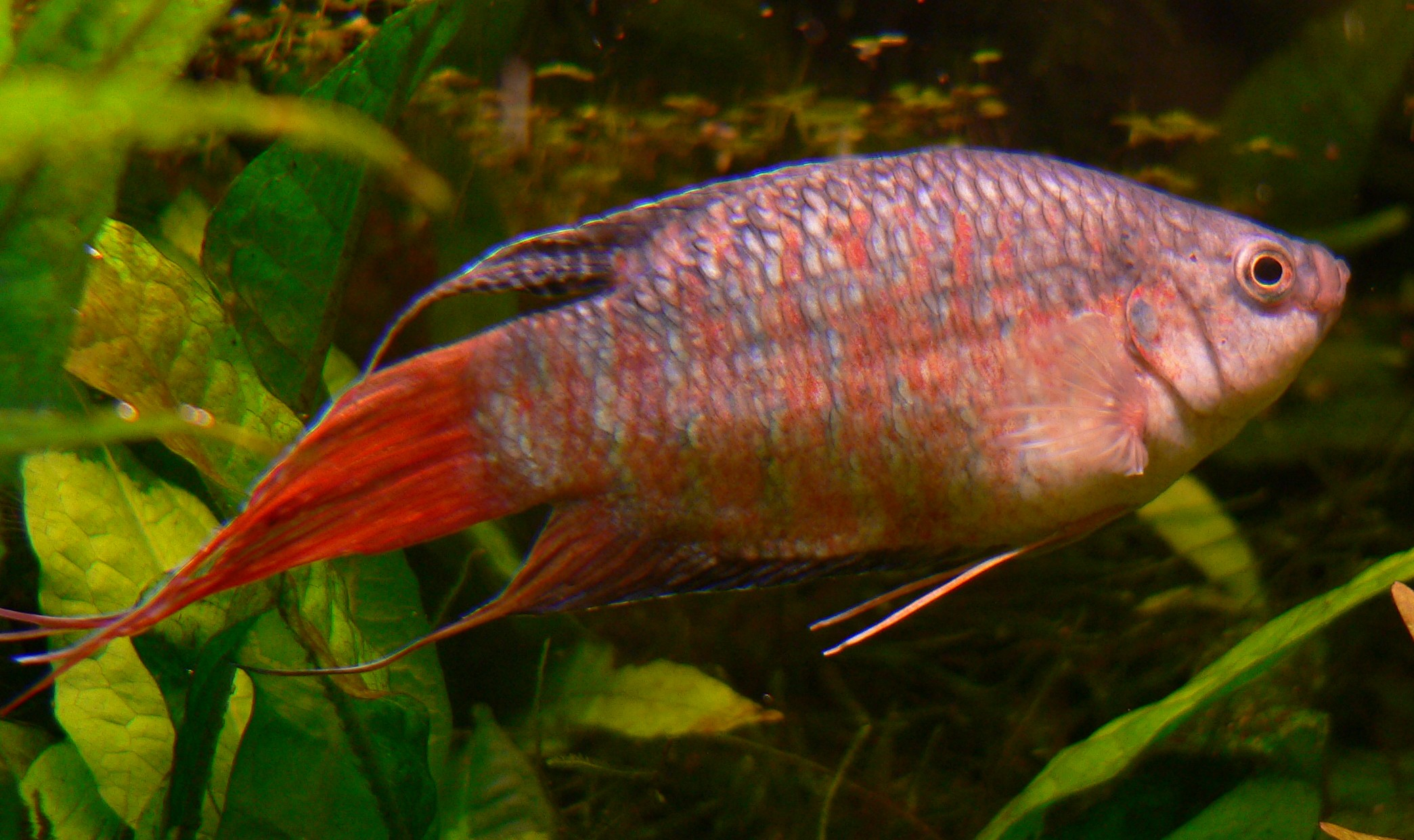
Macropodus opercularis

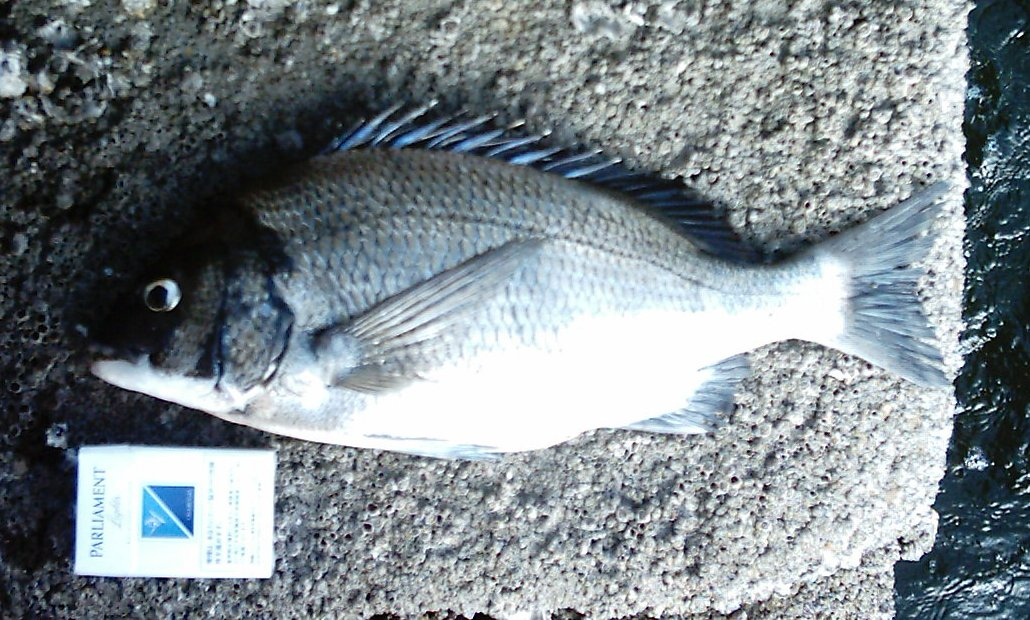
Acanthopagrus schlegelii

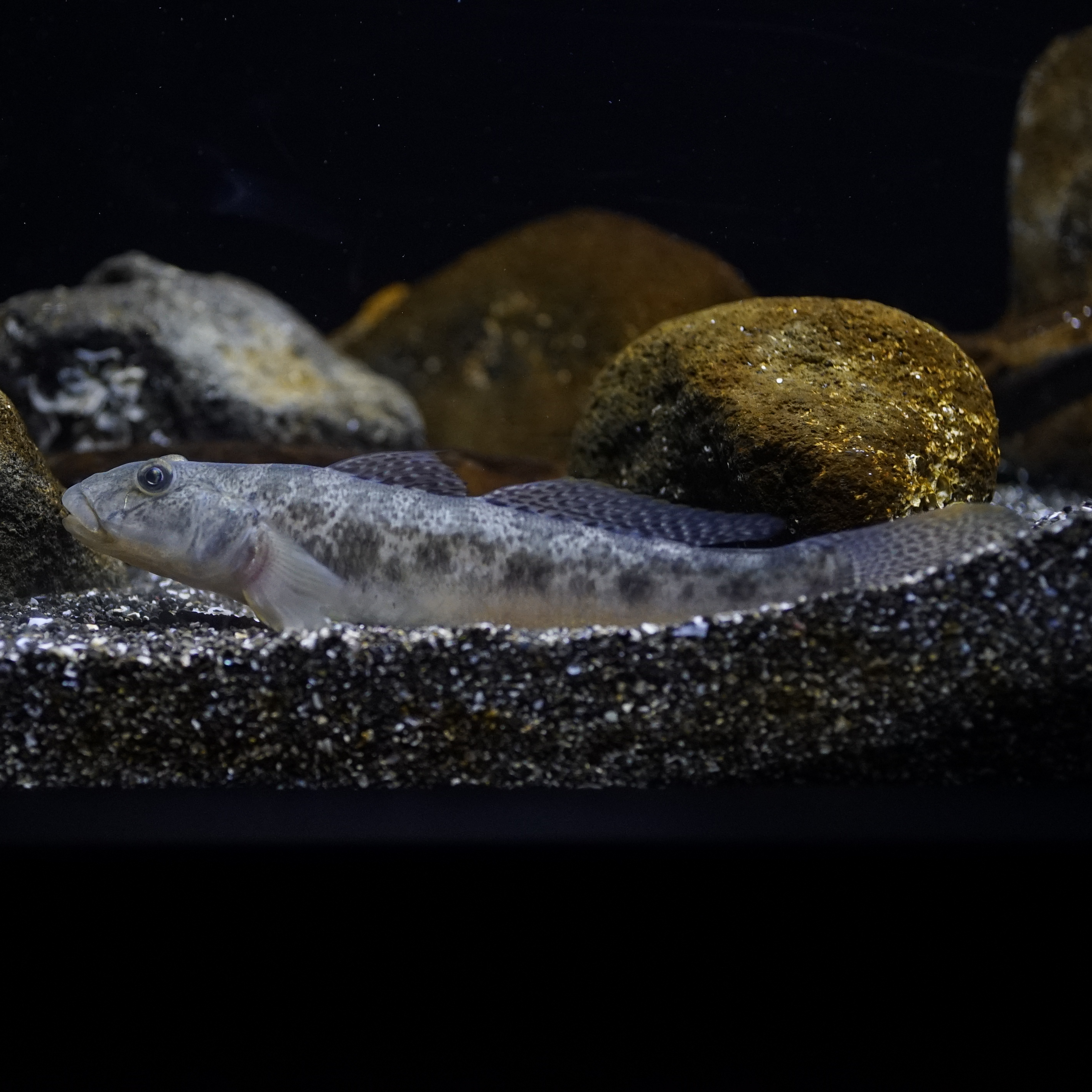
Acanthogobius flavimanus

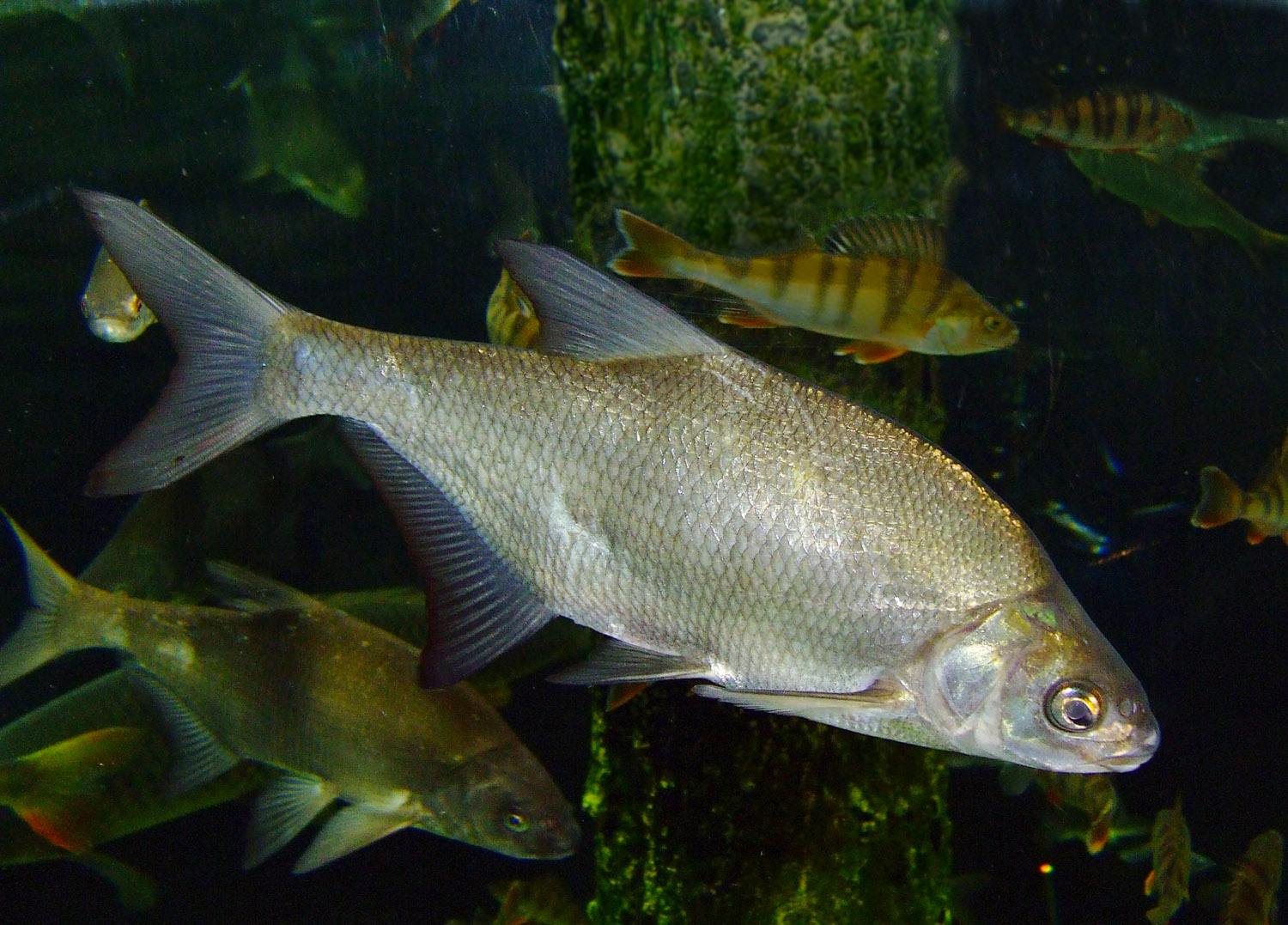
Brema (Abramis brama)

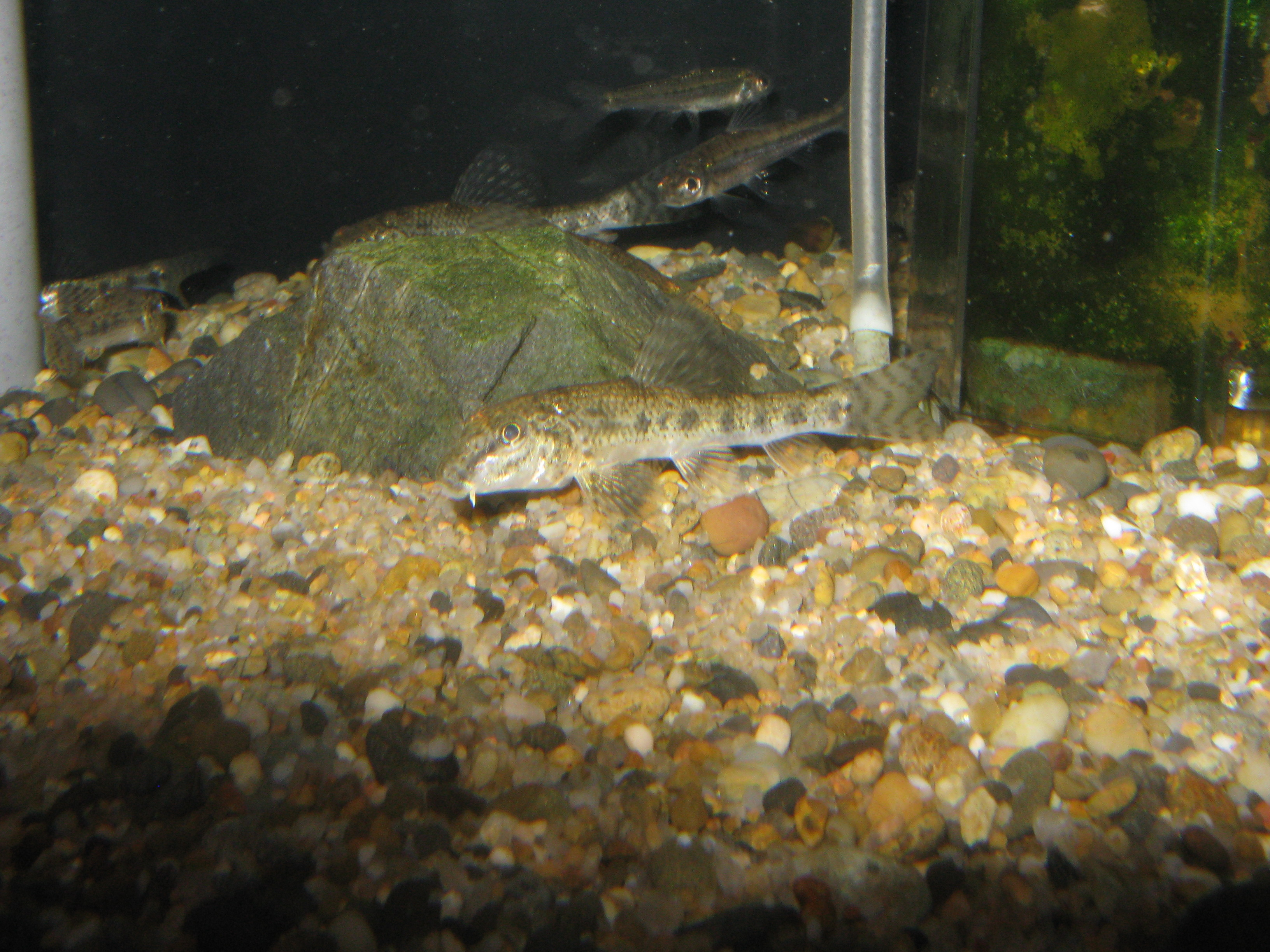
Abbottina rivularis

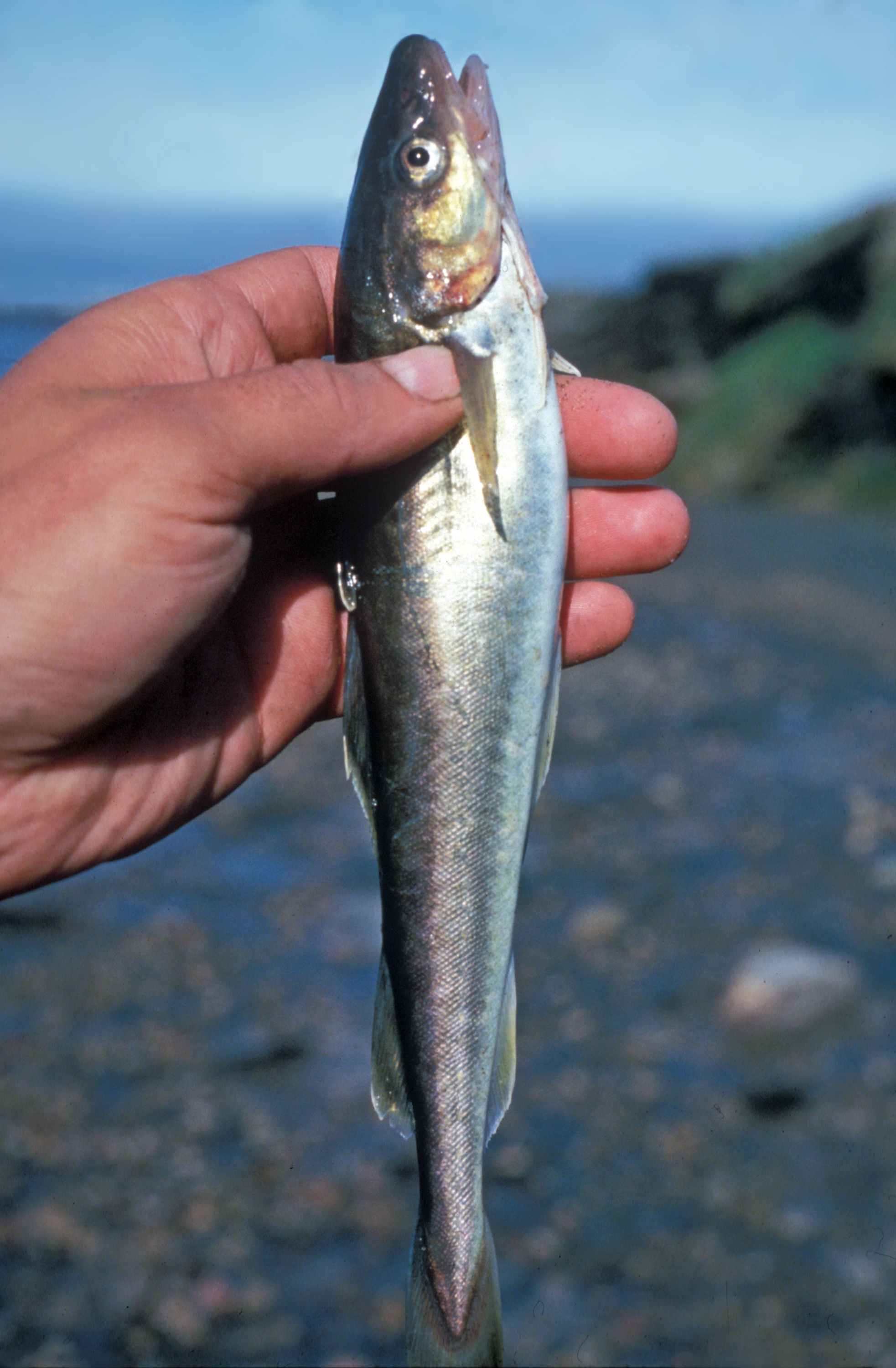
Eleginus gracilis)

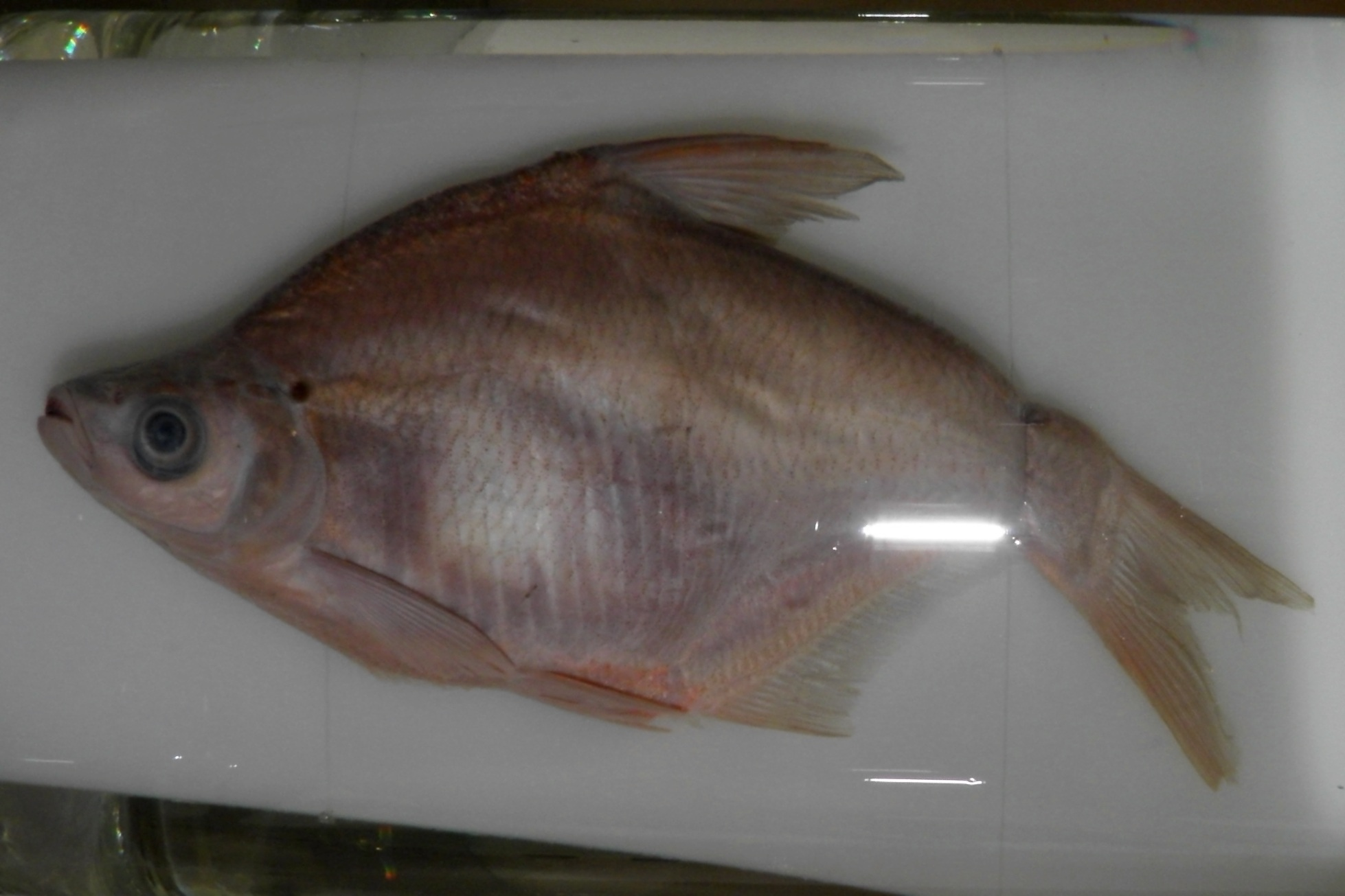
Megalobrama terminalis

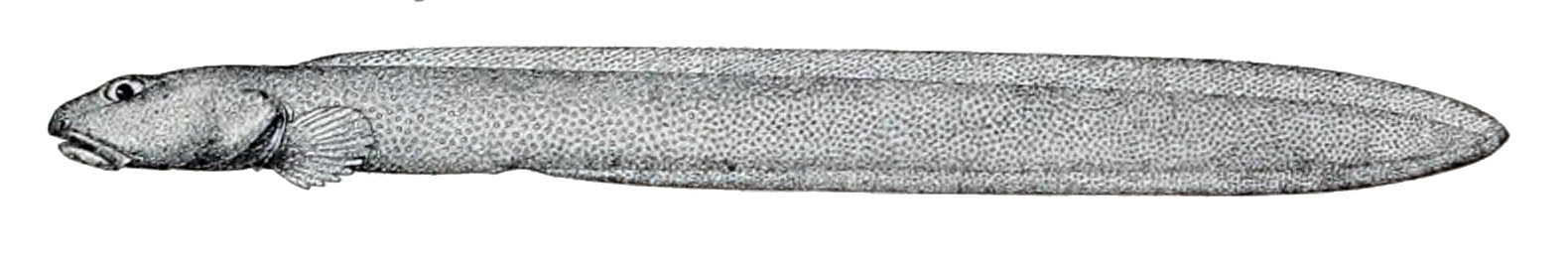
Lycenchelys camchatica (il·lustració del 1910)

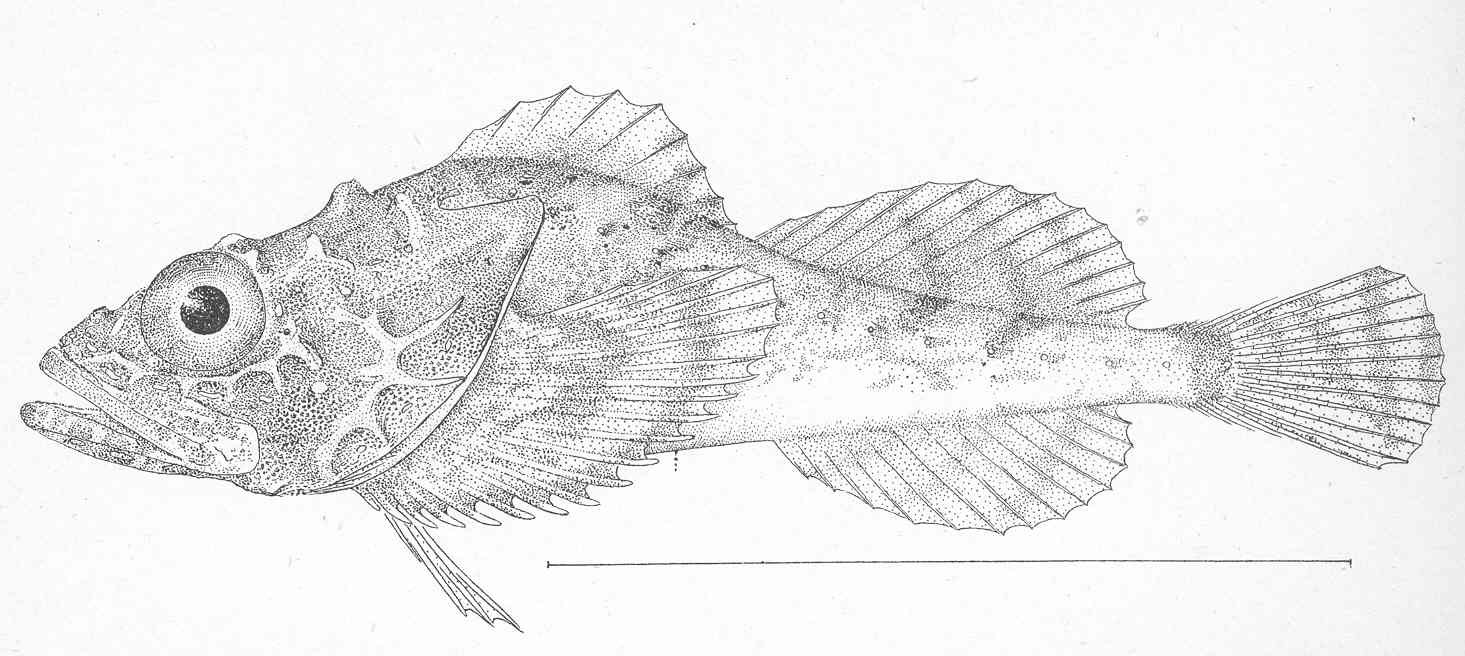
Dasycottus setiger (il·lustració del 1895)

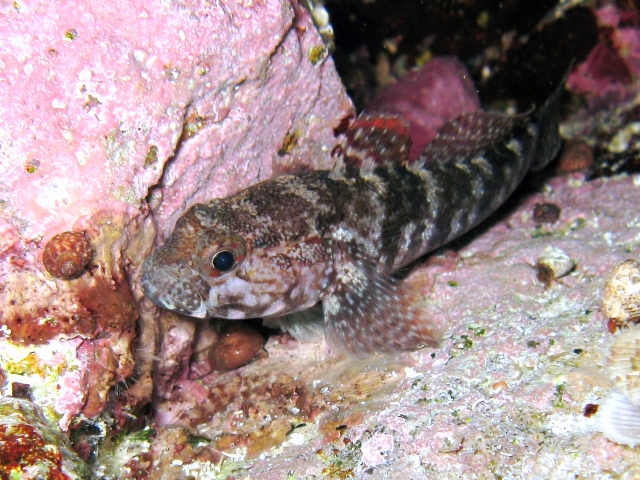
Cabot comú (Gobius paganellus)

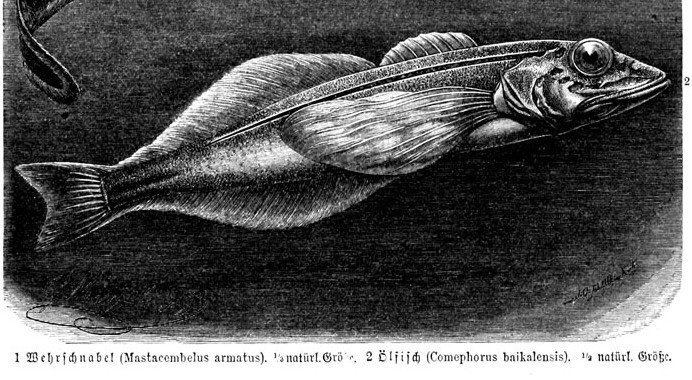
Comephorus baikalensis (c. 1892)

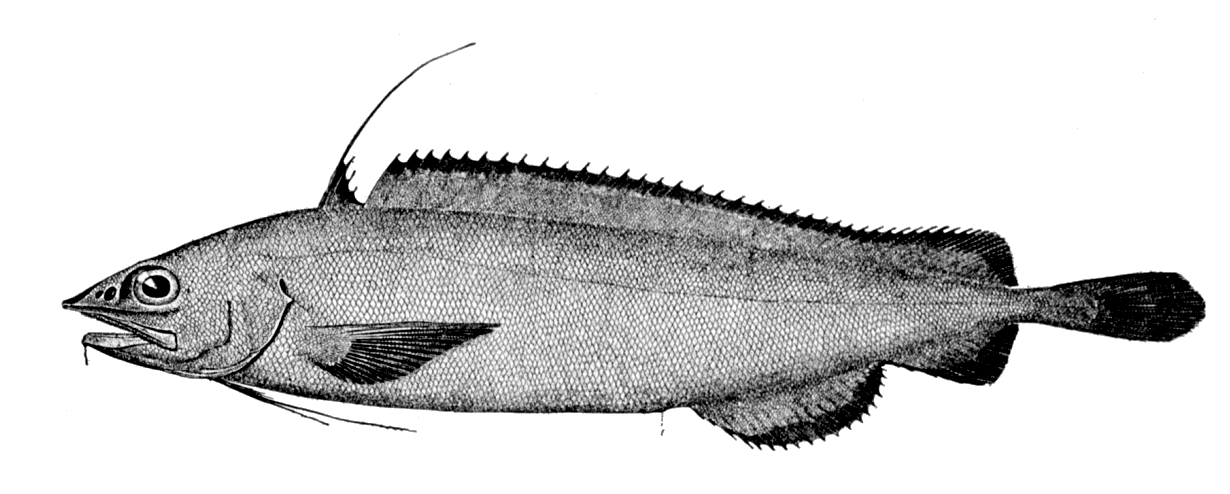
Antimora microlepis (c. 1896)

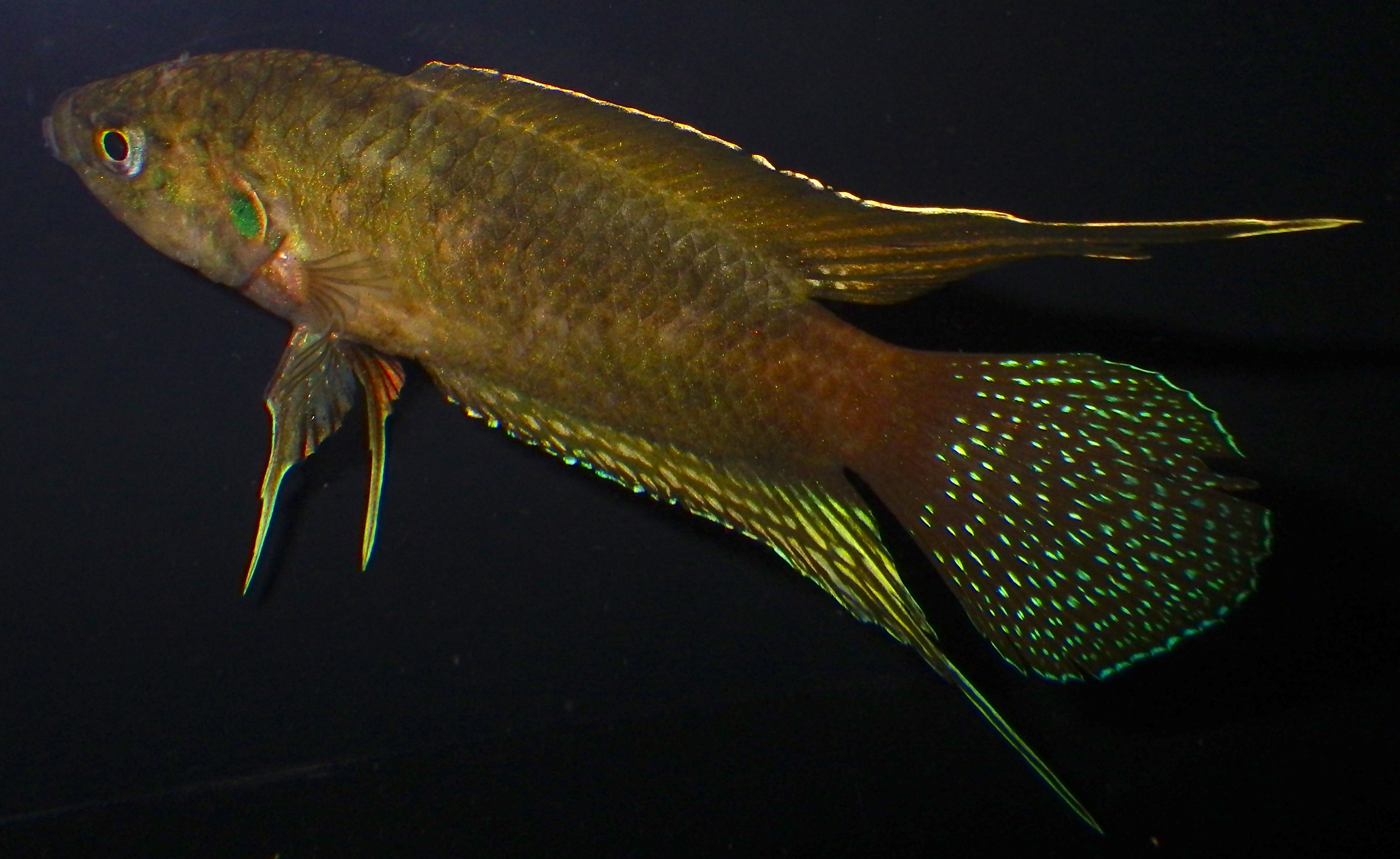
Macropodus ocellatus

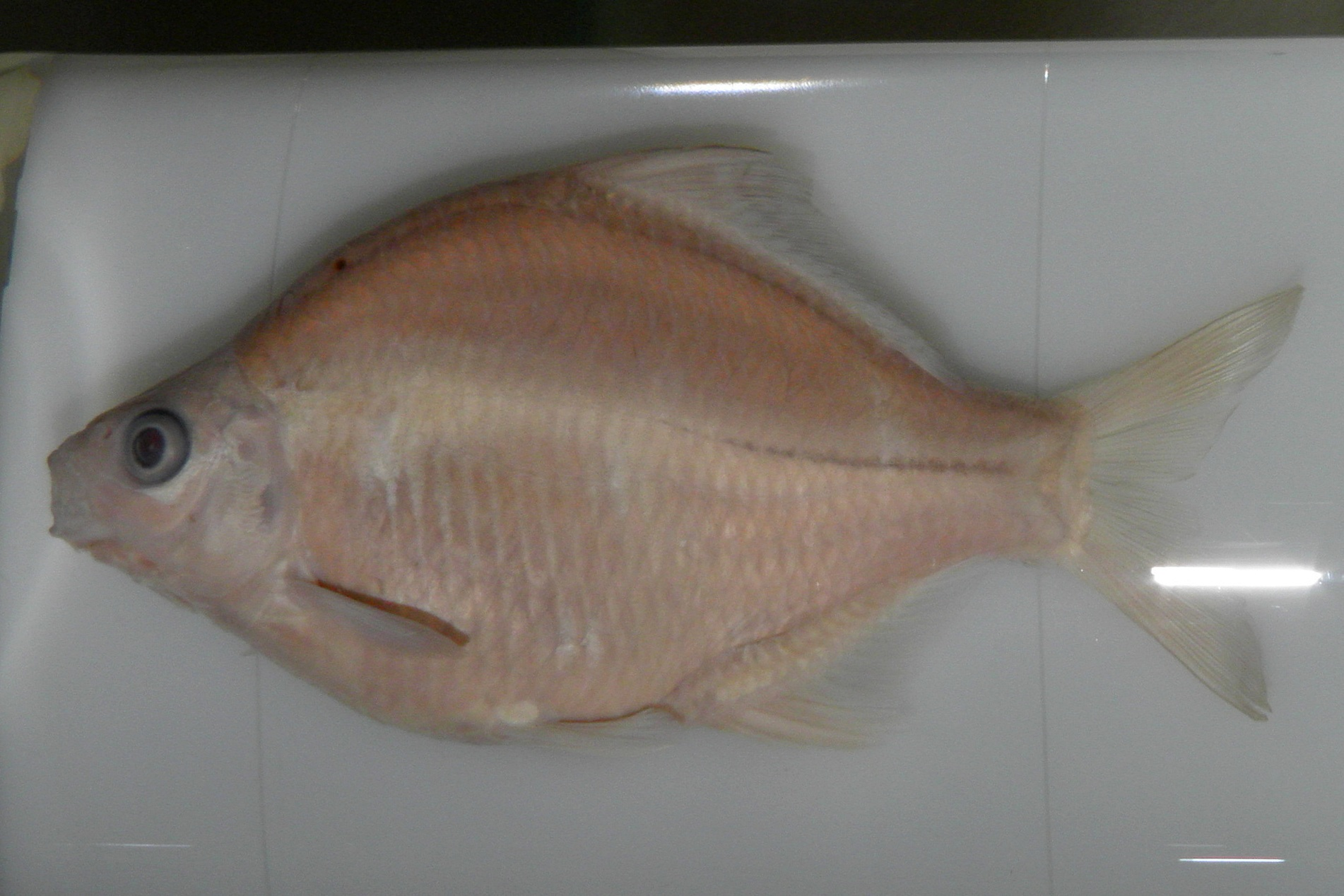
Acanthorhodeus chankaensis

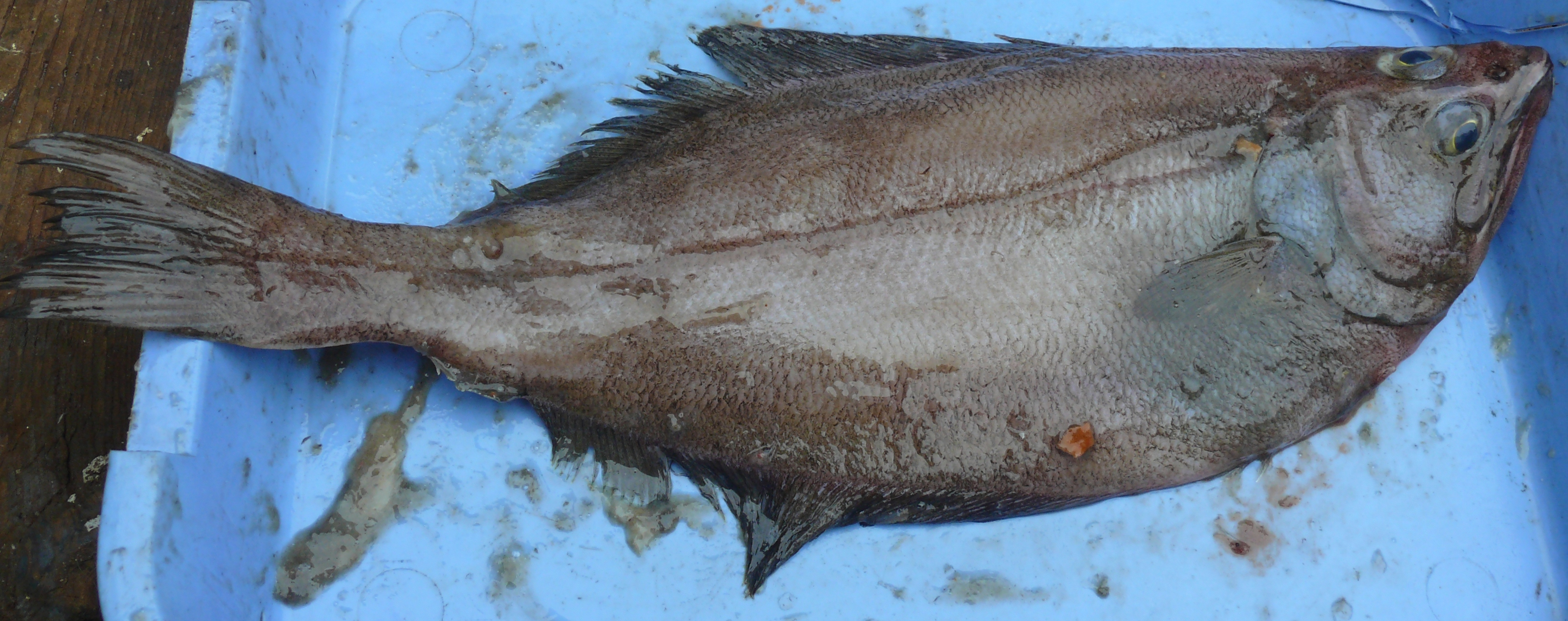
Atheresthes evermanni

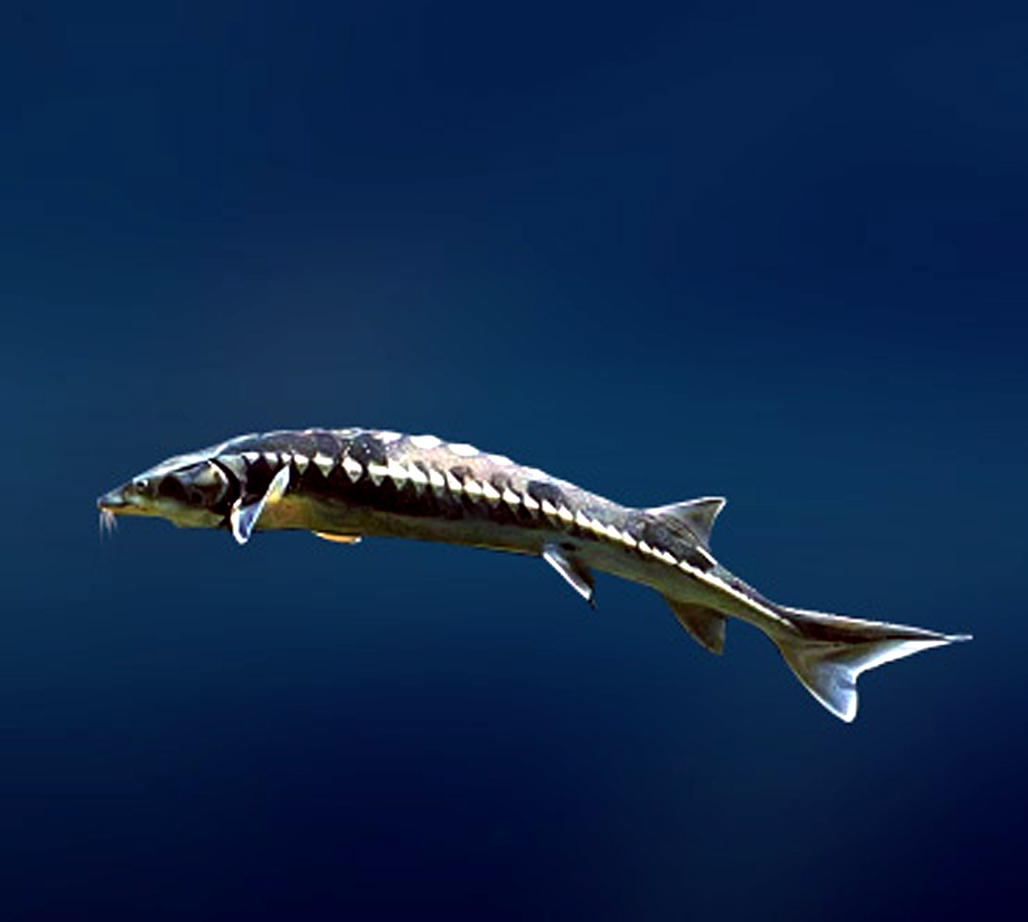
Acipenser nudiventris

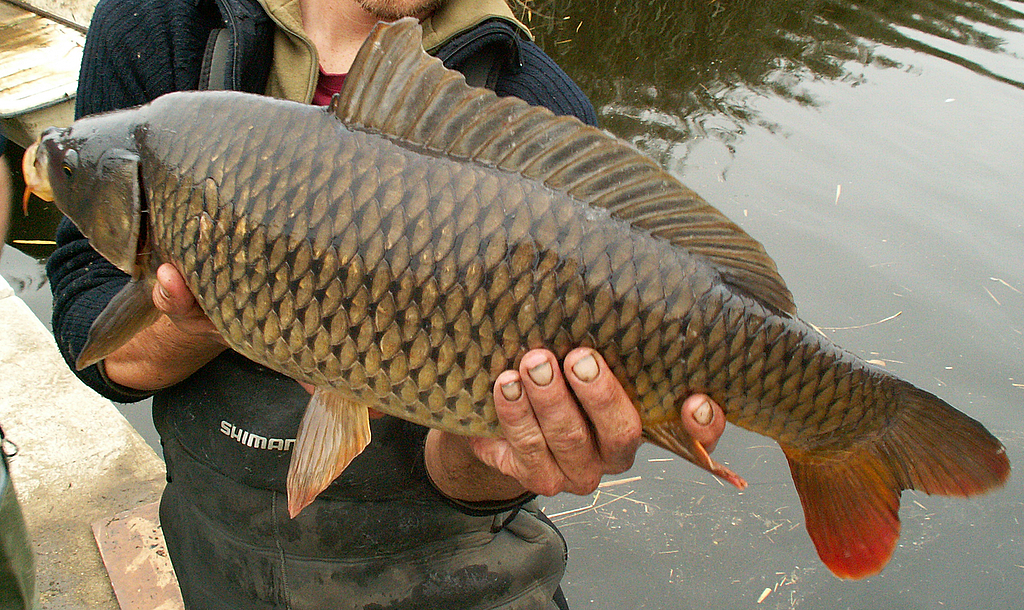
Carpa europea (Cyprinus carpio)

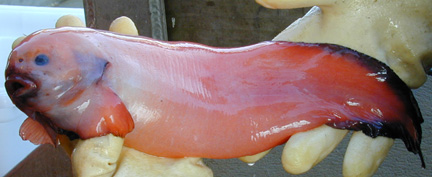
Elassodiscus tremebundus

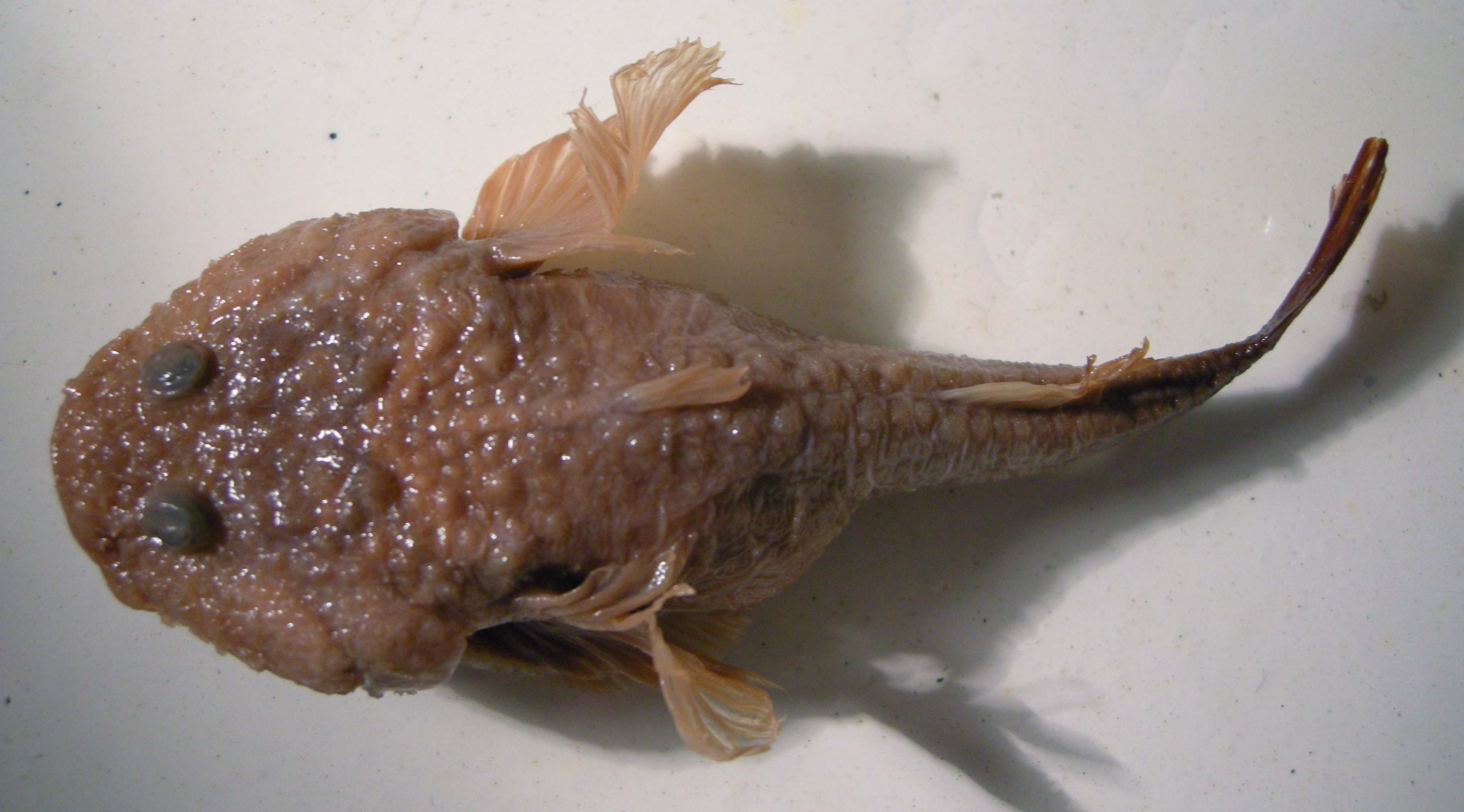
Benthophilus casachicus

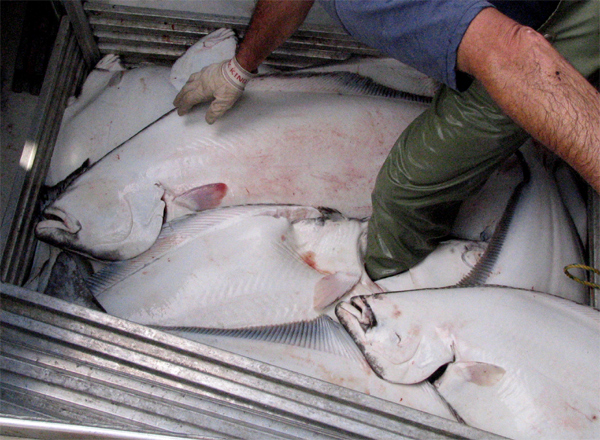
Halibut de l'Atlàntic (Hippoglossus hippoglossus)

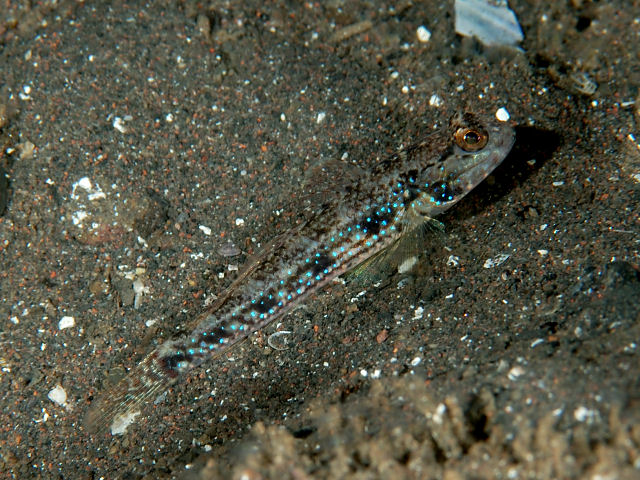
Acentrogobius pflaumii

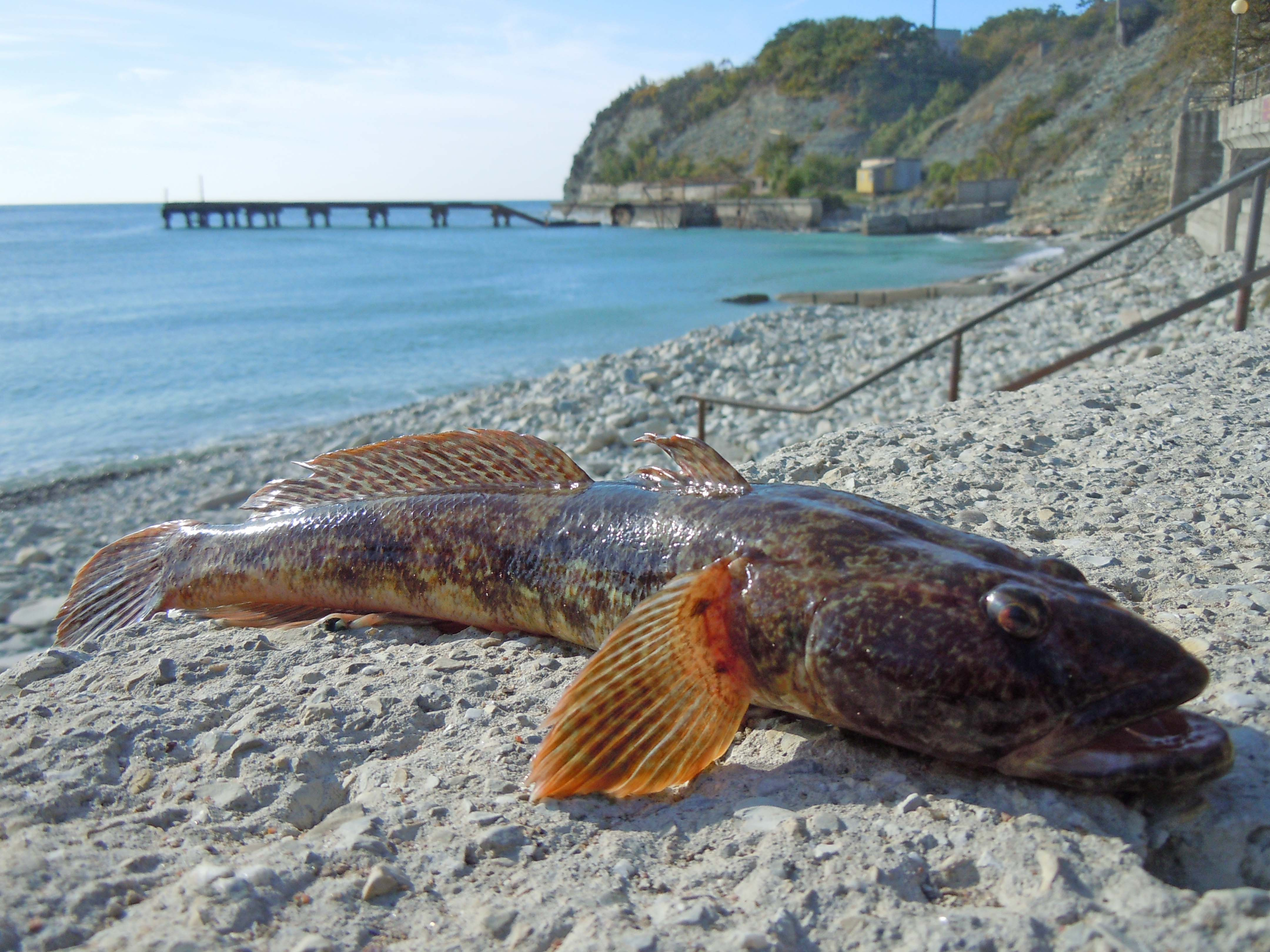
Mesogobius batrachocephalus

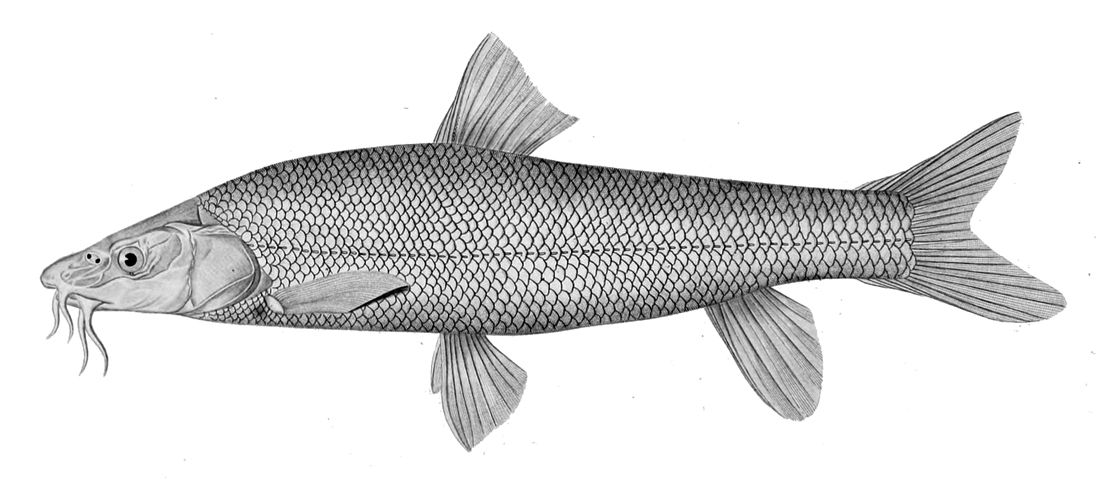
Luciobarbus capito (il·lustració del 1874)

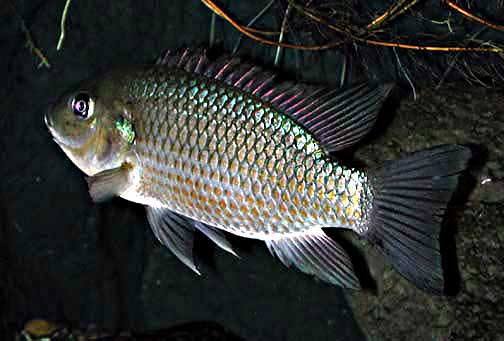
Oreochromis mossambicus

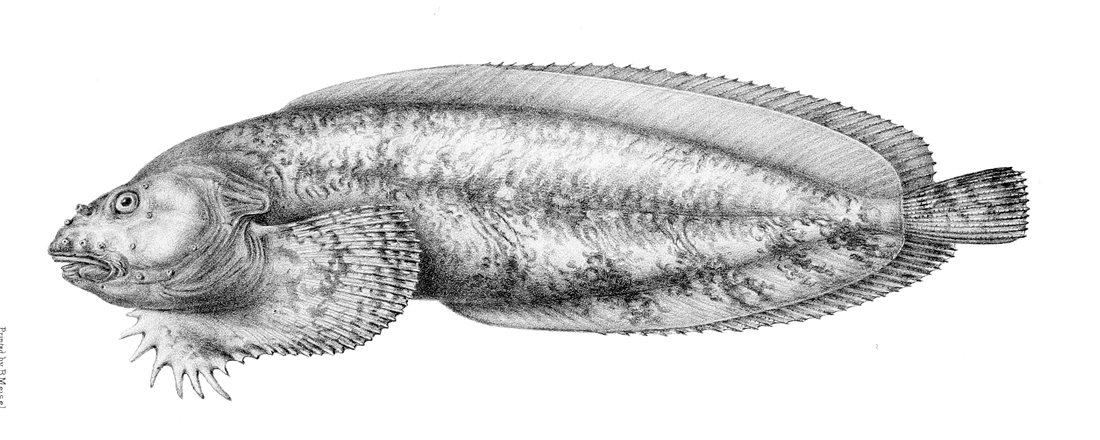
Liparis agassizii (il·lustració del 1892)

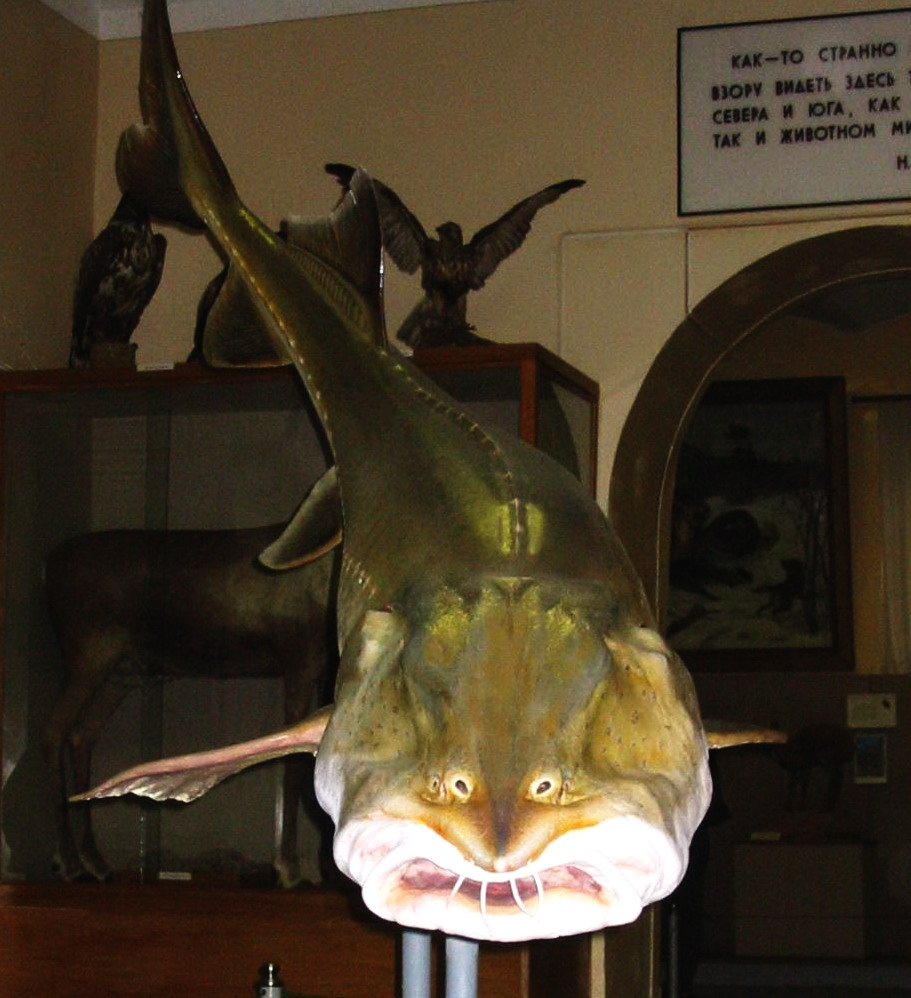
Huso dauricus

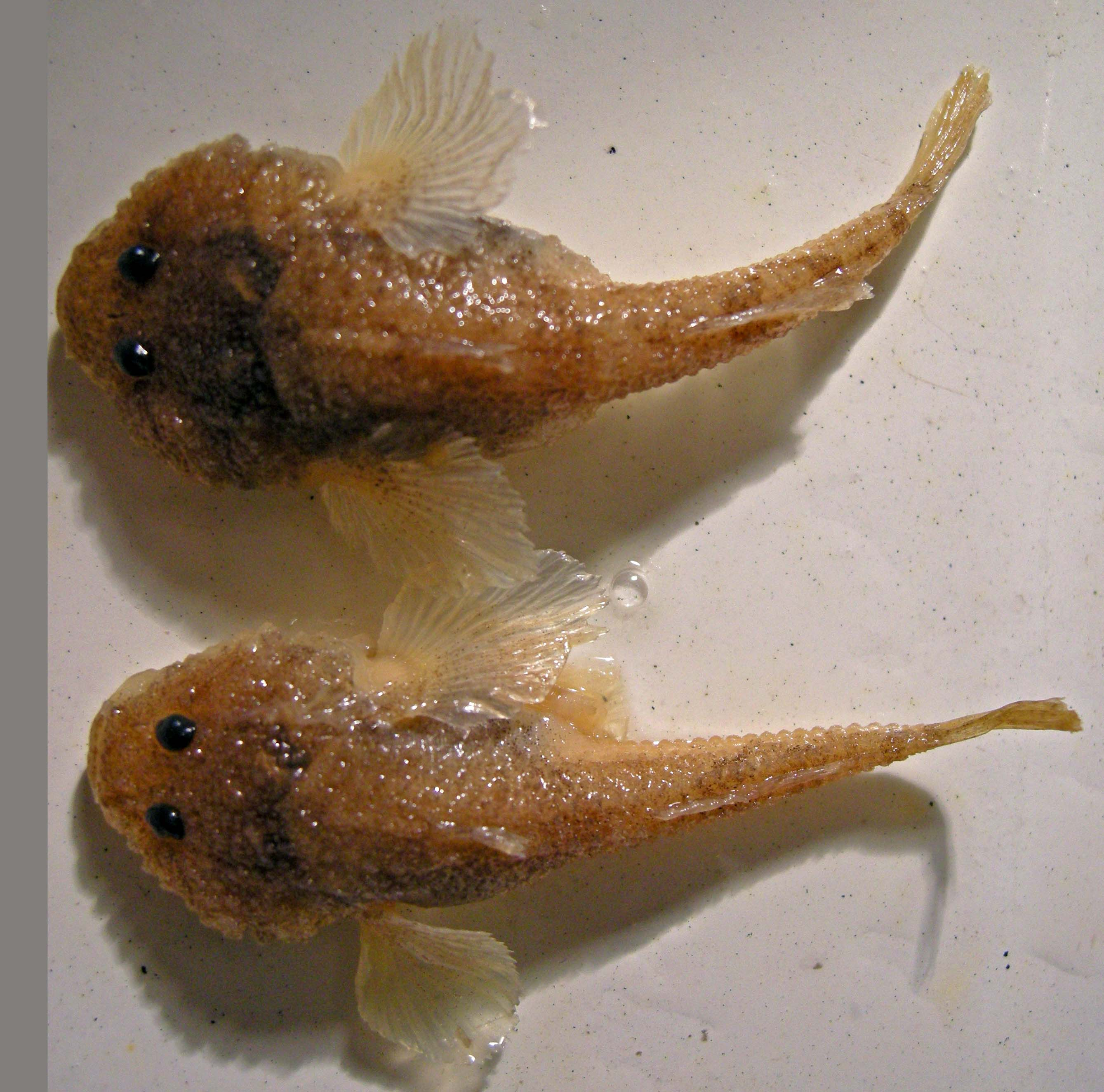
Benthophilus durrelli

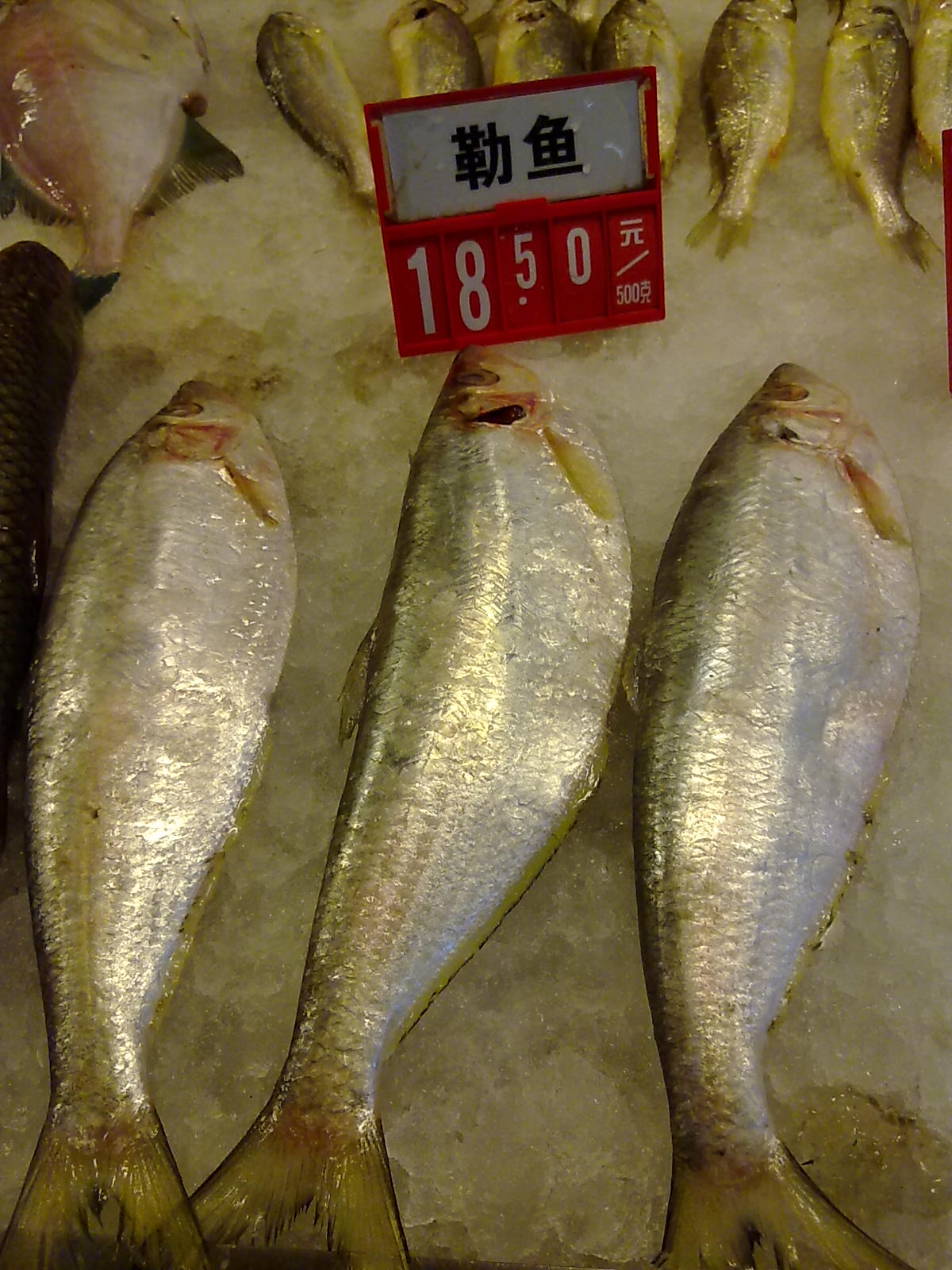
Ilisha elongata

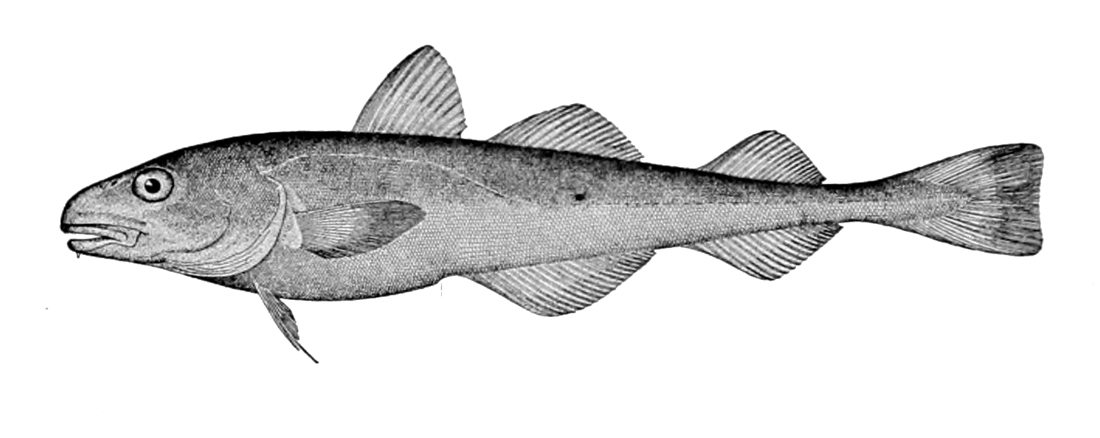
Navaga (Eleginus nawaga), il·lustració del 1906

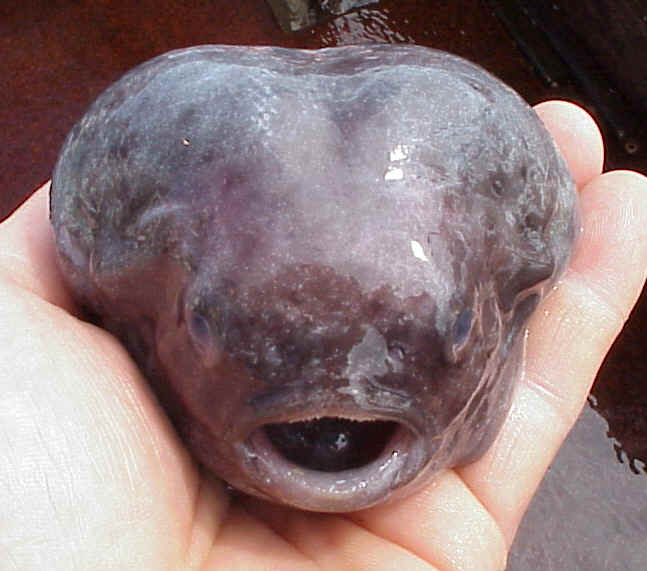
Aptocyclus ventricosus

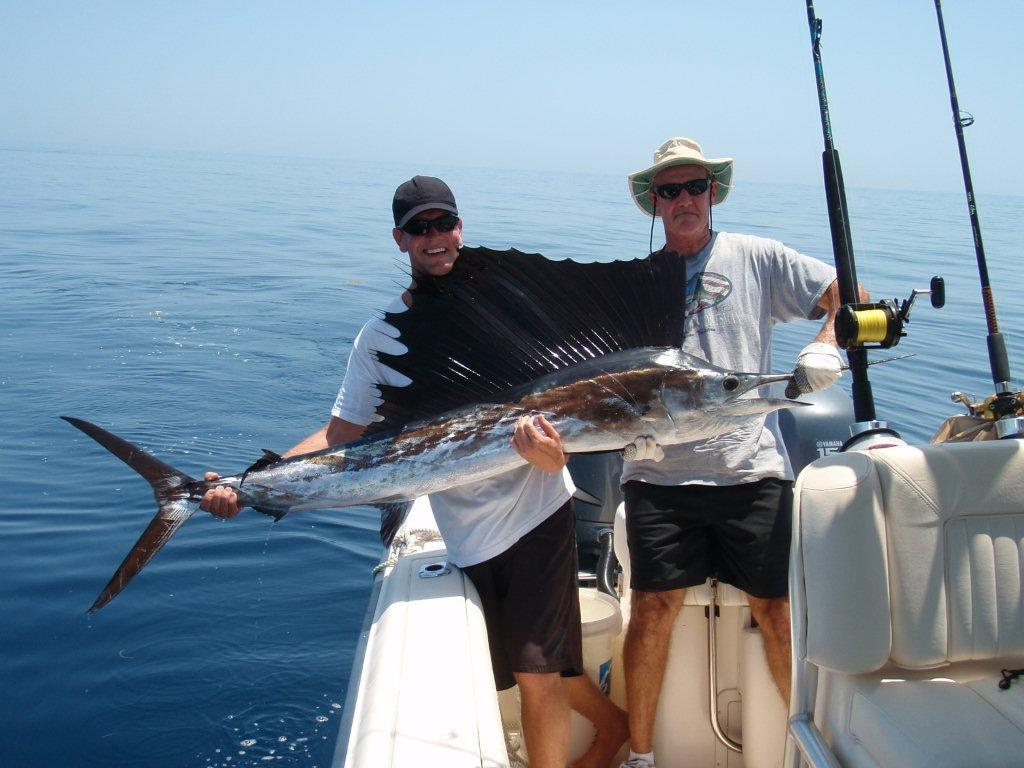
Istiophorus albicans

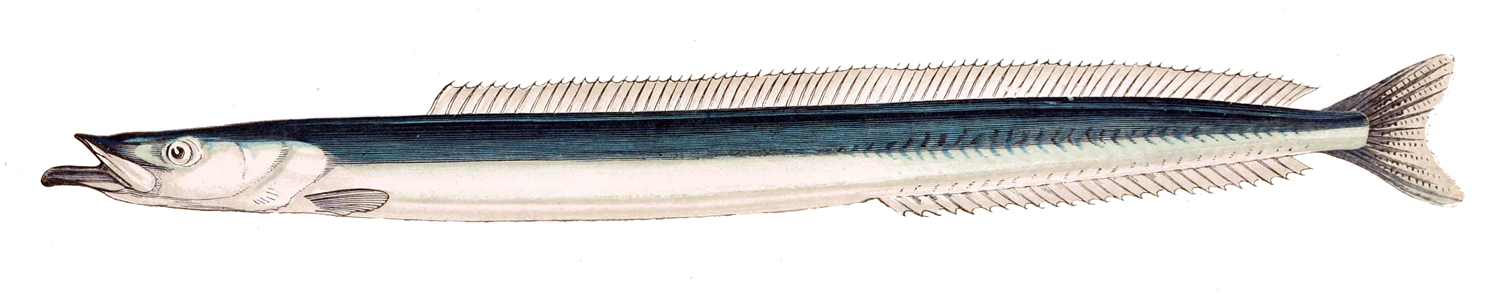
Hyperoplus lanceolatus (il·lustració del 1877)

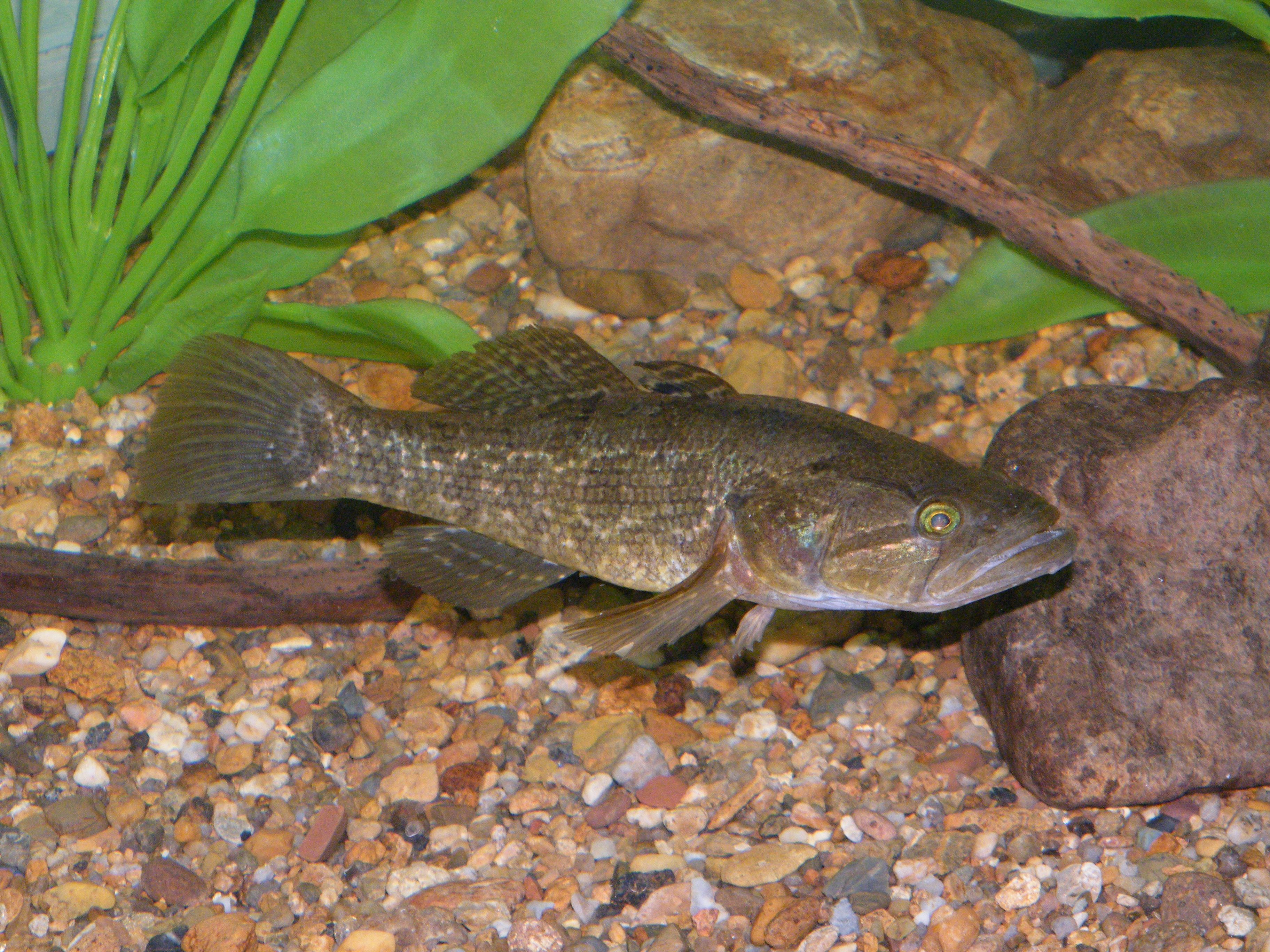
Exemplar de Perccottus glenii del riu Amur

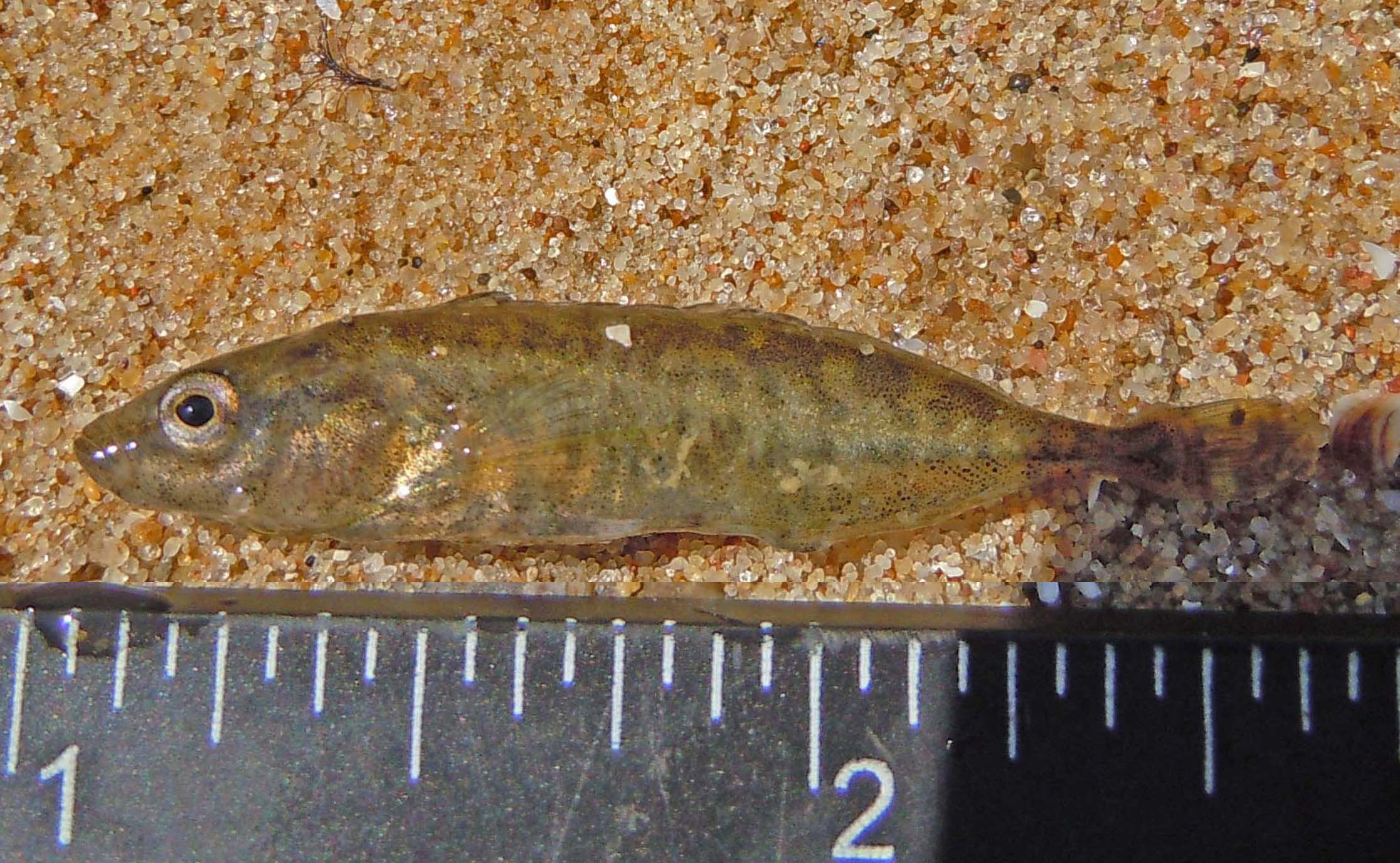
Pungitius platygaster

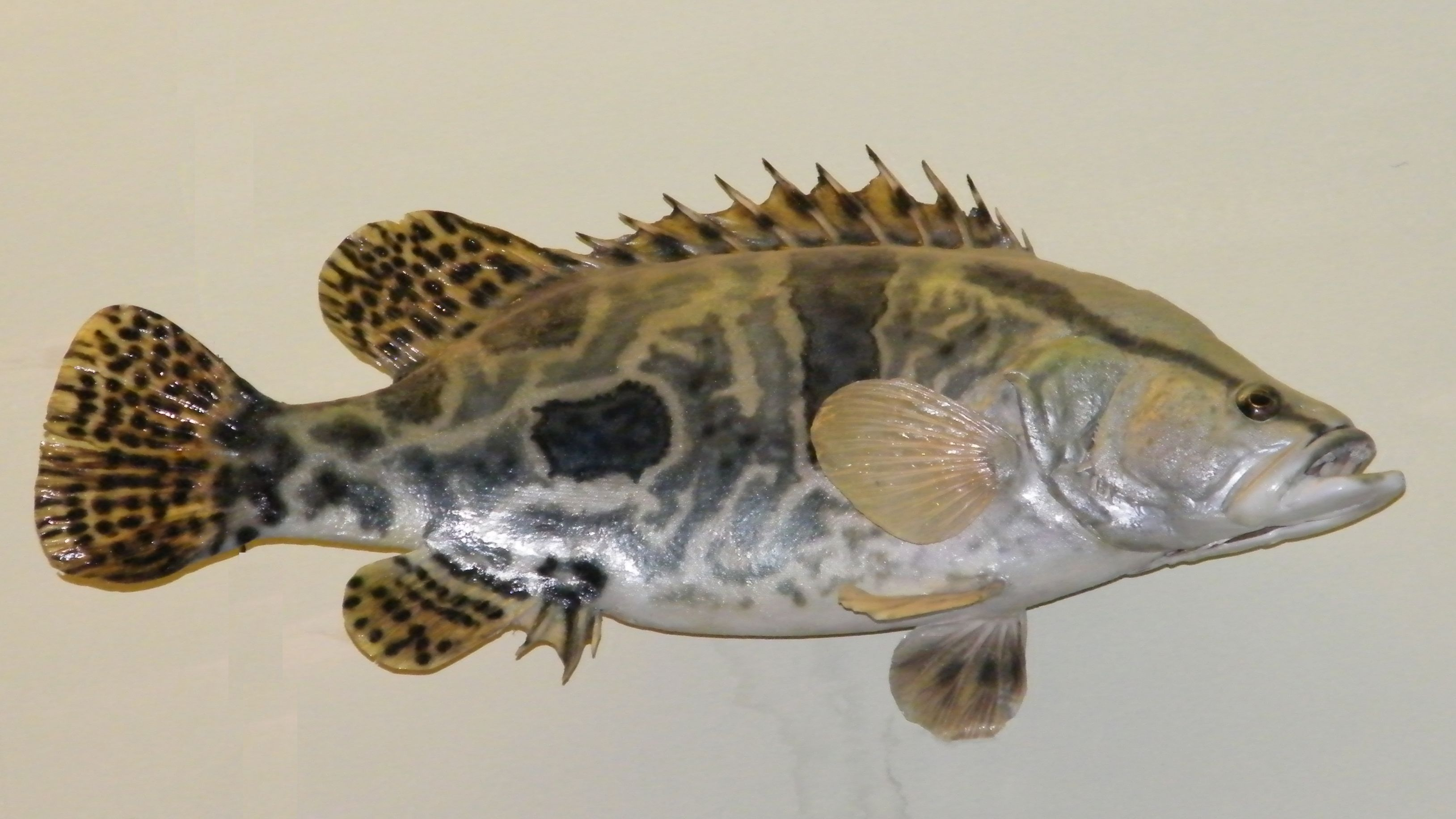
Siniperca chuatsi

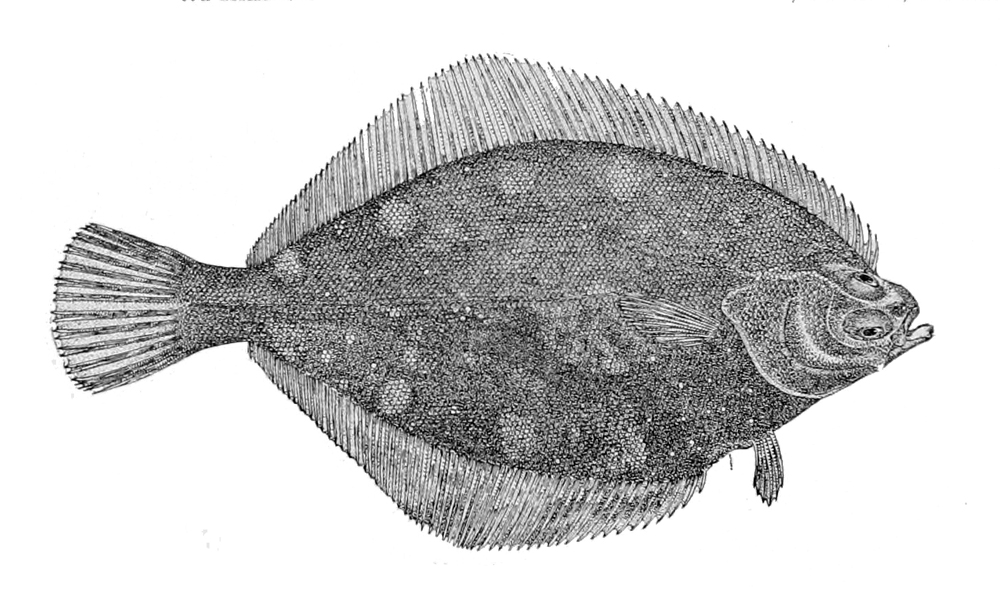
Lepidopsetta bilineata (il·lustració del 1906)

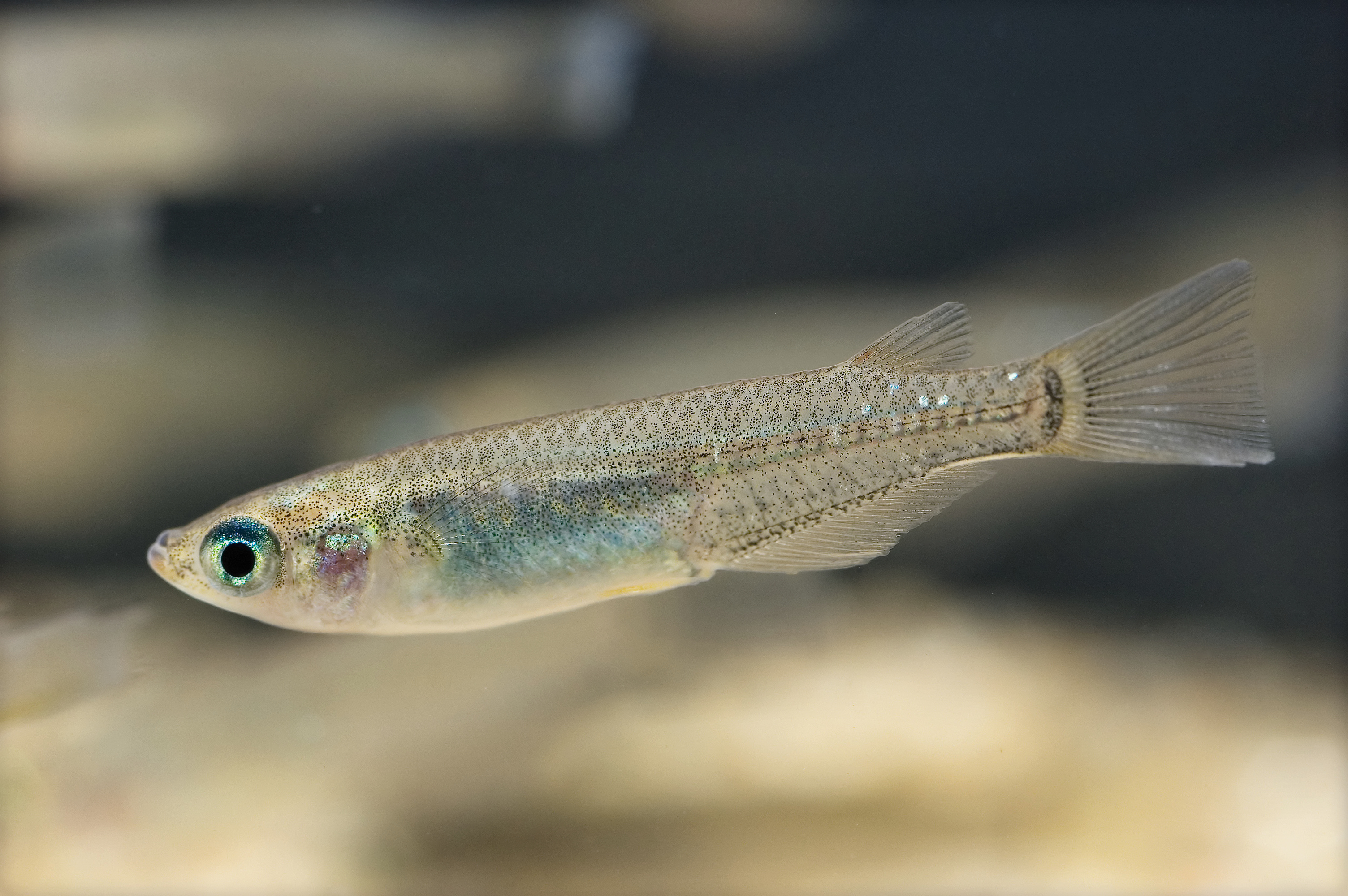
Oryzias latipes

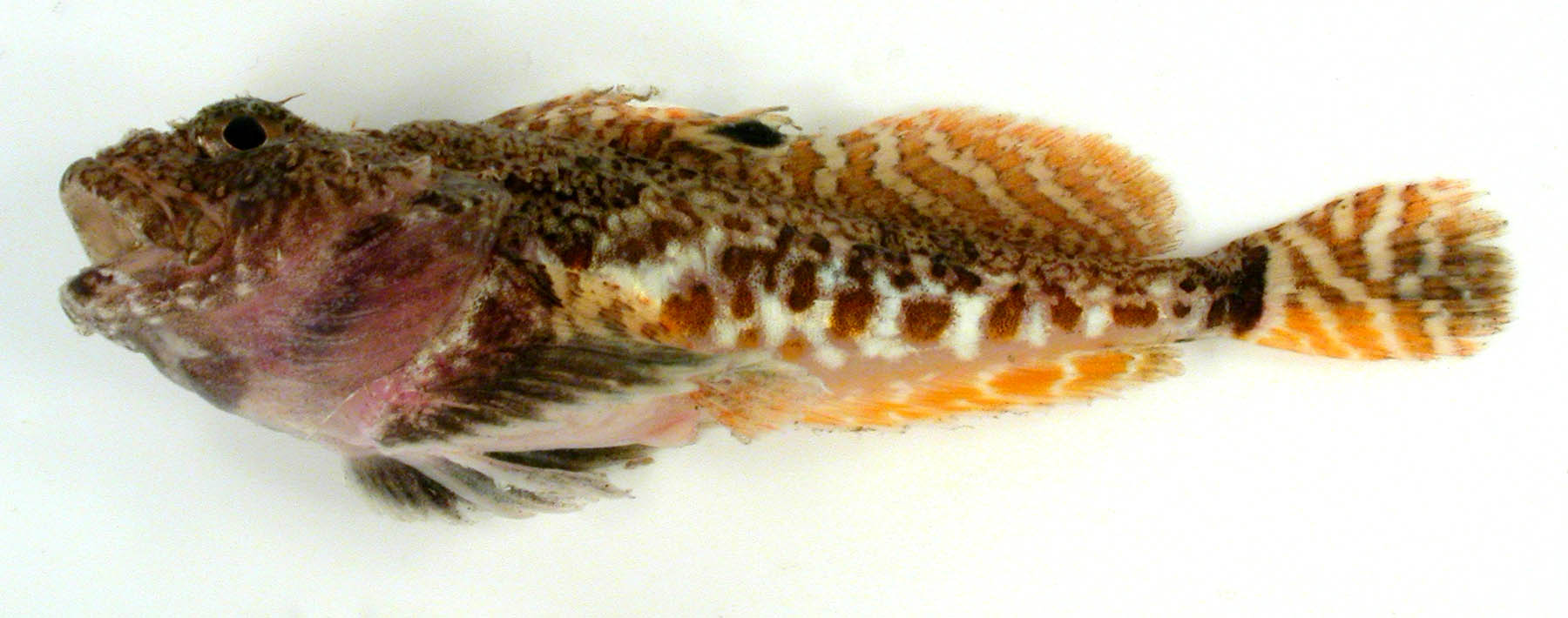
Artediellus scaber

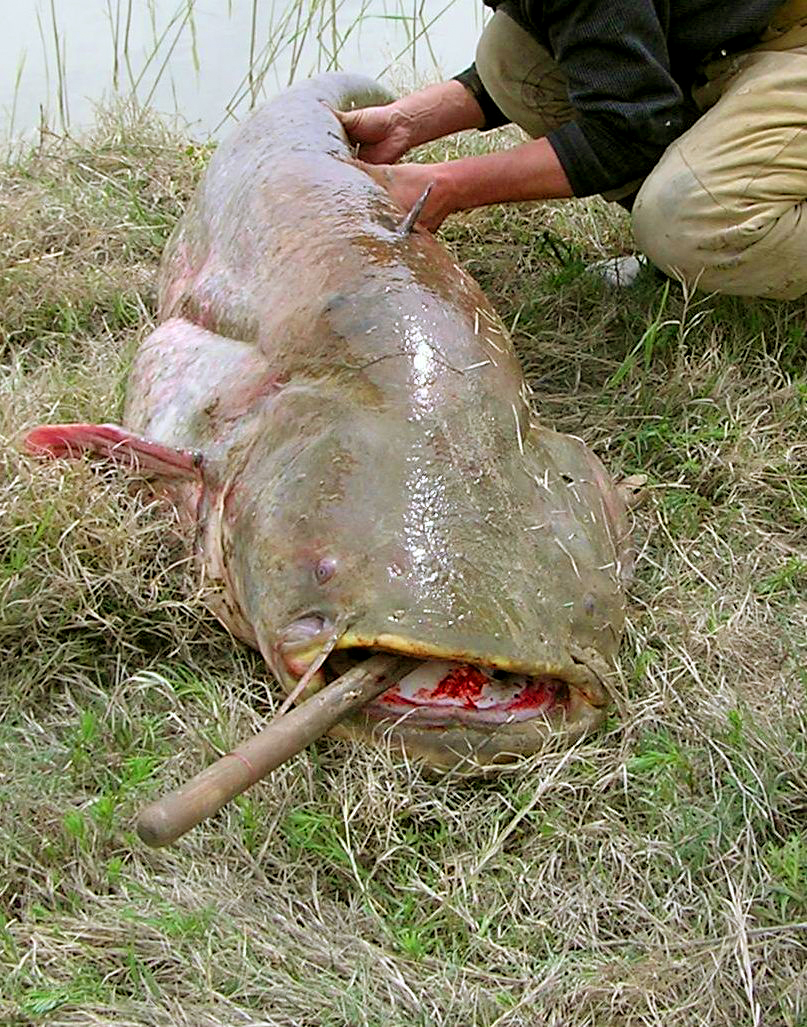
Silur (Silurus glanis)

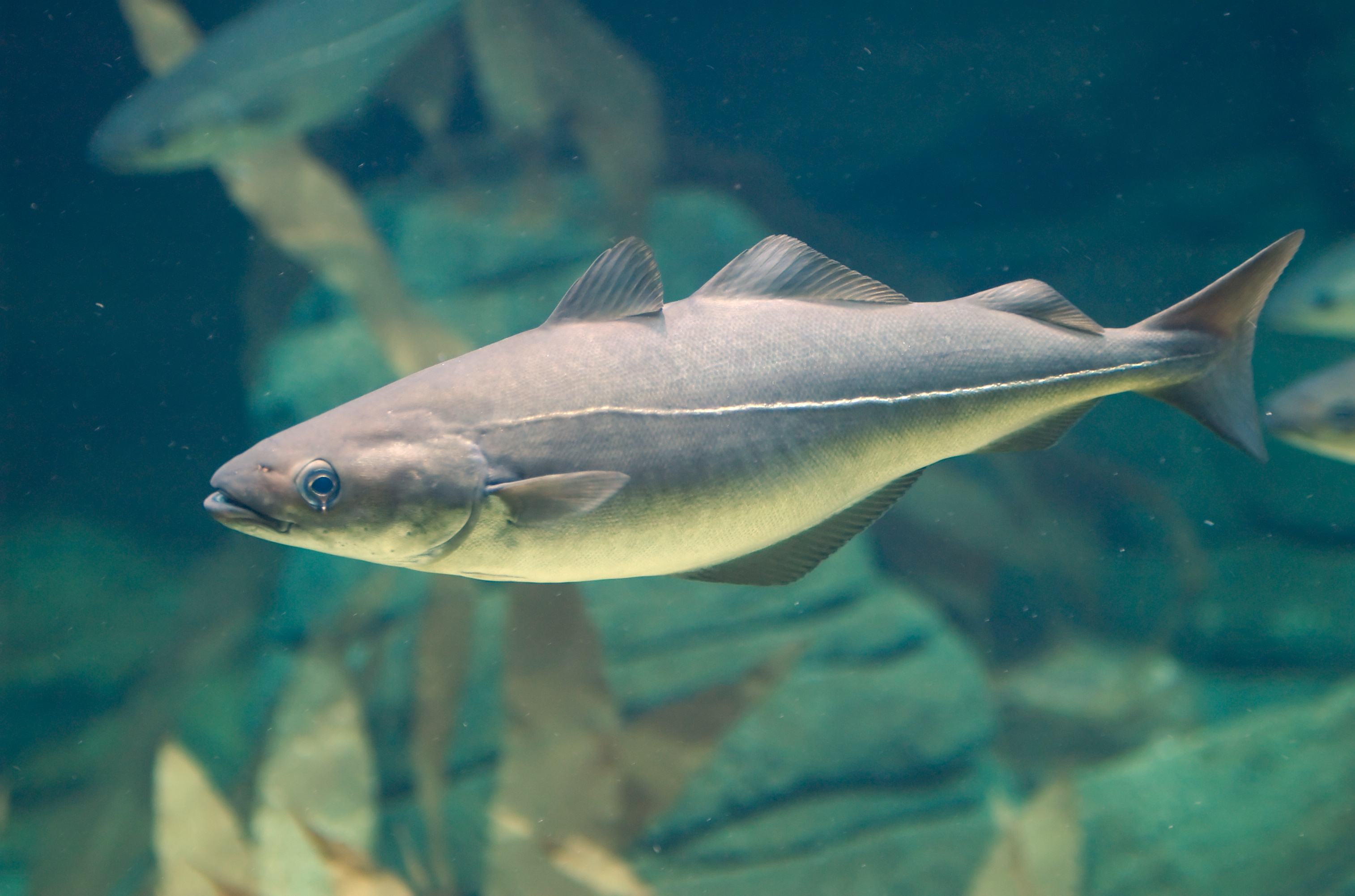
Peix carboner (Pollachius virens)

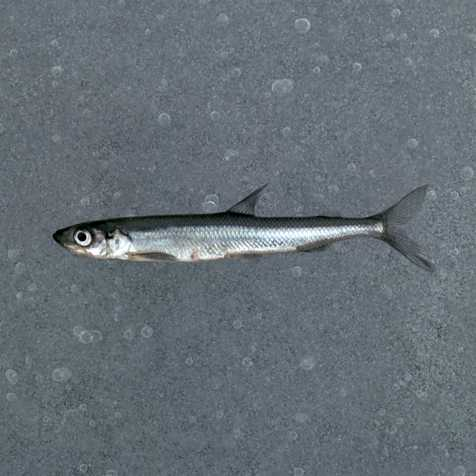
Esperlà (Osmerus eperlanus)

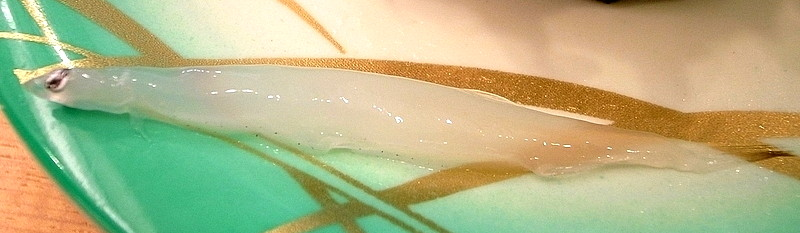
Salangichthys microdon

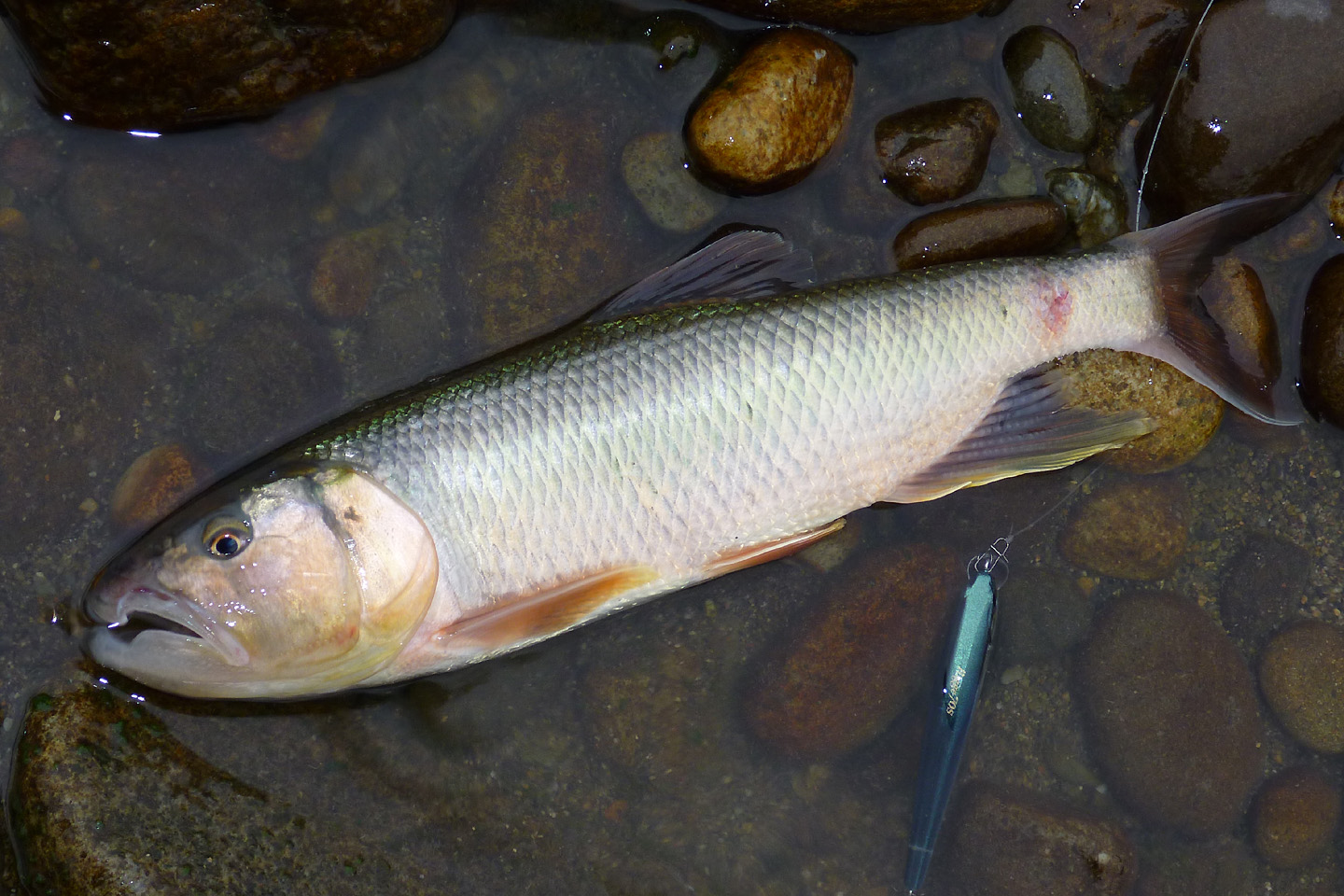
Opsariichthys uncirostris

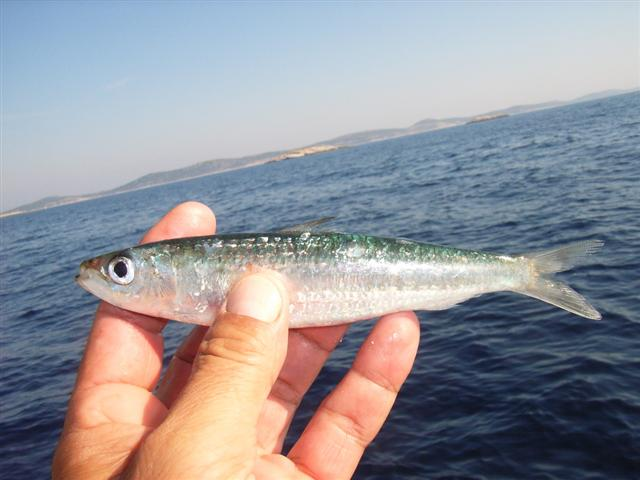
Sardina (Sardina pilchardus)

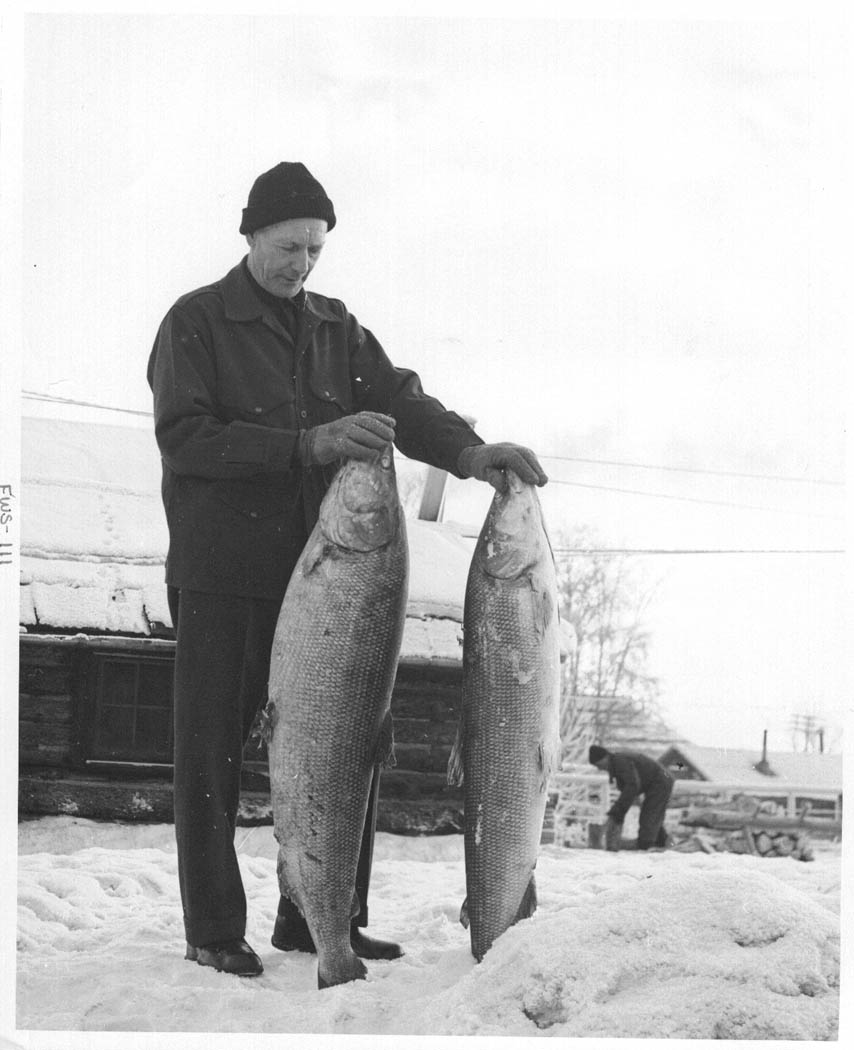
Stenodus nelma

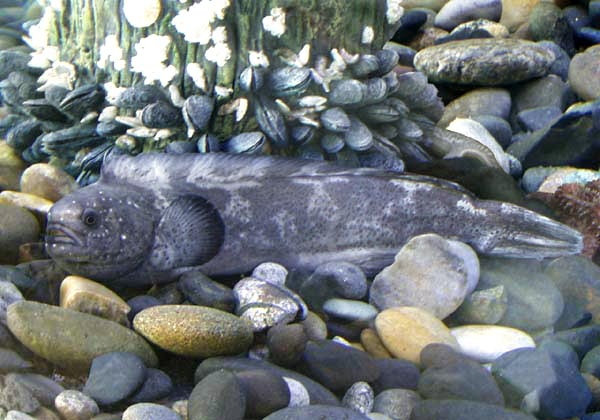
Zaprora silenus

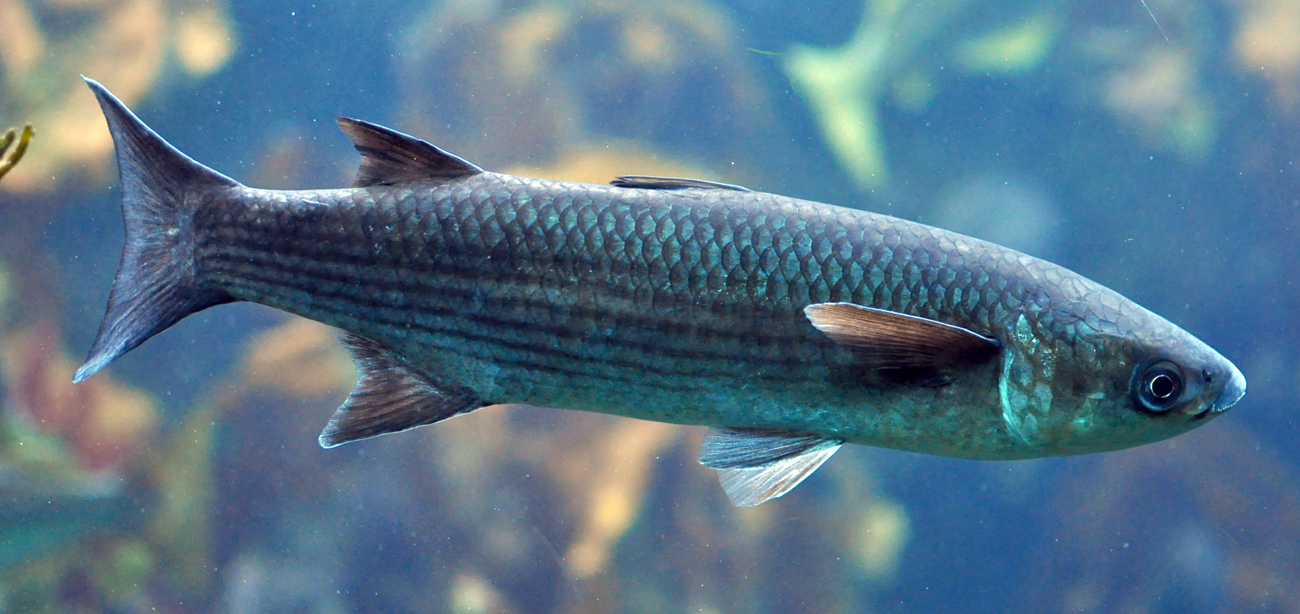
Llissa fusany (Liza saliens)

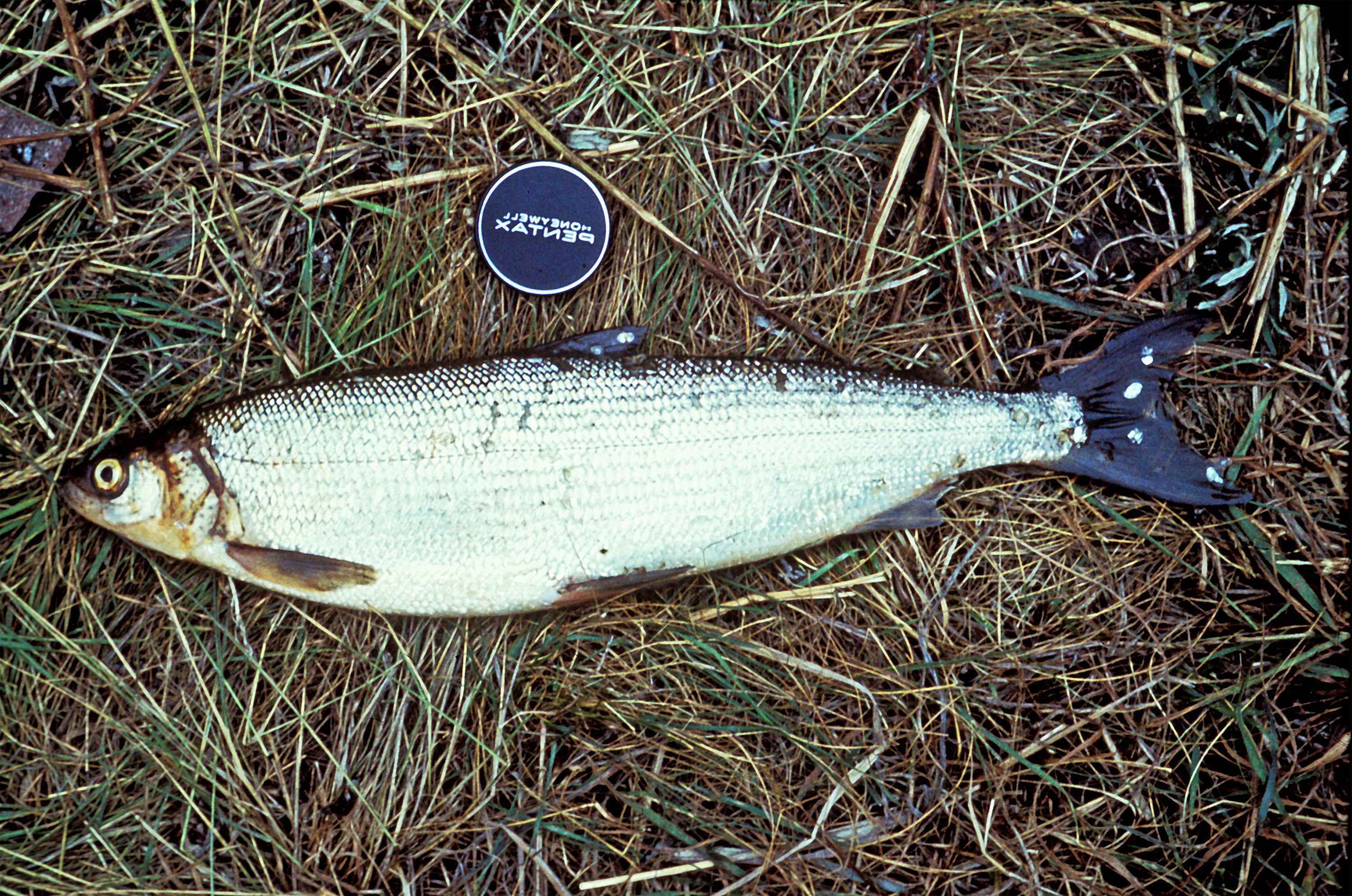
Coregonus sardinella

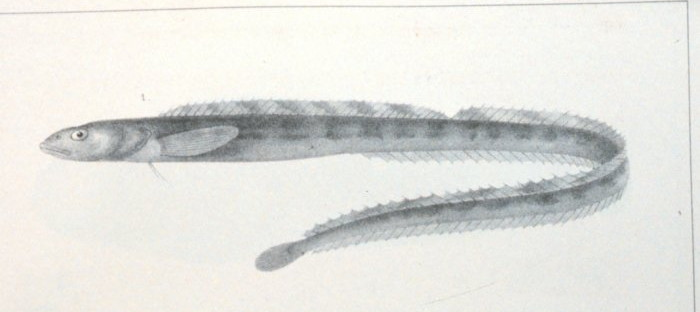
Lumpenus lampretaeformis (il·lustració del 1853)

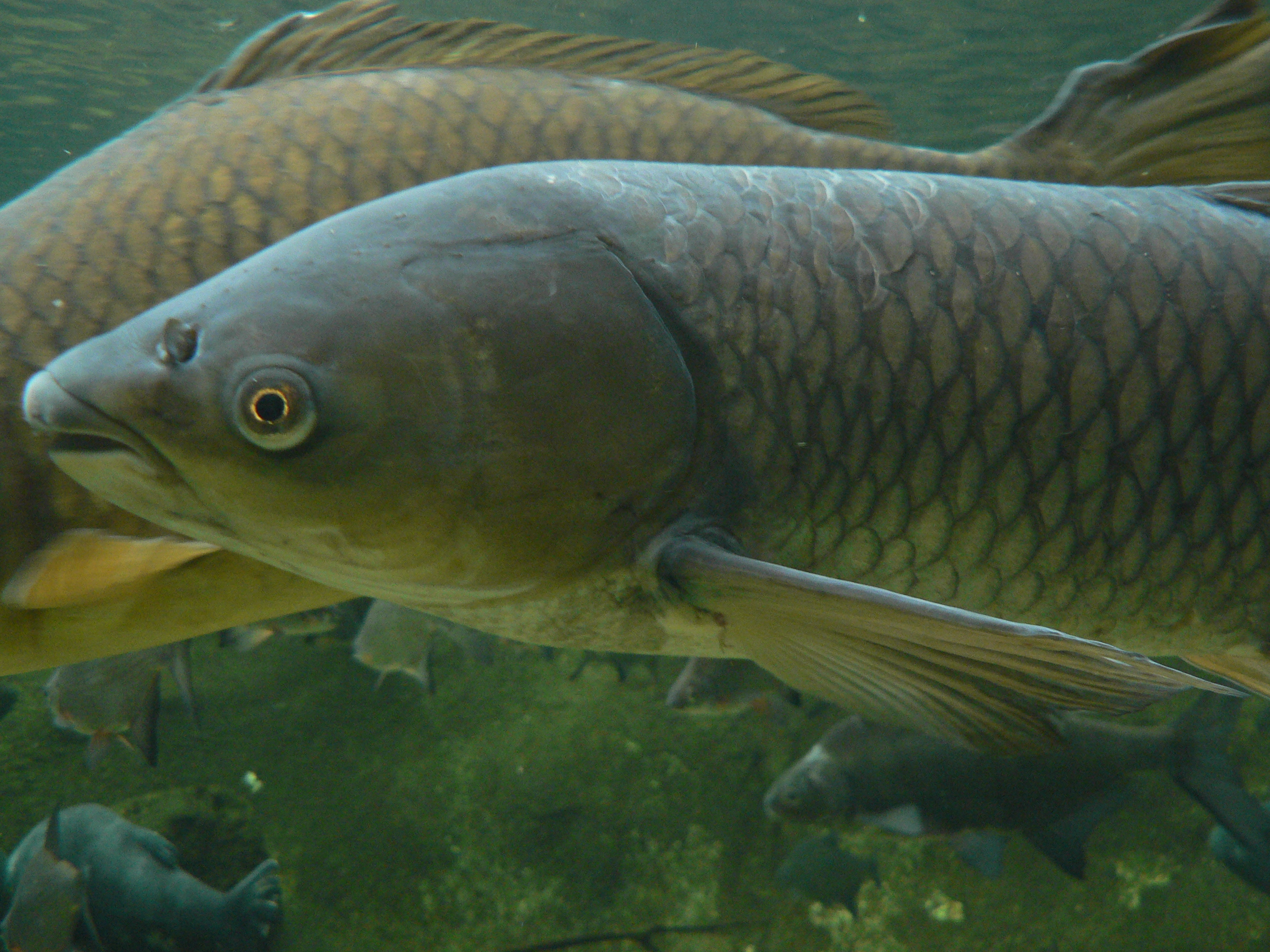
Ctenopharyngodon idella

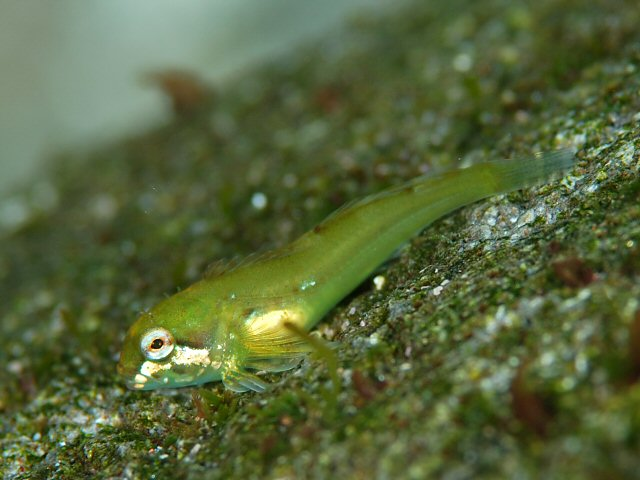
Ocynectes maschalis

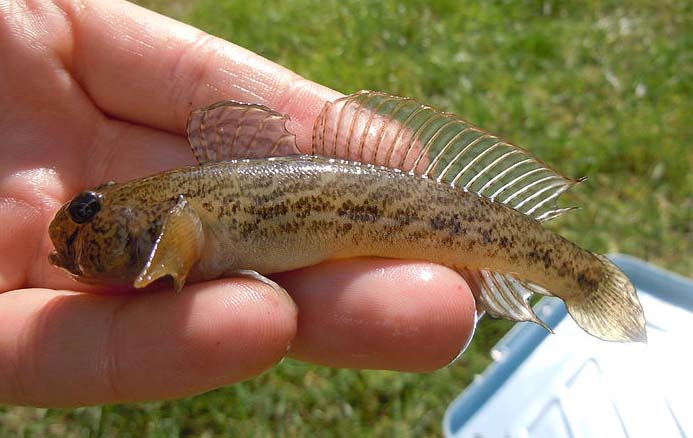
Babka gymnotrachelus

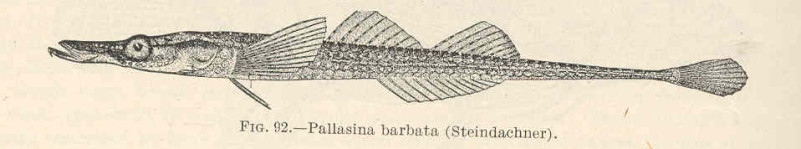
Pallasina barbata (il·lustració del 1907)

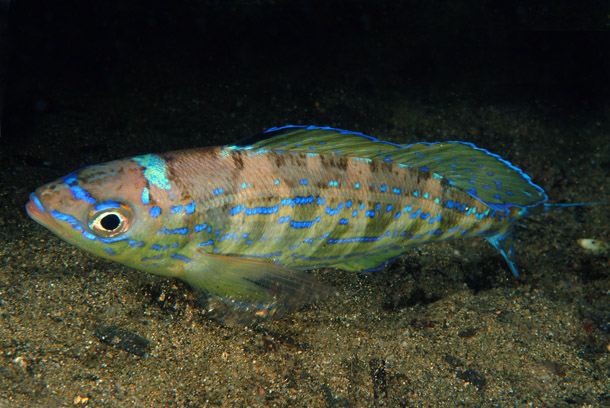
Gerret (Spicara smaris)

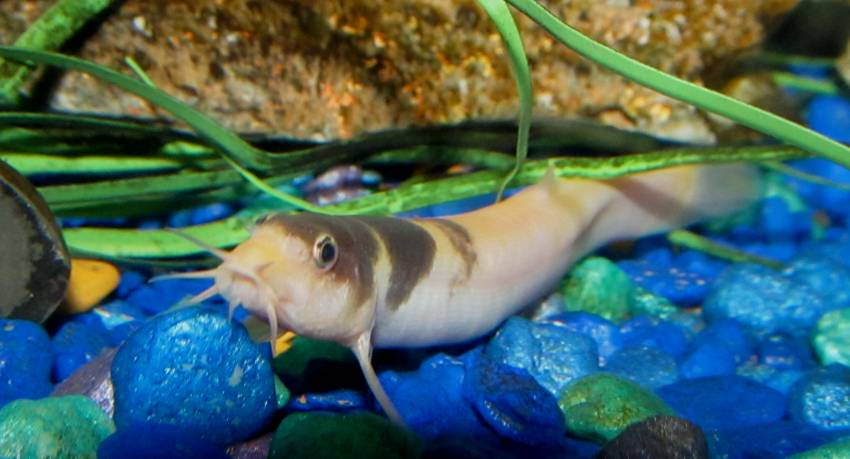
Misgurn del Japó (Misgurnus anguillicaudatus)

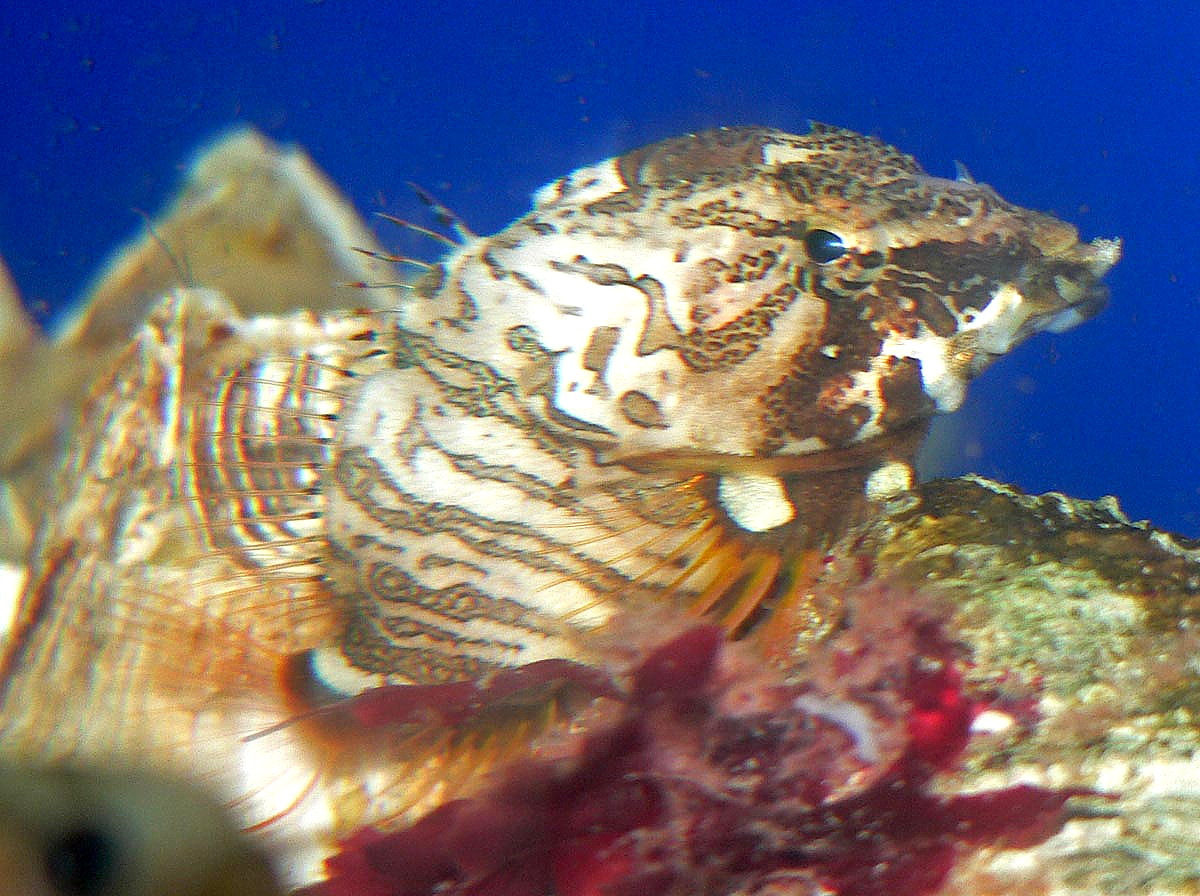
Rhamphocottus richardsonii

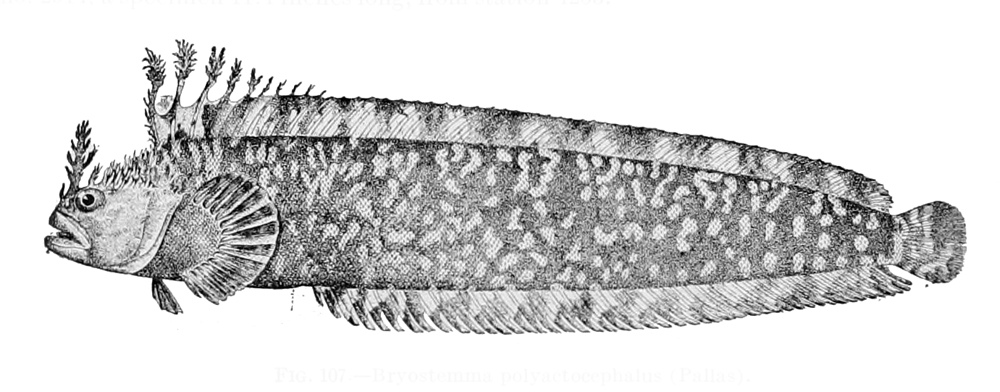
Soldatovia polyactocephala (il·lustració del 1906)

Aquesta llista de peixos de Rússia inclou 952 espècies de peixos que es poden trobar actualment a Rússia (tant a la part europea com a l'asiàtica) ordenades per l'ordre alfabètic de llur nom científic.

## A
- Abbottina rivularis
- Abramis brama
- Abyssocottus elochini
- Abyssocottus gibbosus
- Abyssocottus korotneffi
- Acanthogobius flavimanus
- Acanthogobius lactipes
- Acantholumpenus mackayi
- Acanthopagrus schlegelii
- Acanthopsetta nadeshnyi
- Acanthorhodeus chankaensis
- Acentrogobius pflaumii
- Acheilognathus asmussii
- Acheilognathus macropterus
- Acipenser baerii
- Acipenser gueldenstaedtii
- Acipenser medirostris
- Acipenser mikadoi
- Acipenser nudiventris
- Acipenser persicus
- Acipenser ruthenus
- Acipenser schrenckii
- Acipenser stellatus
- Acipenser sturio
- Agonomalus jordani
- Agonomalus proboscidalis
- Agonus cataphractus
- Albatrossia pectoralis
- Alburnoides bipunctatus
- Alburnoides eichwaldii
- Alburnoides gmelini
- Alburnoides kubanicus
- Alburnoides rossicus
- Alburnus alburnus
- Alburnus chalcoides
- Alburnus derjugini
- Alburnus hohenackeri
- Alburnus leobergi
- Alectrias alectrolophus
- Alectrias cirratus
- Alectrias gallinus
- Alectrias mutsuensis[1]
- Allocareproctus jordani
- Allocyttus folletti
- Alosa alosa
- Alosa braschnikowi
- Alosa caspia caspia
- Alosa curensis
- Alosa fallax
- Alosa immaculata
- Alosa kessleri
- Alosa maeotica
- Alosa sapidissima
- Alosa saposchnikowii
- Alosa sphaerocephala
- Alosa suworowi
- Alosa tanaica
- Alosa volgensis
- Amblyraja hyperborea
- Amblyraja radiata
- Ameiurus melas
- Ameiurus nebulosus
- Ammodytes hexapterus
- Ammodytes marinus
- Ammodytes tobianus
- Anarhichas denticulatus
- Anarhichas orientalis
- Anarrhichthys ocellatus
- Anguilla anguilla
- Anisarchus medius
- Anoplagonus inermis
- Anoplagonus occidentalis
- Anoplopoma fimbria
- Anotopterus nikparini
- Antimora microlepis
- Aphia minuta
- Aphyocypris chinensis
- Aptocyclus ventricosus
- Archistes plumarius
- Arctogadus glacialis
- Arctoscopus japonicus
- Arctozenus risso
- Argyrocottus zanderi
- Argyrosomus regius
- Arnoglossus kessleri
- Artediellichthys nigripinnis
- Artedielloides auriculatus
- Artediellus aporosus
- Artediellus atlanticus
- Artediellus gomojunovi
- Artediellus miacanthus
- Artediellus pacificus
- Artediellus scaber
- Artediellus schmidti
- Artedius lateralis
- Askoldia variegata
- Aspidophoroides monopterygius
- Aspidophoroides olrikii
- Asprocottus abyssalis
- Asprocottus herzensteini
- Asprocottus intermedius
- Asprocottus korjakovi
- Asprocottus minor
- Asprocottus parmiferus
- Asprocottus platycephalus
- Asprocottus pulcher
- Astronesthes fedorovi
- Astronesthes nigroides[2]
- Atheresthes evermanni
- Atheresthes stomias
- Atherina boyeri
- Auxis rochei
- Auxis thazard

## B
- Babka gymnotrachelus
- Ballerus ballerus
- Ballerus sapa
- Barbatula barbatula
- Barbatula golubtsovi
- Barbatula sawadai
- Barbatula toni
- Barbus barbus
- Barbus ciscaucasicus
- Barbus kubanicus
- Barbus tauricus
- Bathyagonus alascanus
- Bathyagonus infraspinatus
- Bathyagonus nigripinnis
- Bathymaster caeruleofasciatus
- Bathymaster derjugini
- Bathymaster leurolepis
- Bathymaster signatus
- Bathyraja fedorovi
- Bathyraja interrupta
- Bathyraja isotrachys
- Bathyraja matsubarai
- Bathyraja parmifera
- Bathyraja smirnovi
- Bathyraja spinicauda
- Bathyraja spinosissima
- Bathyraja trachura
- Bathyraja violacea
- Batrachocottus baicalensis
- Batrachocottus multiradiatus
- Batrachocottus nikolskii
- Batrachocottus talievi
- Belone belone
- Benthophiloides brauneri
- Benthophilus casachicus
- Benthophilus durrelli
- Benthophilus granulosus
- Benthophilus grimmi
- Benthophilus leobergius
- Benthophilus macrocephalus
- Benthophilus magistri
- Benthophilus mahmudbejovi
- Benthophilus spinosus
- Benthophilus stellatus
- Benthosema glaciale
- Bero elegans
- Bilabria ornata
- Blepsias bilobus
- Blicca bjoerkna
- Boreogadus saida
- Bothragonus occidentalis
- Bothrocara brunneum
- Bothrocara hollandi
- Bothrocarina microcephala
- Bothrocarina nigrocaudata
- Brachymystax lenok
- Brachymystax savinovi
- Brachymystax tumensis
- Brachyopsis segaliensis
- Brama japonica
- Brosme brosme
- Bryozoichthys lysimus

## C
- Callionymus fasciatus
- Callionymus pusillus
- Callionymus risso
- Carassius auratus
- Carassius carassius
- Carassius gibelio
- Carcharhinus brachyurus
- Carcharodon carcharias
- Careproctus acanthodes
- Careproctus bathycoetus
- Careproctus batialis
- Careproctus colletti
- Careproctus cypselurus
- Careproctus homopterus
- Careproctus macrodiscus
- Careproctus ostentum
- Careproctus rastrinus
- Careproctus reinhardti
- Careproctus roseofuscus
- Careproctus segaliensis
- Careproctus simus
- Careproctus trachysoma
- Caspiomyzon wagneri
- Caspiosoma caspium
- Catostomus catostomus
- Cetichthys parini
- Cetorhinus maximus
- Channa argus
- Chanodichthys abramoides
- Chanodichthys dabryi
- Chanodichthys erythropterus
- Chanodichthys mongolicus
- Chauliodus macouni
- Chirolophis decoratus
- Chirolophis snyderi
- Chondrostoma colchicum
- Chondrostoma kubanicum
- Chondrostoma nasus
- Chondrostoma oxyrhynchum
- Chondrostoma variabile
- Chromogobius quadrivittatus
- Citharichthys sordidus
- Cleisthenes herzensteini
- Clidoderma asperrimum
- Clinocottus acuticeps
- Clupea harengus
- Clupea pallasii marisalbi
- Clupea pallasii pallasii
- Clupea pallasii suworowi
- Clupeonella abrau
- Clupeonella caspia
- Clupeonella cultriventris
- Clupeonella engrauliformis
- Clupeonella grimmi
- Clupeonella tscharchalensis
- Cobitis choii
- Cobitis gladkovi
- Cobitis lebedevi
- Cobitis lutheri
- Cobitis melanoleuca
- Cobitis sibirica
- Cobitis taenia
- Cobitis tanaitica
- Cololabis saira
- Comephorus baikalensis
- Comephorus dybowskii
- Coregonus albula
- Coregonus anaulorum
- Coregonus autumnalis
- Coregonus baerii
- Coregonus baicalensis
- Coregonus baunti
- Coregonus chadary
- Coregonus kiletz
- Coregonus ladogae
- Coregonus laurettae
- Coregonus lavaretus
- Coregonus lutokka
- Coregonus maraena
- Coregonus maraenoides
- Coregonus megalops
- Coregonus migratorius
- Coregonus muksun
- Coregonus nasus
- Coregonus oxyrinchus
- Coregonus pallasii
- Coregonus peled
- Coregonus pidschian
- Coregonus pravdinellus
- Coregonus sardinella
- Coregonus subautumnalis
- Coregonus tugun lenensis
- Coregonus tugun tugun
- Coregonus ussuriensis
- Coregonus vessicus
- Coregonus widegreni
- Coryphaenoides acrolepis
- Coryphaenoides cinereus
- Coryphaenoides longifilis
- Coryphoblennius galerita
- Cottinella boulengeri
- Cottiusculus gonez
- Cottocomephorus alexandrae
- Cottocomephorus grewingkii
- Cottocomephorus inermis
- Cottunculus microps
- Cottus altaicus
- Cottus amblystomopsis
- Cottus cognatus
- Cottus czerskii
- Cottus gobio
- Cottus hangiongensis
- Cottus kolymensis
- Cottus koshewnikowi
- Cottus kuznetzovi
- Cottus nozawae
- Cottus poecilopus
- Cottus sibiricus
- Cottus szanaga
- Cottus volki
- Crystallias matsushimae
- Ctenopharyngodon idella
- Culter alburnus
- Cyclopteropsis bergi
- Cyclopteropsis brashnikowi
- Cyclopteropsis jordani
- Cyclopteropsis lindbergi
- Cyclopterus lumpus
- Cyclothone atraria
- Cyphocottus eurystomus
- Cyphocottus megalops
- Cyprinus carpio

## D
- Dallia admirabilis
- Dallia delicatissima
- Dallia pectoralis
- Dasyatis gigantea
- Dasyatis pastinaca
- Dasycottus setiger
- Davidijordania brachyrhyncha
- Davidijordania jordaniana
- Davidijordania lacertina
- Dicentrarchus labrax
- Diplodus annularis
- Draculo mirabilis

## E
- Elassodiscus tremebundus
- Eleginus gracilis
- Eleginus nawaga
- Elopichthys bambusa
- Embassichthys bathybius
- Engraulis encrasicolus
- Engraulis japonicus
- Enophrys diceraus
- Enophrys lucasi
- Entosphenus tridentatus
- Eopsetta jordani
- Erilepis zonifer
- Ernogrammus hexagrammus
- Ernogrammus zhirmunskii[3]
- Esox lucius
- Esox reichertii
- Eudontomyzon mariae
- Eulophias tanneri
- Eumicrotremus andriashevi
- Eumicrotremus asperrimus
- Eumicrotremus derjugini
- Eumicrotremus orbis
- Eumicrotremus pacificus
- Eumicrotremus schmidti
- Eumicrotremus taranetzi
- Eumicrotremus tartaricus
- Eurymen gyrinus
- Eutrigla gurnardus

## F
- Freemanichthys thompsoni

## G
- Gadus macrocephalus
- Gadus morhua
- Gadus ogac
- Gaidropsarus mediterraneus
- Gambusia affinis
- Gambusia holbrooki
- Gasterosteus aculeatus
- Glossogobius olivaceus
- Glyptocephalus stelleri
- Glyptocephalus zachirus
- Gnathopogon strigatus
- Gobio brevicirris
- Gobio caucasicus
- Gobio cynocephalus
- Gobio gobio
- Gobio holurus
- Gobio kubanicus
- Gobio sibiricus
- Gobio soldatovi
- Gobio volgensis
- Gobiobotia pappenheimi
- Gobius niger
- Gobius paganellus
- Gymnelopsis brashnikovi
- Gymnelopsis ocellata
- Gymnelus diporus
- Gymnelus gracilis
- Gymnelus hemifasciatus
- Gymnelus pauciporus
- Gymnelus popovi
- Gymnelus retrodorsalis
- Gymnelus taeniatus
- Gymnelus viridis
- Gymnocanthus detrisus
- Gymnocanthus galeatus
- Gymnocanthus pistilliger
- Gymnocanthus tricuspis
- Gymnocephalus acerina
- Gymnocephalus cernua
- Gymnogobius breunigii[4]
- Gymnogobius castaneus
- Gymnogobius macrognathos
- Gymnogobius opperiens
- Gymnogobius taranetzi
- Gymnogobius urotaenia
- Gymnura altavela

## H
- Hadropareia middendorffii
- Hadropareia semisquamata
- Hadropogonichthys lindbergi
- Halargyreus johnsonii
- Hemibarbus labeo
- Hemibarbus maculatus
- Hemiculter leucisculus
- Hemiculter lucidus
- Hemilepidotus gilberti
- Hemilepidotus hemilepidotus
- Hemilepidotus jordani
- Hemilepidotus papilio
- Hemilepidotus zapus[5]
- Hemitripterus bolini
- Hemitripterus villosus
- Hexagrammos lagocephalus
- Hexagrammos octogrammus
- Hexagrammos stelleri
- Himantolophus sagamius
- Hippocampus guttulatus
- Hippoglossoides dubius
- Hippoglossoides elassodon
- Hippoglossoides robustus
- Hippoglossus hippoglossus
- Hippoglossus stenolepis
- Hirundichthys oxycephalus[6]
- Hucho taimen
- Huso dauricus
- Huso huso
- Hyperoplus lanceolatus
- Hypomesus japonicus
- Hypomesus nipponensis
- Hypomesus olidus
- Hypophthalmichthys molitrix
- Hypophthalmichthys nobilis
- Hypoptychus dybowskii
- Hyporhamphus sajori
- Hypsagonus corniger
- Hypsagonus quadricornis
- Hyrcanogobius bergi

## I
- Icelus bicornis
- Icelus canaliculatus
- Icelus cataphractus
- Icelus ochotensis
- Icelus rastrinoides
- Icelus spatula
- Icelus spiniger
- Icelus stenosomus
- Ictalurus punctatus
- Ilisha elongata
- Istiompax indica
- Istiophorus albicans
- Istiophorus platypterus
- Isurus oxyrinchus

## K
- Kareius bicoloratus
- Knipowitschia caucasica
- Knipowitschia iljini
- Knipowitschia longecaudata
- Konosirus punctatus
- Krusensterniella multispinosa
- Krusensterniella notabilis
- Krusensterniella pavlovskii

## L
- Ladislavia taczanowskii
- Laemonema longipes
- Lamna ditropis
- Lampetra fluviatilis
- Lampetra planeri
- Lampris guttatus
- Lateolabrax japonicus
- Lefua costata
- Lefua pleskei
- Leocottus kesslerii
- Lepidopsetta bilineata
- Lepidopsetta mochigarei
- Leptagonus decagonus
- Leptoclinus maculatus
- Leptocottus armatus
- Leptostichaeus pumilus
- Lethenteron camtschaticum
- Lethenteron kessleri[7]
- Lethenteron matsubarai
- Lethenteron ninae
- Lethenteron reissneri
- Leucaspius delineatus
- Leuciscus aspius
- Leuciscus baicalensis
- Leuciscus danilewskii
- Leuciscus idus
- Leuciscus leuciscus
- Leuciscus waleckii
- Leucoraja fullonica
- Limanda aspera
- Limanda limanda
- Limanda proboscidea
- Limanda punctatissima
- Limanda sakhalinensis
- Limnocottus bergianus
- Limnocottus godlewskii
- Limnocottus pallidus
- Liopsetta glacialis
- Liopsetta pinnifasciata
- Liparis agassizii
- Liparis bathyarcticus
- Liparis callyodon
- Liparis cyclopus
- Liparis eos
- Liparis fabricii
- Liparis gibbus
- Liparis grebnitzkii
- Liparis kusnetzovi
- Liparis kussakini
- Liparis latifrons
- Liparis liparis
- Liparis mednius
- Liparis meridionalis
- Liparis micraspidophorus
- Liparis montagui
- Liparis ochotensis
- Liparis pravdini
- Liparis rotundirostris
- Liparis schantarensis
- Liparis schmidti
- Liparis tanakae
- Liparis tunicatiformis
- Liparis tunicatus
- Liza aurata
- Liza haematocheila
- Liza ramada
- Liza saliens
- Lota lota
- Luciobarbus brachycephalus
- Luciobarbus capito
- Luciobarbus caspius
- Luciogobius guttatus
- Lumpenopsis pavlenkoi
- Lumpenus fabricii
- Lumpenus lampretaeformis
- Lumpenus sagitta
- Lycenchelys albeola
- Lycenchelys albomaculata
- Lycenchelys camchatica
- Lycenchelys crotalinus
- Lycenchelys hippopotamus
- Lycenchelys kolthoffi
- Lycenchelys maculata
- Lycenchelys melanostomias
- Lycenchelys rassi
- Lycenchelys ratmanovi
- Lycenchelys sarsii
- Lycenchelys uschakovi
- Lycenchelys vitiazi
- Lycodapus derjugini
- Lycodapus fierasfer
- Lycodes albolineatus
- Lycodes albonotatus
- Lycodes beringi
- Lycodes brevipes
- Lycodes brunneofasciatus
- Lycodes concolor
- Lycodes eudipleurostictus
- Lycodes fasciatus
- Lycodes frigidus
- Lycodes gracilis
- Lycodes jugoricus
- Lycodes marisalbi
- Lycodes microlepidotus
- Lycodes mucosus
- Lycodes palearis
- Lycodes pallidus
- Lycodes polaris
- Lycodes raridens
- Lycodes rossi
- Lycodes sagittarius
- Lycodes schmidti
- Lycodes seminudus
- Lycodes sigmatoides
- Lycodes ygreknotatus
- Lycozoarces regani

## M
- Macropinna microstoma
- Macropodus ocellatus
- Macropodus opercularis
- Magadanichthys skopetsi
- Magnisudis atlantica
- Malacocottus aleuticus
- Malacocottus kincaidi
- Malacocottus zonurus
- Mallotus villosus
- Maulisia acuticeps
- Megalobrama mantschuricus
- Megalobrama terminalis
- Megalocottus platycephalus
- Megalocottus taeniopterus
- Melanogrammus aeglefinus
- Merlangius merlangus
- Mesocottus haitej
- Mesogobius batrachocephalus
- Mesogobius nonultimus
- Microcottus sellaris
- Micromesistius poutassou
- Micropercops cinctus
- Micropercops dabryi
- Microphysogobio amurensis
- Microphysogobio tungtingensis
- Micropterus salmoides
- Microstomus achne
- Microstomus kitt
- Microstomus pacificus
- Misgurnus anguillicaudatus
- Misgurnus fossilis
- Misgurnus mohoity
- Misgurnus nikolskyi
- Molva dypterygia
- Molva molva
- Morone saxatilis
- Mugil cephalus
- Mullus barbatus barbatus
- Mullus surmuletus
- Mustelus manazo
- Mylopharyngodon piceus
- Myoxocephalus brandtii
- Myoxocephalus jaok
- Myoxocephalus niger
- Myoxocephalus polyacanthocephalus
- Myoxocephalus quadricornis
- Myoxocephalus scorpius
- Myoxocephalus stelleri

## N
- Nautichthys pribilovius
- Nectoliparis pelagicus
- Neocottus thermalis
- Neocottus werestschagini
- Neogobius caspius
- Neogobius fluviatilis
- Neogobius melanostomus
- Neogobius pallasi
- Neozoarces pulcher
- Neozoarces steindachneri
- Nerophis ophidion

## O
- Occella dodecaedron
- Ochetobius elongatus[8]
- Ocynectes maschalis
- Oligocottus maculosus
- Oncorhynchus gorbuscha
- Oncorhynchus keta
- Oncorhynchus kisutch
- Oncorhynchus masou masou
- Oncorhynchus mykiss[9]
- Oncorhynchus nerka
- Oncorhynchus tshawytscha
- Opisthocentrus ocellatus
- Opsariichthys bidens
- Opsariichthys uncirostris
- Oreochromis mossambicus
- Oreoleuciscus humilis
- Oreoleuciscus potanini
- Oryzias latipes
- Oryzias sinensis
- Osmerus dentex
- Osmerus eperlanus
- Osmerus mordax
- Osteodiscus andriashevi
- Oxynoemacheilus merga

## P
- Pallasina barbata
- Parablennius sanguinolentus
- Parabotia mantschurica
- Parabramis pekinensis
- Paracottus knerii
- Parahucho perryi
- Paraliparis entochloris
- Paraliparis grandis
- Paraliparis melanobranchus
- Paraliparis rosaceus
- Paramisgurnus dabryanus
- Parophrys vetulus
- Pelecus cultratus
- Pelteobagrus ussuriensis
- Perca fluviatilis
- Percarina maeotica
- Perccottus glenii
- Percis japonica
- Petroleuciscus borysthenicus
- Petromyzon marinus
- Pholidapus dybowskii
- Pholis gunnellus
- Pholis laeta
- Pholis picta
- Phoxinus colchicus
- Phoxinus phoxinus
- Phoxinus steindachneri
- Phoxinus ujmonensis
- Plagiognathops microlepis
- Platichthys flesus
- Platichthys stellatus
- Pleurogrammus azonus
- Pleurogrammus monopterygius
- Pleuronectes platessa
- Pleuronectes quadrituberculatus
- Podothecus accipenserinus
- Podothecus sachi
- Podothecus sturioides
- Podothecus veternus
- Poecilia reticulata
- Pollachius virens
- Polyodon spathula
- Polypera greeni
- Polypera simushirae
- Pomatomus saltatrix
- Pomatoschistus marmoratus
- Pomatoschistus microps
- Pomatoschistus minutus
- Ponticola bathybius
- Ponticola cephalargoides
- Ponticola constructor
- Ponticola eurycephalus
- Ponticola gorlap
- Ponticola platyrostris
- Ponticola ratan
- Ponticola rhodioni
- Ponticola syrman
- Poroclinus rothrocki
- Porocottus allisi
- Porocottus camtschaticus
- Porocottus mednius
- Priacanthus macracanthus
- Procottus gotoi
- Procottus gurwicii
- Procottus jeittelesii
- Procottus major
- Prosopium coulterii
- Prosopium cylindraceum
- Proterorhinus marmoratus
- Proterorhinus nasalis
- Pseudalectrias tarasovi
- Pseudaspius leptocephalus
- Pseudopleuronectes herzensteini
- Pseudopleuronectes obscurus
- Pseudopleuronectes schrenki
- Pseudopleuronectes yokohamae
- Pseudorasbora parva
- Psychrolutes paradoxus
- Psychrolutes phrictus
- Ptilichthys goodei
- Pungitius bussei
- Pungitius platygaster
- Pungitius polyakovi
- Pungitius pungitius
- Pungitius sinensis
- Pungitius tymensis
- Puntius semifasciolatus[10]

## R
- Rachycentron canadum
- Radulinopsis derjavini
- Radulinopsis taranetzi
- Raja binoculata
- Raja clavata
- Raja stellulata
- Rajella lintea
- Reinhardtius hippoglossoides
- Rhamphocottus richardsonii
- Rhinogobius brunneus
- Rhinogobius lindbergi
- Rhinoraja longicauda
- Rhodeus amarus
- Rhodeus amurensis
- Rhodeus lighti
- Rhodeus ocellatus
- Rhodeus sericeus
- Rhodymenichthys dolichogaster
- Rhynchocypris czekanowskii
- Rhynchocypris lagowskii
- Rhynchocypris oxycephalus
- Rhynchocypris percnurus
- Romanogobio albipinnatus
- Romanogobio ciscaucasicus
- Romanogobio parvus[11]
- Romanogobio pentatrichus
- Romanogobio tanaiticus
- Romanogobio tenuicorpus
- Ronquilus jordani
- Rutilus caspicus
- Rutilus frisii
- Rutilus rutilus[12]

## S
- Sabanejewia aurata
- Sabanejewia baltica
- Sabanejewia caucasica
- Sabanejewia kubanica
- Salangichthys microdon
- Salmo ciscaucasicus
- Salmo ezenami
- Salmo labrax
- Salmo salar
- Salmo trutta
- Salvelinus albus
- Salvelinus alpinus alpinus
- Salvelinus alpinus erythrinus
- Salvelinus andriashevi
- Salvelinus boganidae
- Salvelinus curilus
- Salvelinus czerskii
- Salvelinus drjagini
- Salvelinus elgyticus
- Salvelinus fontinalis
- Salvelinus gritzenkoi
- Salvelinus jacuticus
- Salvelinus krogiusae
- Salvelinus kronocius
- Salvelinus kuznetzovi
- Salvelinus lepechini
- Salvelinus leucomaenis leucomaenis
- Salvelinus levanidovi
- Salvelinus malma
- Salvelinus neiva
- Salvelinus schmidti
- Salvelinus taimyricus
- Salvelinus taranetzi
- Salvelinus tolmachoffi
- Salvelinus vasiljevae
- Salvethymus svetovidovi
- Sander lucioperca
- Sander marinus
- Sander volgensis
- Sarcocheilichthys czerskii
- Sarcocheilichthys sinensis
- Sarcocheilichthys soldatovi
- Sarda sarda
- Sardina pilchardus
- Sardinops sagax
- Sarritor frenatus
- Sarritor leptorhynchus
- Saurogobio dabryi
- Scardinius erythrophthalmus
- Sciaena umbra
- Scomber japonicus
- Scomber scombrus
- Scomberesox saurus
- Scomberomorus niphonius
- Scopelosaurus harryi
- Scophthalmus maeoticus
- Scophthalmus maximus
- Scophthalmus rhombus
- Scorpaena porcus
- Scytalina cerdale
- Sebastes aleutianus
- Sebastes alutus
- Sebastes borealis
- Sebastes crameri
- Sebastes melanostictus
- Sebastes mentella
- Sebastes minor
- Sebastes norvegicus
- Sebastes owstoni
- Sebastes polyspinis
- Sebastes taczanowskii
- Sebastes trivittatus
- Sebastolobus alascanus
- Sebastolobus macrochir
- Selar crumenophthalmus
- Serranus scriba
- Silurus asotus
- Silurus glanis
- Silurus soldatovi
- Siniperca chuatsi
- Soldatovia polyactocephala
- Solea solea
- Somniosus microcephalus
- Somniosus pacificus
- Sparus aurata
- Spectrunculus grandis
- Sphyrna zygaena
- Spicara smaris
- Spinachia spinachia
- Sprattus sprattus
- Squalidus chankaensis chankaensis
- Squaliobarbus curriculus
- Squalius aphipsi
- Squalius cephalus
- Squaloliparis dentatus
- Squalus acanthias
- Squalus suckleyi
- Stelgistrum concinnum
- Stelgistrum stejnegeri
- Stenobrachius leucopsarus
- Stenodus leucichthys
- Stenodus nelma
- Stereolepis doederleini
- Stereolepis gigas
- Stichaeopsis epallax
- Stichaeopsis nana
- Stichaeopsis nevelskoi
- Stichaeus grigorjewi
- Stichaeus nozawae
- Stichaeus ochriamkini
- Stichaeus punctatus punctatus
- Symphodus cinereus
- Symphodus ocellatus
- Symphodus roissali
- Symphodus tinca
- Syngnathus abaster
- Syngnathus acus
- Syngnathus schlegeli
- Syngnathus typhle

## T
- Tachysurus argentivittatus
- Tachysurus brashnikowi
- Tachysurus fulvidraco
- Tachysurus herzensteini
- Tachysurus sinensis
- Tactostoma macropus
- Takifugu porphyreus
- Takifugu rubripes
- Taurocottus bergii
- Temnocora candida
- Theragra chalcogramma
- Theragra finnmarchica
- Thunnus orientalis
- Thymallus arcticus
- Thymallus baicalensis
- Thymallus brevipinnis
- Thymallus brevirostris
- Thymallus burejensis
- Thymallus flavomaculatus
- Thymallus grubii
- Thymallus mertensii
- Thymallus pallasii
- Thymallus thymallus
- Thymallus tugarinae
- Tilapia mariae
- Tilesina gibbosa
- Tinca tinca
- Trachinus draco
- Trachurus mediterraneus
- Trachurus trachurus
- Triakis scyllium
- Tribolodon brandtii
- Tribolodon hakonensis
- Tribolodon sachalinensis
- Trichodon trichodon
- Tridentiger brevispinis
- Tridentiger obscurus
- Tridentiger trigonocephalus
- Triglops dorothy
- Triglops forficatus
- Triglops jordani
- Triglops pingelii
- Triglops scepticus
- Triplophysa chandagaitensis
- Triplophysa gundriseri

## U
- Umbrina cirrosa

## V
- Verasper moseri
- Verasper variegatus
- Vimba vimba

## X
- Xenocypris macrolepis
- Xiphias gladius

## Z
- Zaprora silenus
- Zesticelus profundorum
- Zeus faber
- Zoarces andriashevi
- Zoarces elongatus
- Zoarces fedorovi
- Zoarces viviparus
- Zosterisessor ophiocephalus[13]